# Ordre cistercien
Vous lisez un « article de qualité » labellisé en 2008.
Pour les articles homonymes, voir SOC.
L'Ordre cistercien (en latin : ordo cisterciensis), ou ordre de Cîteaux, est un ordre monastique catholique. Son origine remonte à la fondation de l'abbaye de Cîteaux par Robert de Molesme en 1098 : il est toujours vivant, sous la forme de deux ordres distincts, l'un « de la commune observance », l'autre « de la stricte observance ».
L'ordre de Cîteaux joue un rôle de premier plan dans l'histoire religieuse européenne. Par son organisation, son autorité spirituelle, son efficacité technique et économique, il s'impose dans tout l'Occident, jusque sur ses franges.
En tant que restauration de la règle bénédictine inspirée par la réforme grégorienne, l'ordre cistercien promeut une spiritualité centrée sur le Christ incarné, une rigueur ascétique et érige, dans une certaine mesure, le travail comme une valeur cardinale, ainsi que le prouve son patrimoine technique et architectural.
Il doit son considérable développement à Bernard de Clairvaux. Son rayonnement et son prestige personnel en ont fait au XIIe siècle le plus célèbre des cisterciens. S'il n'en est pas le fondateur, il demeure le maître spirituel de l'ordre.
L'ordre de Cîteaux a été anéanti en tant qu'ordre à la Révolution française par la suppression de nombreuses abbayes, dont celle de Cîteaux mais la vie cistercienne n'a jamais cessé et l'ordre a été ressuscité à la fin du XIXe siècle par deux ordres héritiers, l'un du courant de la commune observance, l'autre du courant de la stricte observance. L'ordre appelé « saint ordre de Cîteaux », dit aussi « de la commune observance », compte aujourd'hui environ 1 600 moines et 800 moniales, répartis respectivement dans 80 et 78 monastères. En 2023, l'ordre cistercien de la Stricte Observance (O.C.S.O) comprend environ 1 500 moines et 1 400 moniales — souvent appelés trappistes et trappistines, car ils sont issus de la réforme de l'abbaye de la Trappe — répartis dans 103 monastères masculins et 77 monastères féminins,.
Les différences entre la commune et la stricte observance tiennent surtout aux points suivants : 
- pour la stricte observance, vie strictement contemplative, sans aucune activité pastorale ou d'enseignement et entièrement à l'intérieur de la clôture, insistance sur le travail manuel, le silence et une grande sobriété de vie ;
- pour la commune observance, engagement dans le travail pastoral et/ou l'enseignement, plus grande souplesse dans les observances.

Par ailleurs, leur organisation est très différente : l'ordre de Cîteaux est une fédération de congrégations, tandis que l'Ordre cistercien de la stricte observance a restauré l'organisation primitive et intègre les monastères de moines et moniales dans un ensemble unique, dont l'organe central est le chapitre général régulier, présidé par un abbé général et son conseil (paritaire moines/moniales), structuré par le lien de vigilance entre abbaye-mère et abbaye-fille.
Si les deux ordres cisterciens sont distincts, des liens étroits d'amitié et de collaboration existent entre eux, notamment dans les domaines de la formation et de la réflexion sur leur charisme commun. Leur habit est donc presque le même : tunique blanche et scapulaire noir (avec capuchon pour les cisterciens trappistes) retenu par une ceinture de cuir pour les trappistes, de tissu noir pour la commune observance ; l'habit de chœur est la traditionnelle coule monastique, de couleur blanche, d'où l'appellation de « moines blancs ».
Bien qu'ils suivent la règle de saint Benoît, les cisterciens ne sont pas à proprement parler considérés comme des bénédictins. En effet, c'est seulement au IVe concile de Latran que « le mot « bénédictin » apparut pour désigner les moines qui n'appartenaient à aucun Ordre centralisé » par opposition aux Cisterciens. Cependant de nombreux liens unissent les deux familles monastiques, en particulier dans le domaine de la formation.

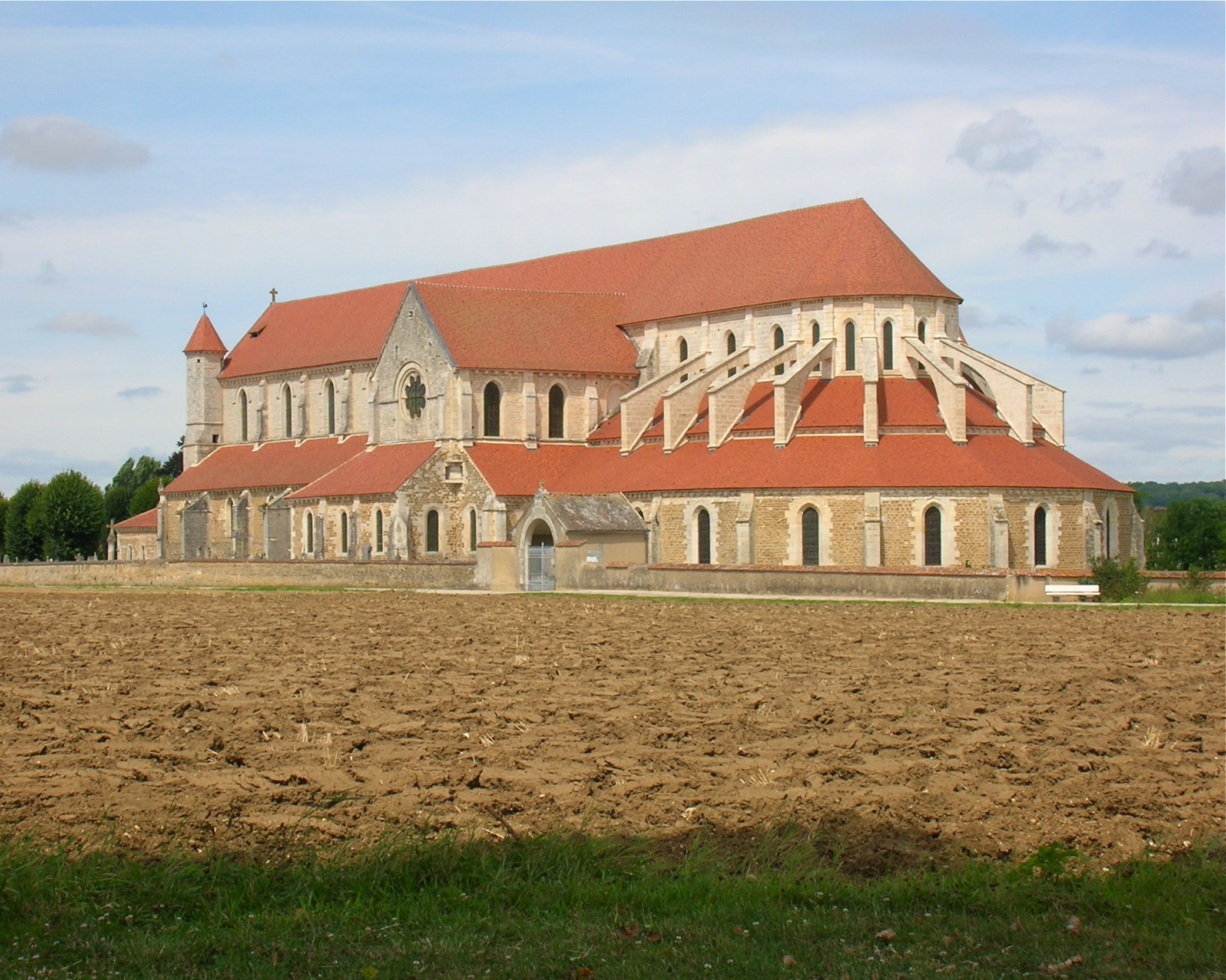
Abbaye de Pontigny, fondée en 1114, deuxième fille de l'ordre, établie dans la vallée du Serein à la frontière des comtés d'Auxerre, de Nevers et de Tonnerre.

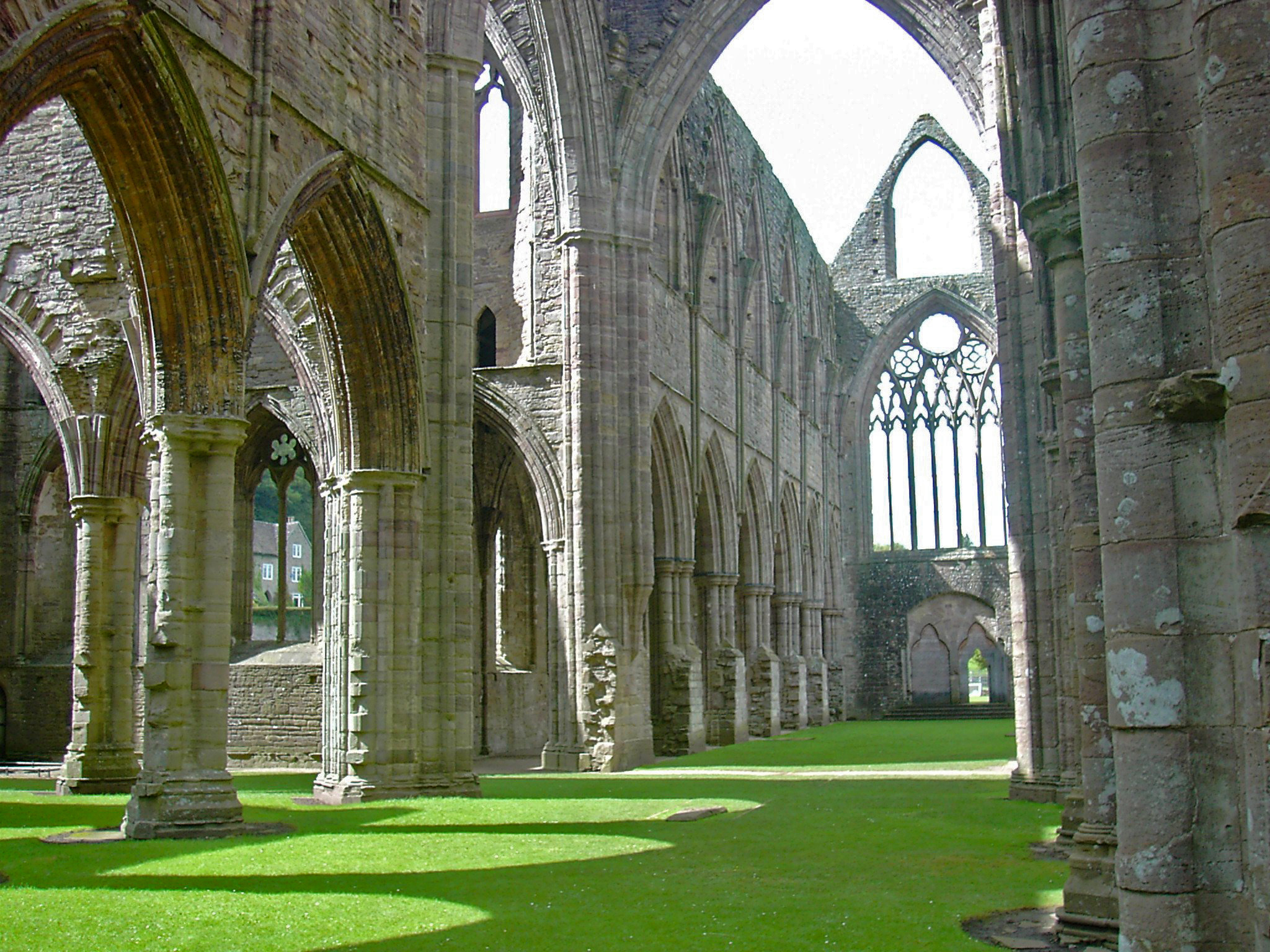
Abbaye de Tintern fondée en 1131 au Pays de Galles.

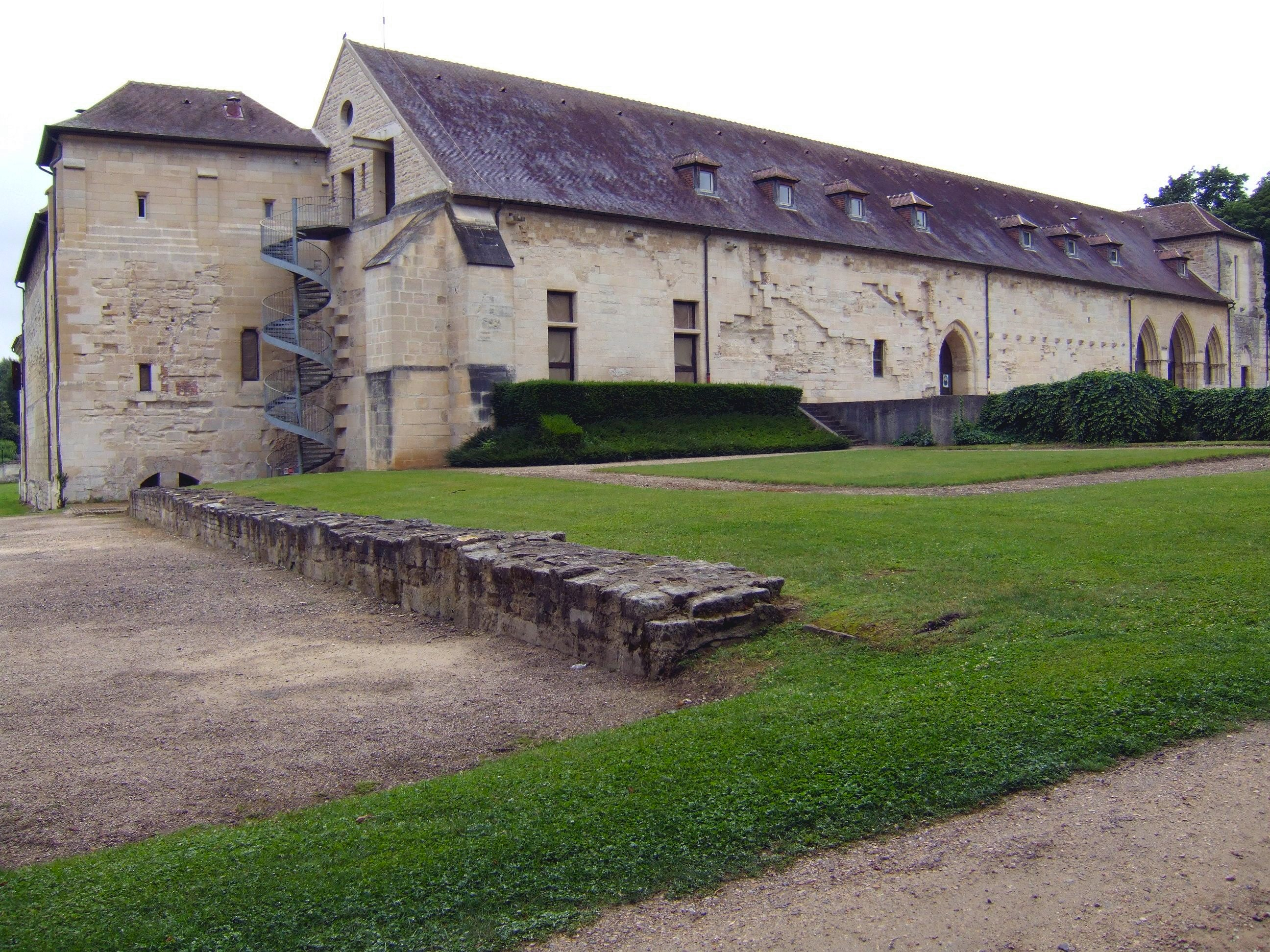
Abbaye de Maubuisson, fondée en 1236 par Blanche de Castille.

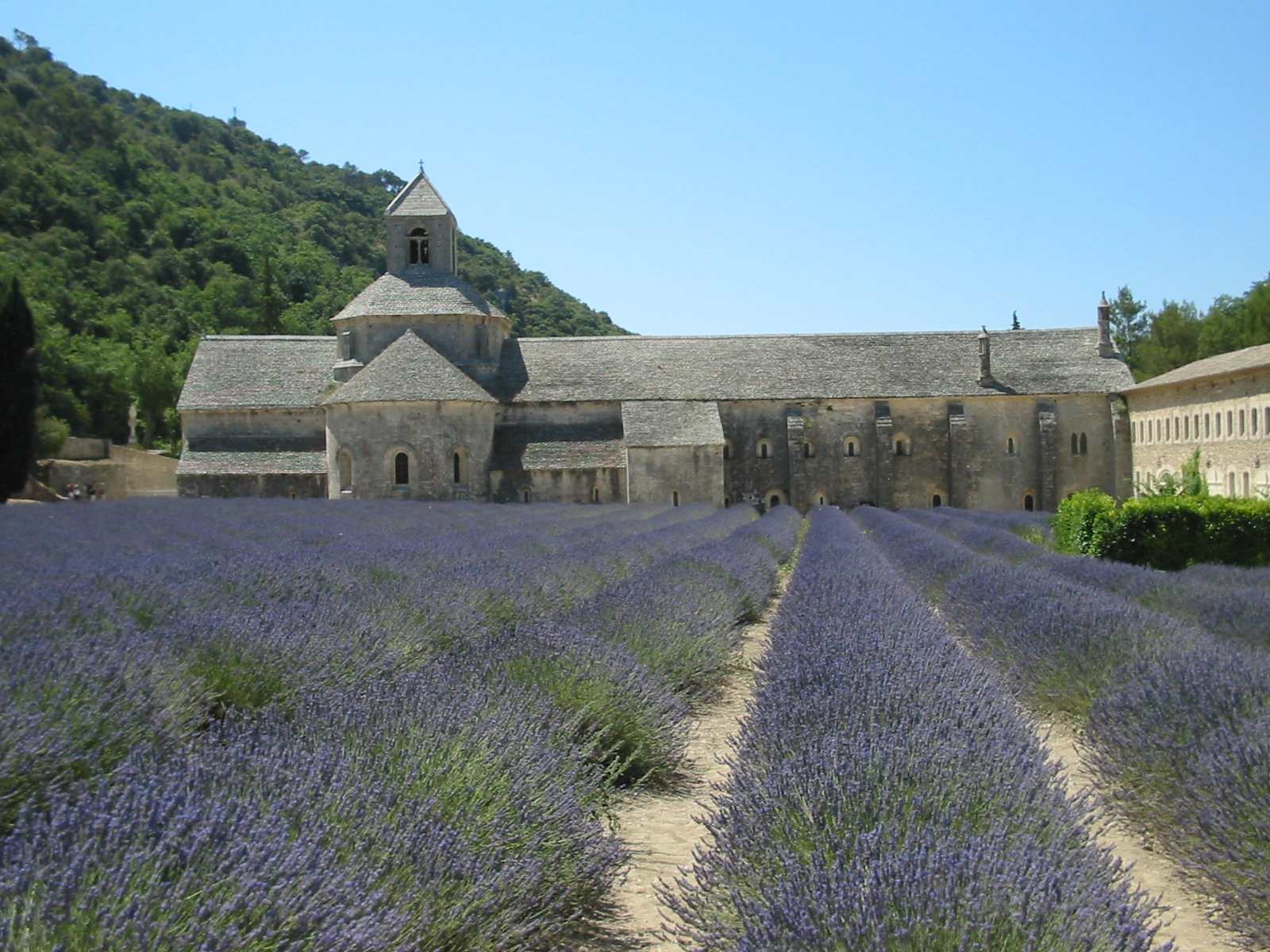
L'abbaye Notre-Dame de Sénanque, fondée en 1148 en Provence.

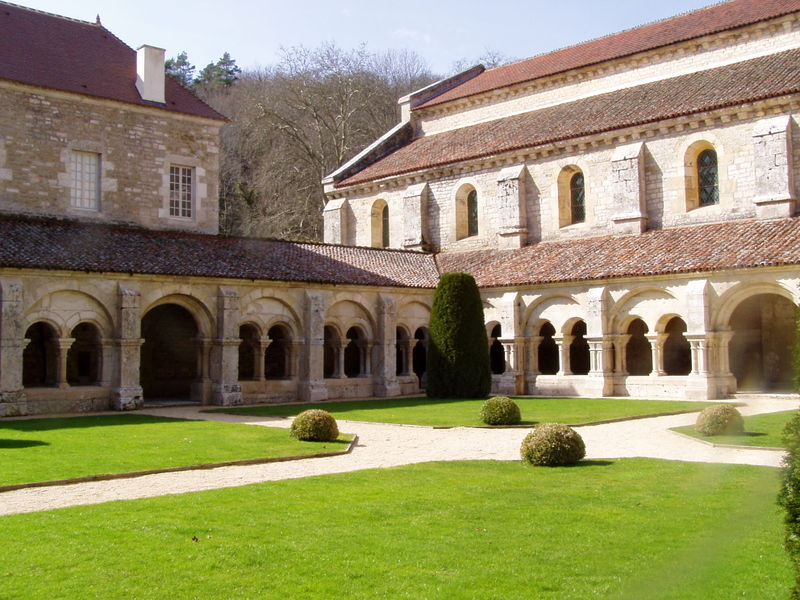
L'abbaye de Fontenay fondée en 1119 en Bourgogne.

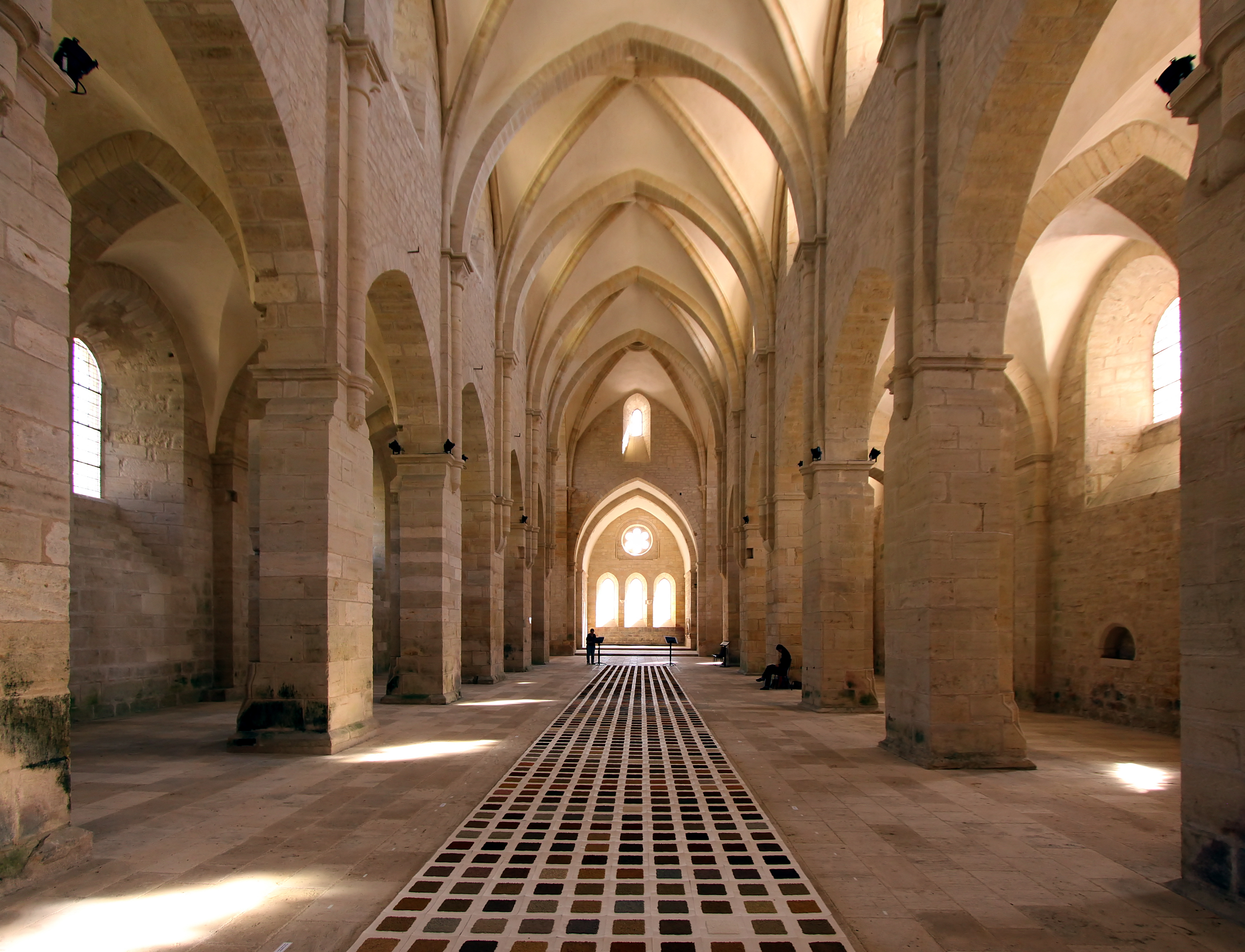
La nef et le chœur de l'abbaye de Noirlac, fondée en 1136 en Berry.

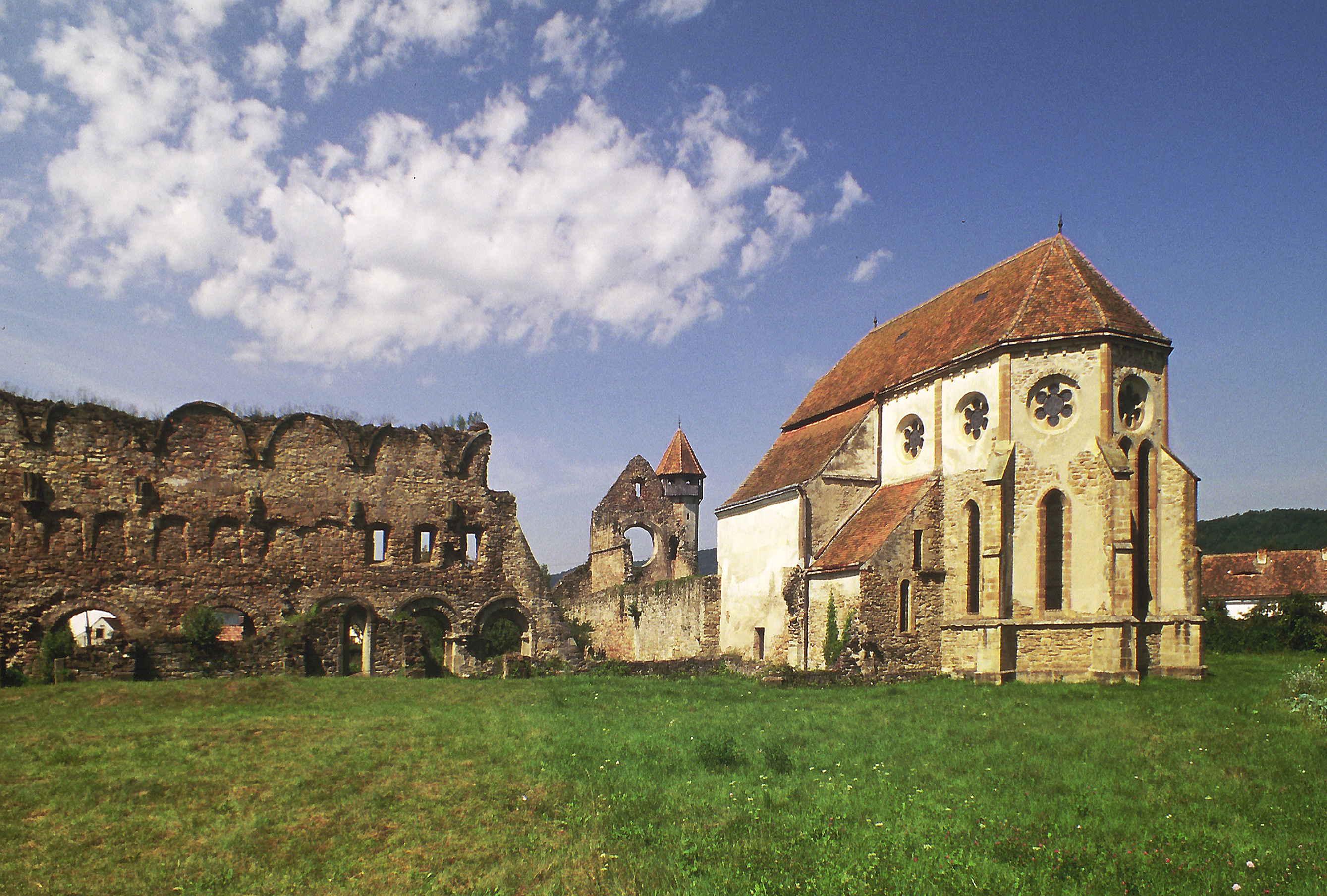
Abbaye de Cârța, fondée en 1202-1206 en Transylvanie.

## Histoire de l'ordre

### Genèse de l'Ordre cistercien
En Occident, à la charnière des XIe et XIIe siècles, nombreux sont les fidèles qui cherchent de « nouvelles voies de la perfection », « désir inexprimé, mais exaltant toutes les ardeurs, de rajeunir le monde ». Cependant, pèlerinages et croisades ne nourrissent pas spirituellement tous les croyants.
Aussi, conjuguant ascétisme et rigueur liturgique et rejetant l'oisiveté grâce au travail manuel, la Regula Sancti Benedicti est à la fin du XIe siècle une formidable source d'inspiration pour les mouvements en quête de perfection tels les ordres de Grandmont ou de la Chartreuse, fondée par Bruno de Cologne en 1084. L'ordre cistercien est marqué à sa naissance par la nécessité de réforme et l'aspiration évangélique qui sous-tend également l'expérience de Robert d'Arbrissel — fondateur de l'ordre de Fontevraud en 1101 — et l'éclosion des chapitres de chanoines réguliers. « Cîteaux naît de ce désir partagé de renouveler le monachisme et d'en redéfinir la place ».
À cette époque, la voie monastique clunisienne voit s'élever contre elle des critiques de plus en plus nombreuses. La modération souhaitée par saint Benoît n'est plus visible avec la magnificence des bâtiments clunisiens. L'activité liturgique clunisienne ne semble plus permettre le respect des vœux d'humilité, de pauvreté et de charité. Au-delà, l'exclusivité donnée aux activités intellectuelles du scriptorium, de l'exercice du plain-chant et l'office divin ont coupé les moines d'une des trois exigences de la règle bénédictine, le travail manuel. À Cluny, l'agriculture est devenue une activité extérieure. Certes, l'ordre a essaimé ses monastères dans toute l'Europe, mais la proximité de ses abbés avec le pouvoir temporel n'est pas du goût de tous. Il ne faudrait cependant pas voir dans la « fiévreuse activité de réforme » une critique ouverte à l'encontre de Cluny, mais plutôt une volonté d'exprimer l'héroïsme du temps dans une voie bénédictine plus sévère, par un retour à la rigueur des Pères du désert.

### Pères fondateurs

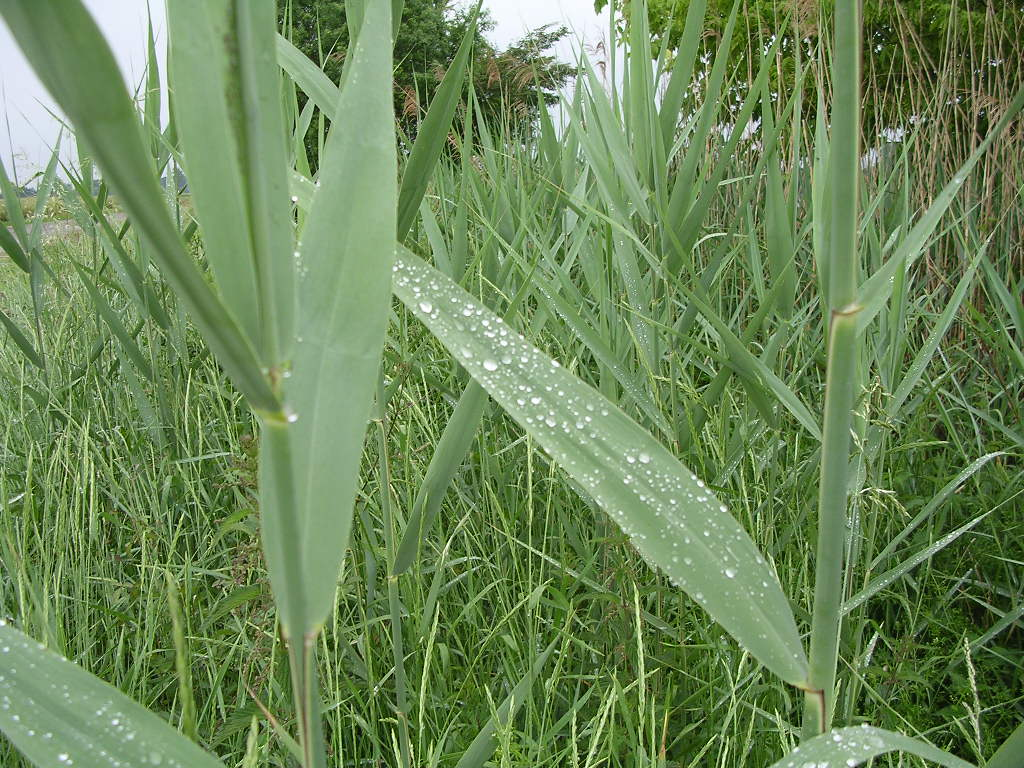
Roseaux - cistels - des bords de Saône qui ont donné leur nom à l'abbaye de Cîteaux.

L'aventure cistercienne commence avec la fondation de l'abbaye Notre-Dame de Molesme par saint Robert en 1075, dans la région de Tonnerre.
Né en Champagne, apparenté à la famille de Maligny, l'une des plus grandes de la région, Robert de Molesme commence son noviciat à l'âge de quinze ans à l'abbaye de Montier-la-Celle, dans le diocèse de Troyes. Il devient prieur. Pétri de l'idéal de restauration du monachisme tel que saint Benoît l'avait institué, il quitte en 1075 son prieuré. Il parvient à mettre en application cet idéal en partageant solitude, pauvreté, jeûne et prière avec sept ermites installés dans la forêt de Collan (ou Colan), près de Tonnerre dont il dirige la vie spirituelle. Grâce aux sires de Maligny, ce groupe s'installe dans la vallée de la Laignes, dans le lieu-dit de Molesme en adoptant des règles de vie proche de celles des Camaldules, alliant la vie commune de travail et de l'office bénédictin à l'érémitisme.
Cette fondation est un succès : la nouvelle abbaye draine nombre de visiteurs et donateurs, religieux et laïcs. « Une quinzaine d'années après sa fondation, Molesme ressemble à n'importe quelle abbaye bénédictine prospère de son époque » mais les exigences de Robert et d'Albéric de Cîteaux sont mal acceptées. Des divisions surviennent au sein de la communauté. En 1090 Robert, avec quelques compagnons, choisit de s'éloigner pour un temps de l'abbaye et de ses dissensions et s'établit avec quelques frères à Aulx pour y mener une vie d'ermite. Il est cependant contraint de regagner l'abbaye qu'il dirige à Molesme.
Sachant qu'il ne parviendra pas à satisfaire son idéal de solitude et de pauvreté dans le climat de Molesme où s'opposent les partisans de la tradition et ceux du renouveau, Robert, avec l'autorisation du légat du pape Hugues de Die, accepte le lieu solitaire situé dans la forêt marécageuse du bas-pays dijonnais que lui proposent le duc de Bourgogne Eudes Ier et les vicomtes de Beaune, de lointains cousins, pour se retirer et pratiquer avec la plus grande austérité la règle de saint Benoît. Dans ce lieu proche de la vallée de la Saône, à vingt-deux kilomètres au sud de Dijon, il trouve un « désert », couvert de cistels (roseaux). Albéric et Étienne Harding, ainsi que vingt-et-un moines fervents, l'accompagnent dans son « affreuse solitude » où ils s'installent le 21 mars 1098, sur le site de La Forgeotte, alleu concédé par Renard, vicomte de Beaune, pour y fonder une autre communauté dénommée pour un temps le novum monasterium.

### Nouveau Monastère

#### Abbatiat de Robert
Les débuts du novum monasterium, dans des bâtiments de bois entourés d'une nature hostile, sont difficiles pour la communauté. La nouvelle fondation bénéficie cependant du soutien d'Eudes de Bourgogne qui fait montre de largesse ; Renard de Beaune, son vassal, cède à la communauté les terres qui jouxtent le monastère. La protection bienveillante de l'archevêque Hugues permet l'édification d'un monastère de bois et d'une humble église. Robert a tout juste le temps de recevoir du duc de Bourgogne une vigne à Meursault qu'à la suite d'un synode tenu à Port d'Anselle en 1099 qui légitime la fondation du novum monasterium, il se voit contraint de revenir à Molesme où il trouvera la mort en 1111.
L'historiographie cistercienne flétrit, un temps, la mémoire des moines qui regagnent Molesme. Ainsi, les écrits de Guillaume de Malmesbury, puis les "Petit" et "Grand Exorde" sont à l'origine de la légende noire qui poursuit, au sein de l'ordre, Robert et ses compagnons de Molesme « qui n'aimaient pas le désert ».

#### Abbatiat d'Aubry
Robert laisse la communauté aux mains d'Aubry, l'un des plus fervents partisans de la rupture avec Molesme. Aubry, administrateur efficace et compétent, obtient la protection du pape Pascal II (Privilegium Romanum) qui promulgue le 19 octobre 1100 la bulle Desiderium quod. Aubry, confronté à de nombreuses difficultés matérielles, déplace sa communauté deux kilomètres plus au sud, au bord de la Vouge, pour trouver un approvisionnement en eau suffisant. Une église est édifiée sur ses ordres à quelques centaines de mètres du site initial. Le 16 novembre 1106 Gauthier, l'évêque de Chalon, consacre sur ce nouveau site la première église construite en pierre. Aubry parvient à maintenir la ferveur spirituelle au sein de sa communauté, qu'il soumet à une ascèse très rude. Mais Cîteaux végète, les vocations se font rares et ses membres vieillissent. Les années semblent difficiles pour la petite communauté, car « les frères de l'Église de Molesme et d'autres moines voisins ne cessent de les harceler et de les troubler, car ils craignent de paraître eux-mêmes plus vils et plus méprisables aux yeux du monde si l'on voit les autres habiter au milieu d'eux comme des moines nouveaux et singuliers ».
Cependant, la protection du duc de Bourgogne, puis de son fils Hugues II après 1102 et des clercs édifiés par le courage de la communauté, permet un premier essor. À partir de 1100, le monastère attire quelques recrues : quelques novices rejoignent le groupe.
D'après la tradition cistercienne probablement légendaire, Aubry aurait eu pendant un office divin, une vision de la Vierge Marie lui posant sur les épaules une tunique d'une blancheur éclatante. La Sainte Vierge lui enjoint de faire adopter aux moines l'habit de laine écrue, non teinte et moins coûteuse (tunique portée à l'intérieur du monastère ou aux champs où elle est associée au scapulaire d'une teinte plus sombre, coule portée à l'église ou en voyage), contre la robe noire des moines de l'ordre de Cluny, ce qui vaudra aux moines cisterciens le surnom de « moines blancs », parfois aussi de « bénédictins blancs » ou de « Bernardins », du nom de saint Bernard, à l'opposé des bénédictins ou « moines noirs ». Selon Terryl N. Kinder, le surnom de moines « blanc cassé » aurait été plus juste pour désigner leur vêture car « la couleur de la laine dépendant de celle des moutons, l'habit ne devait pas être vraiment uniforme d'une région à l'autre ». Ainsi, ils pouvaient porter des coules noires, grises ou brunes, ce qui explique leur appellation de « moines blancs » ou « moines gris » au cours du Moyen Âge, selon l'époque et le lieu. Cette ambiguïté de la couleur est confirmée dans la constitution Fulgens sicut stella matutina de 1335 du pape cistercien Benoît XII qui réorganise l'administration temporelle de l'Ordre.
Aubry définit aussi le statut des frères convers, ces religieux qui ne sont ni clercs ni moines, mais soumis à l'obéissance et à la stabilité et qui accomplissent le gros des tâches manuelles ; il fait entreprendre le travail de révision de la Bible, qui sera achevé sous l'abbatiat d'Étienne Harding.

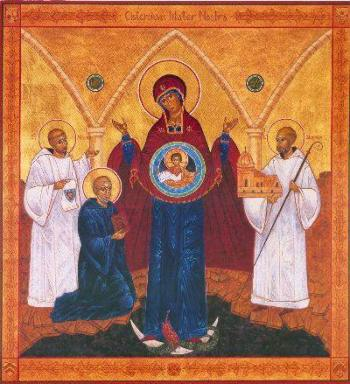
Les fondateurs de Cîteaux : Robert de Molesme, Aubry et Étienne Harding vénérant la Vierge Marie.
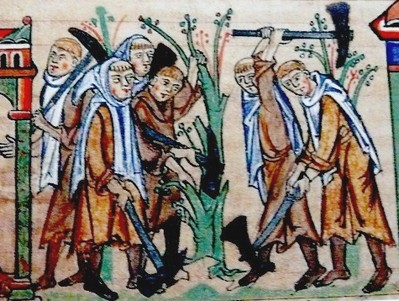
Miniature du XIIIe siècle représentant des moines cisterciens au travail, en tunique brune.
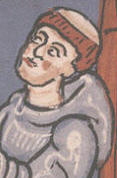
Détail d'une miniature du XIIIe siècle représentant l'abbé de Cîteaux Arnaud Amaury en coule grise.
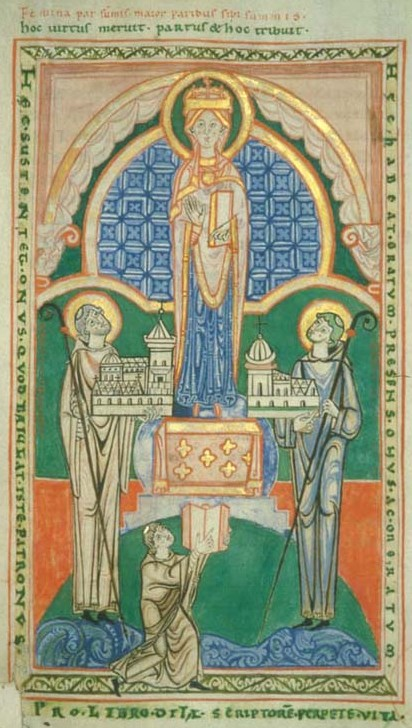
Étienne Harding et l'abbé de Saint-Vaast d'Arras déposant leur abbaye aux pieds de la Vierge[32].

#### Abbatiat d'Étienne Harding
En 1109, Étienne Harding prend en main les destinées de Cîteaux en succédant à Aubry après la mort de ce dernier. Étienne, noble anglo-saxon à la solide formation intellectuelle, est un moine formé à l'école de Vallombreuse qui a déjà joué un rôle majeur dans les événements de 1098. Il entretient d'excellents rapports avec les seigneurs locaux.
La bienveillance de la châtelaine de Vergy et du duc de Bourgogne assure l'essor matériel de l'abbaye. La mise en valeur des terres assure à la communauté les ressources nécessaires à sa subsistance. La ferveur des moines confère à l'abbaye une grande renommée. En avril 1112 ou en mai 1113, le jeune chevalier Bernard de Fontaine, accompagné d'une trentaine de compagnons, fait son entrée au monastère dont il va bouleverser les destinées. Avec l'arrivée de Bernard, l'abbaye connaît une embellie. Les postulants affluent, les effectifs croissent et poussent Étienne Harding à fonder des « abbayes-filles ».

##### Fondation de l'ordre
En 1113, la première abbaye-fille est fondée à La Ferté dans le diocèse de Chalon-sur-Saône, suivie par celle de Pontigny dans le diocèse de Langres en 1114. En juin 1115, Étienne Harding envoie Bernard avec douze compagnons pour fonder l'abbaye de Clairvaux en Champagne. Le même jour une communauté monastique part de Cîteaux pour fonder l'abbaye de Morimond.
Sur cette souche des quatre filles de Cîteaux, l'ordre cistercien va se développer et la famille cistercienne croître durant tout le XIIe siècle. À partir de 1120 l'ordre s'implante à l'étranger. Enfin, à côté des monastères d'hommes, des couvents de moniales vont se créer. Le premier est établi en 1132 à l'initiative d'Étienne Harding au Tart, l'un des plus célèbres étant celui de Port-Royal des Champs.
Pour Étienne Harding, l'organisateur de l'ordre et grand législateur, l'œuvre qu'il voit naître reste encore fragile et a besoin d'être confortée. Les abbayes créées par Cîteaux ont besoin du lien qui va être la marque de leur appartenance à l'application stricte de la règle de saint Benoît et rendre les communautés monastiques solidaires. La charte de Charité qu'il élabore apparaît comme le « ciment » qui va garantir la solidité de l'édifice cistercien.

##### Charte de charité
Entre 1114 et 1118, Étienne Harding rédige la Carta Caritatis ou Charte de charité, texte constitutionnel fondamental sur lequel repose la cohésion de l'ordre. Elle établit l'égalité entre les monastères de l'ordre. Dans le respect d'unité d'observance de la règle de saint Benoît, elle a pour objet d'organiser la vie quotidienne et d'instaurer une discipline uniforme à l'ensemble des abbayes. Le pape Calixte II l'approuve le 23 décembre 1119 à Saulieu. Elle a fait l'objet de différentes mises au point.
Étienne Harding a prévu que chaque abbaye dépende, tout en conservant une grande autonomie notamment financière, d'une abbaye mère : l'abbaye qui l'a fondée ou à laquelle elle est rattachée. Leurs abbés élus par la communauté gouvernent l'abbaye comme ils l'entendent. En même temps, il a su prévoir des systèmes de contrôles efficaces tout en évitant la centralisation : l'abbaye-mère dispose d'un droit de regard, son abbé doit la visiter annuellement.
Étienne Harding a institué, au sommet de l'édifice, le chapitre général comme organe suprême de contrôle. Le Chapitre général réunit chaque 14 septembre, sous la présidence de l'abbé de Cîteaux qui fixe le programme, tous les abbés de l'ordre qui doivent y assister en personne ou, exceptionnellement, se faire représenter. Ils ont rang égal hormis les abbés des quatre branches maîtresses.
Le Chapitre général édicte par ailleurs des statuts et apporte les adaptations rendues nécessaires aux règles régissant l'ordre. Les décisions prises lors de ces assemblées sont rapportées dans des registres appelés statuta, instituta et capitula.
Ce système, comme le souligne Joseph-Marie Canivez, a permis « une union, une intense circulation de vie et un réel esprit de famille groupant en un corps compact les abbayes sorties de Cîteaux ».

### Bernard de Clairvaux et l'expansion de l'ordre

#### Bernard de Clairvaux
L'ordre doit le développement considérable qu'il a connu dans la première moitié du XIIe siècle à Bernard de Clairvaux, le plus célèbre des cisterciens qui peut être considéré comme son maître spirituel. Ses origines familiales et sa formation, ses appuis et ses relations, sa personnalité même, expliquent en grande partie le succès cistercien.
Sa famille est connue pour sa piété ; sa mère lui transmet son inclination pour la solitude et la méditation. Il décide de ne pas embrasser le métier des armes et cherche à se retirer du monde. Il conserve cependant durant sa vie religieuse un sens aigu du combat. « Devenu moine, Bernard reste un chevalier qui encourage ceux qui combattent pour Dieu ». Persuasif et charismatique, il décide nombre de ses parents à le suivre à Cîteaux, abbaye voisine des terres de sa famille.
Bernard, trois ans seulement après son entrée dans l'ordre cistercien, consacré abbé par Guillaume de Champeaux, évêque de Châlons-sur-Marne, prend la tête de l'abbaye de Clairvaux le 25 juin 1115.

« Il se donne tout entier pendant dix ans à la communauté dont il était […] le père. Puis Clairvaux, bien établi, enraciné, devenu lui-même prolifique, éparpillant à son tour, à Trois-Fontaines, à Fontenay, à Foigny, de toutes parts sa descendance, Bernard cesse de parler seulement pour les religieux de son monastère »

— Duby 1976, p. 10.

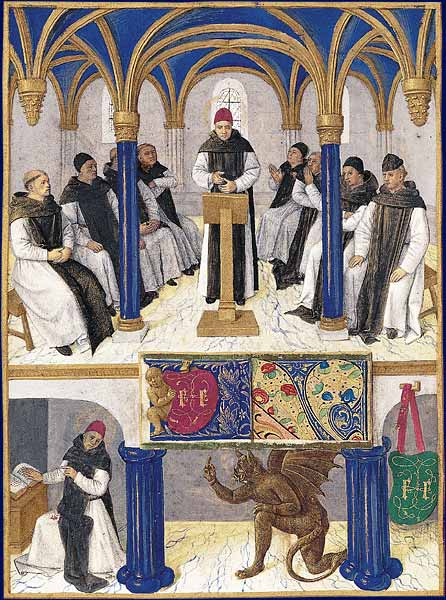
Bernard de Clairvaux enseignant dans la salle capitulaire, Livre d'heures d'Étienne Chevalier, enluminé par Jean Fouquet, musée Condé, Chantilly.

Tout en veillant sur Clairvaux dont il est resté toute sa vie abbé, Bernard a une influence religieuse et politique considérable en dehors de son ordre. Toute sa vie, il est guidé par la défense de l'ordre cistercien et ses idéaux de réforme de l'Église. On le voit sur tous les fronts et sa vie est riche de paradoxes : il clame son désir de se retirer du monde, pourtant il ne cesse de se mêler des affaires du monde. Il est volontiers donneur de leçons, mais assuré de la supériorité de l'esprit contemplatif cistercien, il accable de reproches ses frères clunisiens. Il a des mots très durs pour fustiger les clercs et les prélats qui succombent aux richesses matérielles et au luxe, mais contradictoirement, n'hésite pas à se mettre bien en vue, notamment aux côtés de Louis VII. Il ne refuse pas rouerie, ruse, mauvaise foi ou injures pour abattre son adversaire. Sa rouerie ira jusqu'à ne jamais se mettre Rome à dos, alors que les prélats n'affichaient pas en cette époque une attitude des plus exemplaires. Le théologien et abbé Pierre Abélard du Pallet en fait l'amère expérience lors du concile de Sens du 2-3 juin 1140. Par ailleurs, on voit Bernard en Languedoc tenter d'enrayer les progrès de l'hérésie. Il parcourt la France, l'Allemagne, mobilisant les foules après le prêche de Vézelay (31 mars 1146) pour lancer la deuxième croisade. Il intervient dans la désignation des papes, dont il finit par faire triompher la cause : Innocent II contre Anaclet II. Il va même jusqu'à donner des leçons aux souverains pontifes.
Les fondations se poursuivent sur un rythme soutenu, comme les abbayes de la Cour-Dieu et de Bonnevaux. L'ordre, à l'assise bourguignonne, gagne le Dauphiné et la Marne puis, en peu de temps, tout l'Occident chrétien. Il n'est pas une nation catholique, de l'Écosse à la Terre sainte, de la Lituanie et la Transylvanie au Portugal, qui n'ait connu les Cisterciens dans l'un de leurs sept cent soixante-deux monastères. De Clairvaux sort finalement le plus grand rameau de l'ordre cistercien : trois cent quarante-et-une maisons dont quatre-vingts filles directes dispersées dans toute l'Europe, davantage que Cluny qui n'en compte que trois cents environ. Ainsi, le poids de l'abbaye de Clairvaux ne cesse de croître, en particulier, grâce au nombre de ses filiales qui dépasse celles de Cîteaux, dans les décisions prises lors des Chapitres généraux.
Lorsqu'il meurt le 20 août 1153, honoré par tout le monde chrétien, il a fait de Cîteaux un des principaux centres de la chrétienté, un haut lieu spirituel.

#### Organisation de l'ordre
« Nous devons être unanimes, sans divisions entre nous : tous ensemble, un seul corps dans le Christ, en étant membres les uns des autres »

— Saint Bernard, Sermon pour la Saint-Michel, I, 8.
La règle bénédictine se présente comme une synthèse entre des exigences contraires : indépendance économique et activité liturgique, activité apostolique et refus du monde. Les Statuts des moines cisterciens venus de Molesme, rédigés dans les années 1140, s'offrent comme une mise en ordre de l'idéal primitif : stricte observance de la règle bénédictine, recherche de l'isolement, pauvreté intégrale, refus des bénéfices ecclésiastiques, travail manuel et autarcie.
Les premiers abbés de Cîteaux avaient trouvé cet équilibre dans la simplicité rustique, dans l'ascèse et le goût de la culture. Les XIIe et XIIIe siècles, marqués par les écrits des « quatre évangélistes de Cîteaux », devaient permettre d'approfondir et d'étayer ces principes d'organisation mais dès l'abbatiat d'Étienne Harding, une législation voit le jour sous la forme de La Charte de charité et d'unanimité qui règle les rapports des abbayes-mères, de leurs filles et petites filles. La multiplication des créations, l'expansion de ce nouveau monachisme exigent une nouvelle réflexion sur leur administration. Pour Philippe Racinet, « l'organisation cistercienne est un des chefs-d'œuvre de construction institutionnelle médiévale ». L'exemption de la juridiction épiscopale permet à l'ordre de Cîteaux de mettre au point deux institutions qui devaient faire sa force : le système de visites des abbés-pères et le Chapitre général annuel. Ce système, très "horizontal", est très différent de celui de Cluny, hiérarchique et pyramidal. Parallèlement, très probablement entre 1097-1099, l'abbé Étienne fait mettre par écrit le récit des fondations.

##### «Abbaye mère»et filiales

Premières filiales de Cîteaux au XIIe siècle.

Dans les années 1120, les nouveaux venus, intégrés dans des établissements géographiquement distants, reçoivent des formations propres à la maison qui les accueille. Pour favoriser la cohésion, éviter les discordes et fonder des relations organiques entre les monastères, dès 1114, Étienne rédige une Charte d'unanimité et de charité. Cette charte, document juridique, « règle le contrôle et la continuité de l'administration de chaque maison, […] définit les rapports des maisons entre elles et assure l'unité de l'ordre ». Elle est complétée jusqu'en 1119, puis, au vu de nouvelles difficultés, remaniée vers 1170 pour donner naissance à la Charte de charité postérieure.
Par son esprit, elle se détache du modèle clunisien de la familia hiérarchisée en offrant une large autonomie à chaque monastère. Cîteaux reste l'autorité spirituelle gardienne de « l'observance de la sainte règle » établie au Nouveau Monastère.
Chaque monastère, selon le principe de charité, doit secours aux fondations les plus démunies, les abbayes mères assurant le contrôle et l'élection des abbés au sein des abbayes filles. L'abbé de Cîteaux garde, par ses conseils et dans ses visites, une autorité supérieure. Chaque abbé doit se rendre chaque année à Cîteaux pour le Chapitre général, organe suprême de gouvernement et de justice, autour de la fête de la Sainte Croix (14 septembre), à la suite desquels des statuts étaient promulgués. Cette procédure n'est pas entièrement originale puisqu'elle remonte aussi aux origines de l'ordre de Vallombreuse mais l'inspiration vient de la convention entre Molesme et Aulps signée en 1097, sous l'abbatiat de Robert. Depuis la fin du XIIe siècle, le Chapitre est assisté par un comité de définiteurs nommés par l'abbé de Cîteaux, le Définitoire. Les cisterciens acceptent cependant le soutien et le contrôle de l'évêque du lieu en cas de conflit au sein de l'ordre. Ainsi, dès 1120, sur le plan juridique et normatif, l'essentiel de ce qu'est l'ordre repose sur des principes solides et cohérents.

##### Sites cisterciens
Bernardus valles amabat, « Bernard aimait les vallées ». Le choix du site cistercien a souvent répondu à cet adage comme en témoigne la toponymie cistercienne : abbaye de Cîteaux, Clairvaux, Bellevaux, Clairefontaine, Droiteval, Valbenoîte, Valcroissant. La vallée boisée doit contenir, en de vastes étendues, tous les ingrédients qui répondent aux besoins de la vie monastique, sans se trouver trop loin des axes de circulation. Comment expliquer le choix de ces vallées, peu ensoleillées, qui réclament de nécessaires aménagements et parfois un changement d'implantation quand le milieu se montre trop ingrat ?

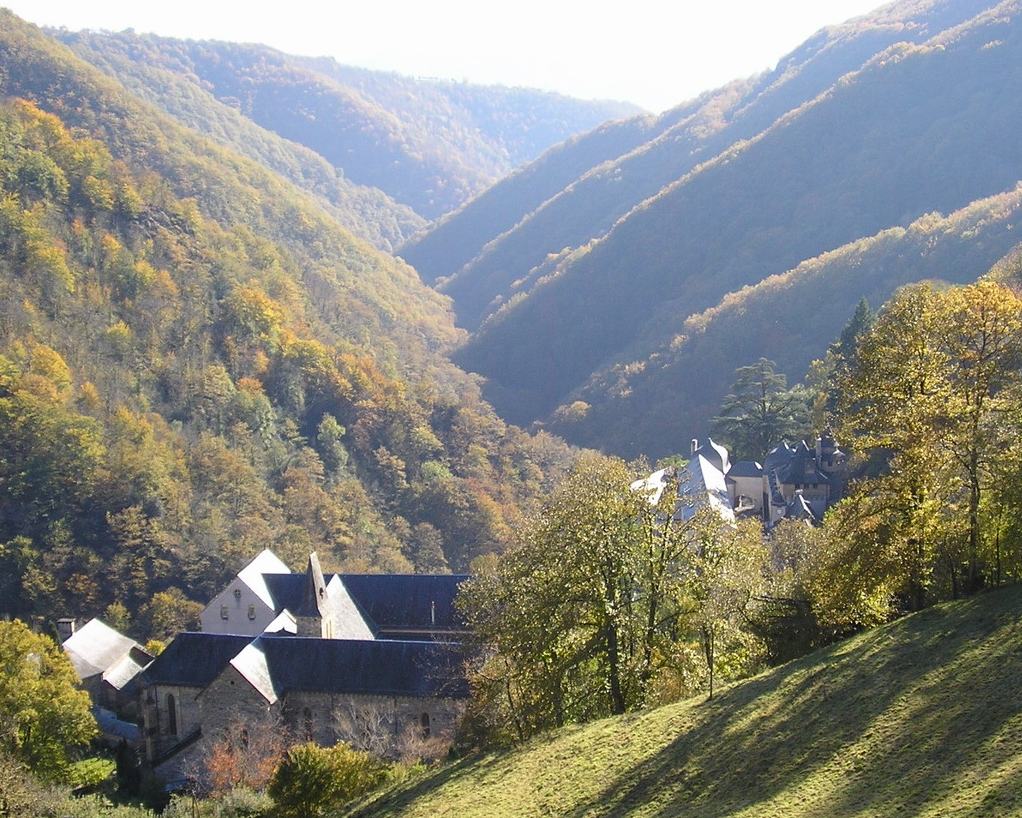
L'abbaye Notre-Dame de Bonneval, établie dans un site typiquement cistercien.

Certes, le site doit permettre l'isolement conforme à la vie hors du monde ; de plus, les éventuels rapports avec les seigneurs locaux doivent être pris en compte. À en suivre Terryl Nancy Kinder, les vallées, no man's land, « délimitaient un territoire « neutre » où les nobles guerriers des deux rives faisaient la trêve mais qui, par sa position stratégique, ne convenait pas à un usage domestique ». Mais, surtout, les vallées sont disponibles, car peu attractives.

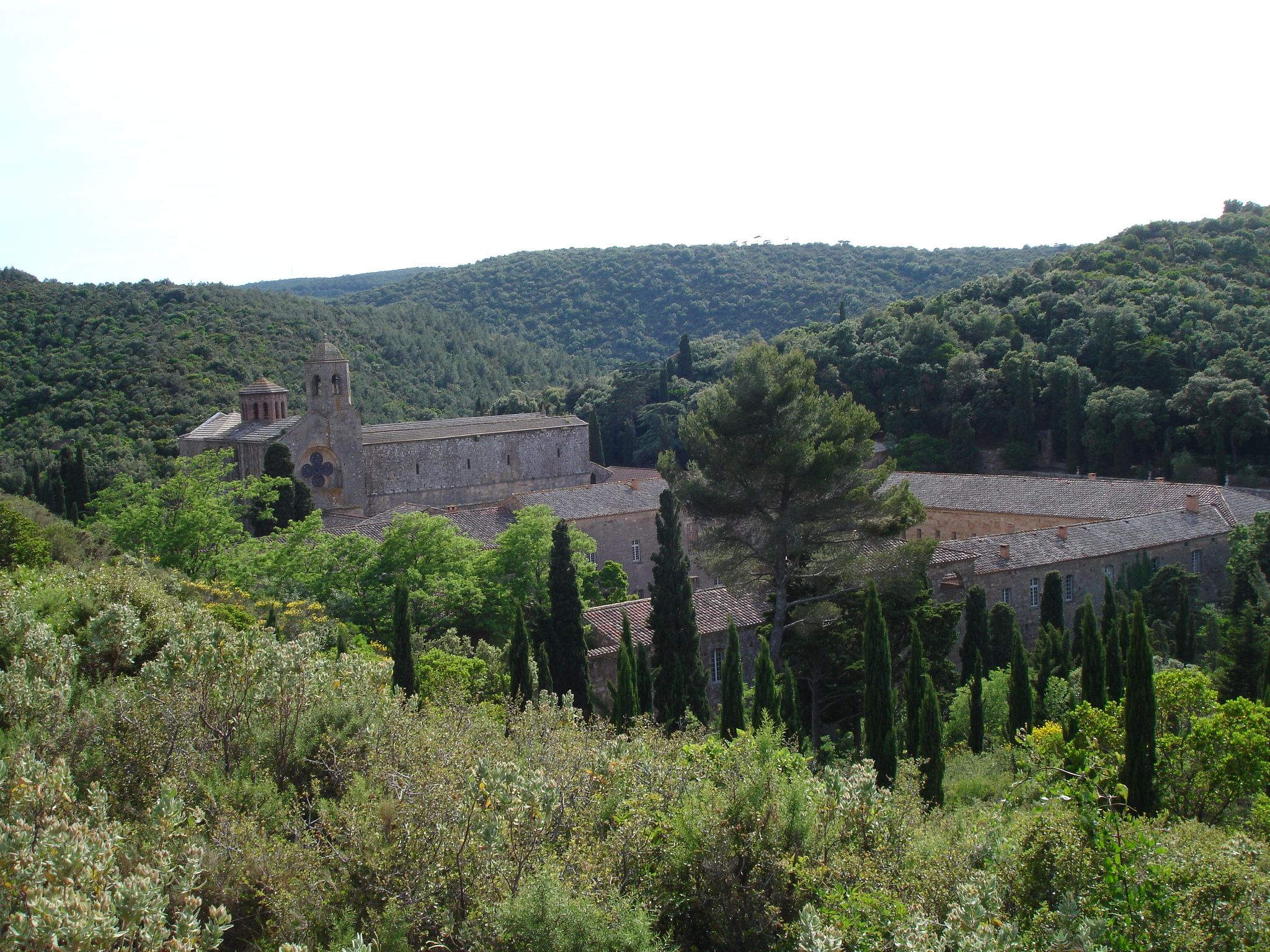
Abbaye de Fontfroide dans son site.

Cependant, il convient de ne pas exagérer le caractère malsain de ces sites ; les cisterciens ne recherchent pas délibérément des paluds insalubres. Les références nombreuses à des « lieux d'horreurs » dans les documents primitifs renvoient à des topoï (lieux, en grec) bibliques. Le site doit présenter des avantages et des ressources suffisantes et souvent le choix initial ne présente pas toutes les caractéristiques requises. Aussi, les fondations sont souvent longues et hasardeuses et la nouvelle abbaye n'est consacrée qu'à la condition que l'oratoire, le réfectoire, le dortoir, l'hôtellerie et la porterie soient bien implantés.
En définitive, si le choix d'une fondation dépend d'« un savant mélange fait de piété, de politique et de pragmatisme […] le paysage a peut-être joué un rôle dans la formation de la spiritualité du nouvel ordre ».

##### Cîteaux, avant-garde de l'Église
La spiritualité cistercienne, en accord avec l'idéal de pauvreté en vogue à l'époque, attire de nombreuses vocations, en particulier grâce à l'énergie et au charisme de Bernard de Clairvaux. L'ordre reçoit aussi de nombreuses donations de petites gens comme de puissants. Parmi ces donateurs, on compte des personnalités de premier plan tels les rois de France, d'Angleterre, d'Espagne ou du Portugal, le duc de Bourgogne, le comte de Champagne, des évêques et archevêques.
Cette évolution soutient le développement des filiales de l'ordre qui compte à la mort de Bernard, trois cent cinquante monastères dont soixante-huit établis par Clairvaux. L'expansion se fait par essaimage, par substitution ou par incorporation.
Parmi les nouvelles communautés, citons l'abbaye de Noirlac et celle de Fontmorigny dont les bâtiments existent toujours dans le Cher. La ligne de Clairvaux compte jusqu'à 350 monastères, celle de Morimond plus de 200, celle de Cîteaux une centaine, seulement une quarantaine pour Pontigny et moins de vingt pour La Ferté. Dès 1113, les premières moniales sont installées au château de Jully. Elles sont instituées en 1128 à l'abbaye de Tart, dans le diocèse de Langres et prennent le nom de Bernardines. Les monastères du faubourg Saint-Antoine à Paris et de Port-Royal des Champs sont les plus célèbres de ceux qu'elles occupent ultérieurement.
| Périodes  | Nombre d'établissements intégrés à l'ordre | au sein du domaine français |
| --------- | ------------------------------------------ | --------------------------- |
| 1151-1200 | 209                                        | 59 / (28 %)                 |
| 1201-1250 | 120                                        | 13 / (11 %)                 |
| 1251-1300 | 46                                         | 3 / (6,5 %)                 |
| 1151-1300 | 375                                        | 75                          |

Par suite de l'accroissement de l'ordre, avec la fondation de centaines d'abbayes et l'incorporation de plusieurs congrégations (celles de Savigny qui compte trente monastères et d'Obazine du vivant même de saint Bernard), l'uniformité des coutumes s'altère insensiblement. En 1354, l'ordre compte 690 maisons d'hommes et s'étend du Portugal à la Suède, de l'Irlande à l'Estonie et de l'Écosse jusqu'en Sicile et en Transylvanie. La concentration est cependant la plus dense en terre française et plus particulièrement en Bourgogne et en Champagne.

#### Moniales cisterciennes
Vers 1125, des moniales bénédictines quittent leur prieuré de Jully-les-Nonnains et s'installent à l'abbaye de Tart, sollicitant la protection de l'abbé de Cîteaux, Étienne Harding qui l'accorde en 1132. Puis, d'autres monastères se créent et s'incorporent à l'ordre. Le Tart, abbaye-mère, tient chaque année le chapitre général des abbesses. Vers 1200, on recense dix-huit monastères de cisterciennes en France. Puis, au cours du XIIIe siècle, les moniales créent des abbayes en Belgique, Allemagne, Angleterre, Danemark, Espagne. Certaines de ces fondations espagnoles existent encore aujourd'hui, comme le monastère royal de las Huelgas de Burgos, créé en 1187 par Alphonse VIII de Castille, qui reste affilié au spirituel à l'ordre de Cîteaux.
Les moniales cisterciennes, principalement au XIIIe siècle, ont compté plusieurs saintes comme sainte Lutgarde en Belgique, sainte Hedwige en Pologne, les saintes Gertrude de Helfta et Mathilde de Magdebourg, toutes deux du couvent de Helfta, en Saxe, haut-lieu de la mystique rhénane (un des nombreux monastères féminins qui suivaient les usages de Cîteaux sans être juridiquement affiliés à l'ordre car celui-ci redoutait de devoir fournir des aumôniers à trop de maisons de moniales). Parmi les mystiques cisterciennes, on peut nommer Béatrice de Nazareth ou Sainte Julienne du Mont-Cornillon, qui fut l'instigatrice de la fête du saint Sacrement, fête instituée dans l'Église par le pape Urbain IV en 1268.

### Apogée politique auxXIIeetXIIIesiècles
Avec Bernard de Clairvaux qui intervient de façon plus ou moins directe comme arbitre, conseiller ou guide spirituel dans les grandes questions du siècle, l'ordre cistercien prend le rôle de gardien de la paix religieuse. Avec le soutien de la papauté, des rois et des évêques, l'ordre prospère et grandit. Les autorités laïques et ecclésiastiques souhaitent qu'il insuffle son esprit dans l'Église régulière et séculière. Par exemple, Pierre, abbé de la Ferté, est porté à la dignité épiscopale vers 1125. L'ordre semble devoir jouer un rôle nouveau dans la société, rôle qu'il s'était jusqu'alors refusé d'assumer dans le siècle.
Au XIIe siècle, l'ordre cistercien exerce une grande influence politique. Bernard de Clairvaux pèse lourdement sur le choix du pape Innocent II en 1130 puis sur celui d'Eugène III en 1145. Cet ancien abbé cistercien prêche à sa demande pour la deuxième croisade qui emmène en Terre sainte Louis VII le Jeune et Conrad II le Salique. C'est Bernard qui fait reconnaître l'Ordre du Temple. Au XIIe siècle, l'ordre fournit à l'église 94 évêques et le pape Eugène III.

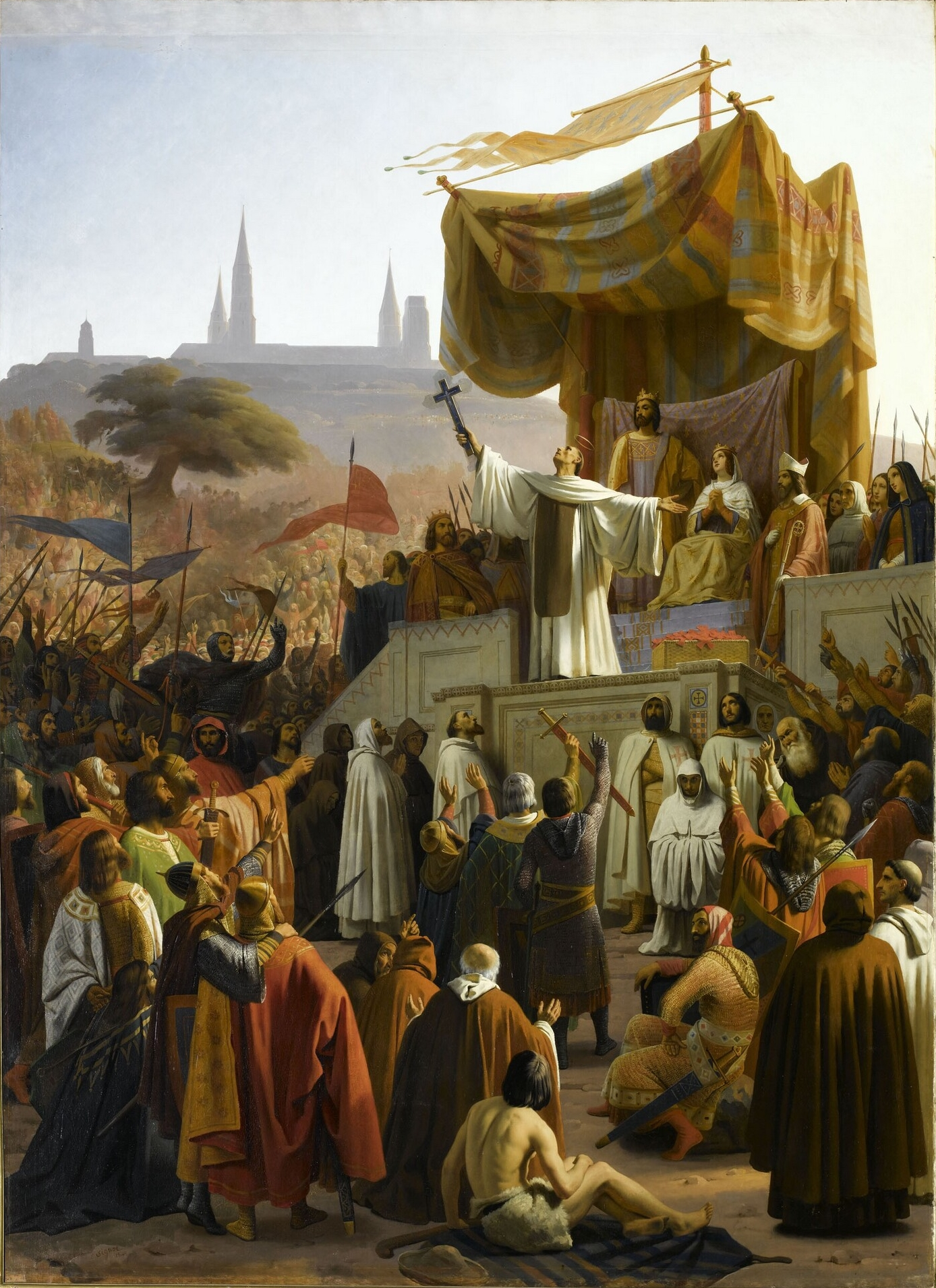
Saint Bernard prêchant la deuxième croisade, à Vézelay, en 1147, tableau du XIXe siècle.

Cette expansion assure aux Cisterciens une place prépondérante non seulement au sein du monachisme européen, mais aussi dans la vie culturelle, politique et économique. Bernard, maître à penser de la Chrétienté, appelle les seigneurs à la reconquête de la Terre sainte le 16 février 1147 ; les Cisterciens prêchent lors de la troisième croisade (1188-1192), certains frères y participent personnellement.
L'ordre s'illustre dans la lutte contre les Cathares, dont la doctrine est condamnée et combattue par l'Église. Les Cisterciens prêchent dans le Midi de la France pour ramener les hérétiques à la foi catholique, à l'exemple d'Henri de Marcy à partir de 1178 ; celui-ci, nommé cardinal d'Albano en 1179, puis légat du pape en France en 1181, entreprend le siège de Lavaur. Pierre de Castelnau, moine de l'abbaye Sainte-Marie de Fontfroide, est nommé légat pontifical extraordinaire en 1203 afin d'endiguer l'hérésie ; il est assassiné en 1208, ce qui déclenche la croisade des albigeois. Arnaud Amaury, abbé de Cîteaux, est alors nommé légat par le pape et organise la croisade. Les Cisterciens précédent les Dominicains sur ces territoires, y assurent la prédication et organisent la répression de l'hérésie.
Les Cisterciens se voient chargés de missions de christianisation, protégés par le bras séculier, pénètrent en Prusse et dans les provinces baltes. Défenseurs des intérêts du Saint-Siège, ils prennent parti dans les querelles entre le Pape et l'Empereur, les Cisterciens soutenant les visées théocratiques du pontife. Cette crise renforce, sur un plan institutionnel, l'ordre qui cherche à gagner en cohérence. À la faveur de ces nouvelles prérogatives, « une nouvelle communauté naît […] qui s'éloigne du modèle créé par les pères fondateurs, mais qui n'est ni perverse ni pervertie […] : ce que l'on peut appeler le second ordre cistercien ».
En 1334, un cistercien, ancien abbé de l'abbaye de Fontfroide, accède à la dignité papale sous le nom de Benoît XII. Sous son pontificat, l'ordre gagne en cohérence et conçoit une nouvelle organisation en 1336, sous la forme de la constitution Benedictina. Le Chapitre général exerce dorénavant un contrôle plus étroit sur la gestion des finances et des biens fonciers des abbayes, charge qui auparavant relevait du seul pouvoir de l'abbé. L'ordre, fidèle à l'esprit des premiers temps, apparaît ainsi dans la première moitié du XIVe siècle comme jouissant d'un ascendant sur l'ensemble de la chrétienté. La Constitution souligne l'importance de son action au sein de l'Église.

« Brillant comme l'étoile du matin dans un ciel chargé de nuages, le Saint Ordre cistercien, par ses bonnes œuvres et son exemple édifiant, partage le combat de l'Église militante. Par la douceur de la sainte contemplation et les mérites d'une vie pure, il s'efforce de gravir avec Marie la montagne de Dieu, tandis que par une louable activité et de pieux services, il cherche à imiter les soins empressés de Marthe […] cet ordre a mérité de se répandre d'une extrémité à l'autre de l'Europe. »

— Benoît XII, Constitution Benedectina, 1335.

### Un ordre confronté aux difficultés et aux critiques: recul et réformes
Porté par de nombreuses adhésions et donations, mais aussi par une parfaite organisation et une grande maîtrise technique et commerciale dans une Europe en pleine expansion économique, l'ordre devient vite un acteur de premier plan dans tous les secteurs. Mais l'extraordinaire succès économique de l'ordre au XIIe siècle finit par se retourner contre lui. Les abbayes acceptent de nombreux dons, ceux-ci étant parfois des parts de moulins ou des cens. Les abbayes recourent donc de fait au fermage ou au métayage, alors qu'à l'origine, c'était par le travail manuel des convers qu'elle exploitait ses terres. Le développement économique est peu compatible avec la vocation initiale de pauvreté qui a fait le succès de l'ordre au XIIe siècle, aussi les vocations diminuant, il devient de plus en plus difficile de recruter des convers. Les cisterciens recourent alors de manière croissante à une main-d'œuvre salariée en contradiction avec les préceptes originaux de l'ordre.
Si l'ordre garde au XIVe siècle une réelle puissance économique, il est confronté à la crise économique qui commence et s'aggravera avec la Guerre de Cent Ans. Beaucoup d'abbayes s'appauvrissent. Si les monastères cisterciens profitent, durant la Guerre de Cent Ans, de leur relative autonomie, les conflits endommagent nombre d'établissements. En particulier, le royaume de France est mis en coupe réglée par les compagnies, très présentes en Bourgogne et sur ses grands axes commerciaux. En 1360, les frères de Cîteaux doivent trouver refuge à Dijon. Le monastère est livré au pillage en 1438. Frappées par la désaffection et l'effondrement démographique consécutif à la guerre et à la Grande peste, elles sont confrontées à la contraction de leurs communautés. Au XVIe siècle l'abbaye de Vauluisant ne compte plus que treize moines, à la fin du siècle seulement dix.
Enfin, au XIIIe siècle, avec le développement des villes et des universités, les Cisterciens, principalement installés dans des endroits reculés, perdent leur influence intellectuelle au profit des ordres mendiants (Franciscains, Dominicains) qui prêchent dans les villes et donnent aux universités leurs plus grands maîtres.
Le Grand Schisme d'Occident porte un second coup à l'organisation de l'ordre. D'une part, l'exacerbation des particularismes nationaux nuit à l'unité ; d'autre part, les deux papes rivalisent de générosité pour s'assurer le soutien des monastères, ce qui porte « un préjudice considérable à l'uniformité de l'observance ». Les suites du Schisme et en particulier les guerres hussites, sont particulièrement douloureuses aux monastères situés aux confins orientaux de l'Europe. Les abbayes de Hongrie, de Grèce et de Syrie sont détruites lors des conquêtes ottomanes. La tenue d'un Chapitre général plénier devient dans ces conditions de plus en plus difficile du fait des conflits armés, mais aussi des distances qui séparent les différentes communautés. En 1560, seuls treize abbés y sont présents.
Les mutations médiévales et les crises politiques et religieuses des XIVe et XVe siècles obligent l'ordre à s'adapter. Le clergé et le pouvoir royal français critiquent de plus en plus violemment ses privilèges. Au XVe siècle, des obédiences nouvelles voient le jour et des efforts sont faits pour conserver l'unité originelle et restaurer l'édifice cistercien. Les XVe et XVIe siècles apparaissent dès lors comme une période d'essor des congrégations au sein de l'ordre.
Avec la multiplication des propriétés foncières, d'autres dérives voient le jour dès le XVe siècle : abbés absents ou mondains, mode de vie seigneurial de plus en plus marqué. L'introduction du système de la « commende » au Moyen Âge tardif par lequel le roi nomme un abbé laïc dont le premier souci est souvent d'en tirer le maximum de bénéfices financiers, ne fait qu'accentuer cet état de fait. La papauté d'Avignon décide de changer le mode d'élection des abbés, désormais non plus élus par leur communauté, mais nommés par les princes ou le souverain pontife. Le recrutement se fait de plus en plus au sein de prélats séculiers, loin des préoccupations monastiques, mais soucieux des revenus abbatiaux. Ce système de commende se montre particulièrement désastreux dans les espaces français et italiens, espaces qui connaissent au XVIe siècle une détérioration rapide des bâtiments cisterciens. Un certain laxisme gagne certaines abbayes.
Les régions orientales d'Occident et de la péninsule ibérique ne connaissent pas la même situation. Les bâtiments de Bohème, Pologne, Bavière, Espagne et Portugal sont gagnés par un mouvement de reconstruction d'inspiration baroque.
Toutefois, certaines volontés de réformes se font jour dans le royaume de France. Le Chapitre général de 1422 se montre clair sur la question :

« Notre Ordre, dans les différentes parties du monde où il se trouve répandu, apparaît comme déformé et déchu en ce qui touche à la discipline régulière et à la vie monastique. »

Le système des visites est restauré. L'urgence de la réforme apparaît bientôt à l'ordre tout entier. Une Rubrique des définiteurs est promulguée en 1439 pour rappeler les exigences de la vie monacale, les diverses interdictions vestimentaires et alimentaires et la nécessité de dénoncer les pratiques abusives. Le Saint-Siège décide dans ces mêmes années d'abolir la pratique commanditaire.
C'est dans ce contexte qu'un mouvement de réaffirmation de la discipline et des exigences spirituelles se développe aux Pays-Bas, en Bohème, puis en Pologne avant de gagner l'Europe entière. Des monastères se réunissent localement, sous l'impulsion des communautés ou du pouvoir pontifical, pour former des congrégations de plus en plus autonomes du Chapitre général. Jean de Cirey, abbé de Cîteaux, retrouve cependant, à la faveur de la reconquête de la Bourgogne par Louis XI, son rôle de chef de l'ordre, rôle qu'il avait perdu depuis le Grand Schisme. Il réunit les plus influents abbés au Collège des Bernardins en 1494, où sont promulgués les articles réformateurs dits « de Paris ». Si ces derniers sont bien accueillis, la réforme est cependant peu perceptible et reste souvent le fait d'initiatives individuelles éphémères.
Le mouvement de réforme protestante bouleverse profondément la donne. Un grand mouvement de défection touche les communautés du nord de l'Europe et les princes gagnés à la Réforme confisquent les biens de l'ordre. Les monastères anglais, puis écossais et enfin irlandais le sont entre 1536 et 1580. Plus de deux cents établissements disparaissent avant la fin du XVIIe siècle. Avec la défection de l'Angleterre et de nombre d'États germaniques passés à la Réforme, l'histoire de l'ordre se trouve alors recentrée pour deux siècles dans le royaume de France.

### Ordre à l'heure de la Contre-Réforme

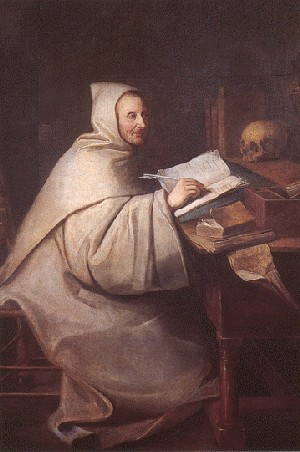
Portrait d'Armand Jean Le Bouthillier de Rancé, par Hyacinthe Rigaud, musée Duplessis, Carpentras.

Avec le mouvement de réforme catholique, l'ordre cistercien connaît de profondes modifications sur le plan constitutionnel. L'organisation se fait provinciale, des modifications sont apportées à l'administration centrale. Des Congrégations, aux liens ténus ou inexistants avec la maison mère et le Chapitre général, fleurissent dans l'Europe entière.
En France, une réforme d'un caractère original voit le jour sous l'impulsion de l'abbé Jean de La Barrière. L'ancien commendataire de l'abbaye cistercienne de Notre-Dame de Feuillant dans la Haute-Garonne, fonde la congrégation des Feuillants, approuvée par Sixte V dès 1586. Il établit une tradition d'une particulière austérité dans sa communauté par un retour à l'idéal primitif cistercien. Il trouve des imitateurs en Italie et au Luxembourg. Le Chapitre général, dans ces conditions, devient une institution caduque. On ne compte qu'une seule de ses réunions de 1699 à 1738. En définitive, cet état de fait profite à l'abbé de Cîteaux, seule autorité présentant aux yeux du monde un gage de visibilité, qui dans les sources est souvent décrit comme « abbé général ». En 1601, un noviciat commun est imposé pour maintenir une discipline unique et pour pallier les difficultés de recrutement.
Au XVIIe siècle, l'histoire de l'ordre est troublée par un conflit que l'historiographie a retenu sous le nom de « guerre des Observances » qui s'étend de 1618 aux premières années du XVIIIe siècle. Il suscite d'âpres et nombreuses polémiques au sein de la famille cistercienne. Ce conflit repose, en apparence du moins, sur les respects d'obligations régulières, en particulier l'abstention de consommation de viande. Au-delà, c'est bien l'acceptation ou le refus de l'ascétisme qui est en jeu. La controverse se double de conflits locaux entre les monastères rivaux. À l'origine, suivant l'exemple d'Octave Arnolfini abbé de Châtillon et d'Étienne Maugier, Denis Largentier introduit une réforme d'une grande austérité à Clairvaux et au sein de ses filiales entre 1615 et 1618. Puis, devant le Chapitre général en 1618, une proposition de généralisation est présentée puis adoptée.
C'est là l'acte de naissance de l'étroite observance. Grégoire XV soutient l'initiative des réformateurs mais après la tenue d'une assemblée, la congrégation soulève contre elle le mécontentement de l'abbé de Cîteaux, Pierre de Nivelle, qui s'empresse de dénoncer « une prétendue congrégation qui tend à la division, à la séparation et au schisme et qui ne peut en aucune manière être tolérée ». En 1635, le cardinal de Richelieu convoque un chapitre national à Cîteaux à l'issue duquel Pierre de Nivelle est contraint d'abdiquer. Les deux parties finissent par disposer de structures administratives propres mais si l'étroite observance conserve le droit d'envoyer dix abbés au Définitoire, elle reste soumise à Cîteaux et au Chapitre général.
L'expérience d'Armand de Rancé à l'abbaye de la Trappe, par son influence, reste emblématique de l'exigence de la Stricte Observance et des visées réformatrices. Son influence au sein de son monastère comme dans le monde en fait un modèle de vie monastique du Grand Siècle.

### Déclin, puis destruction auXVIIIesiècle
Dans la seconde moitié du XVIIIe siècle, des critiques virulentes sont énoncées à l'encontre du monachisme. En France, l'ordre est profondément ébranlé en cette fin de siècle où les vocations se font rares en de nombreux monastères (surtout non réformés) et où l'engouement pour un monachisme austère a fait place à l'adoption d'une vie monastique beaucoup moins exigeante et donc plus exposée aux critiques, même si on détecte encore des foyers de ferveur et de fidélité aux origines, et même des initiatives. En 1782, à l'initiative de Joseph II d'Autriche, une éphémère congrégation belge voit le jour avant que les Cisterciens de la commune observance soient chassés de ses terres l'année suivante, alors que certaines abbayes de la stricte observance, comme Orval, prospèrent.
En février 1790, l'Assemblée nationale française vote la suppression de l'ordre pour motif d'inutilité. En 1795, toutes les congrégations et ordres religieux sont supprimés et les monastères supprimés dans les territoires de France ou des régions conquises, comme la Belgique. Les bâtiments et les domaines sont confisqués et vendus comme "biens nationaux", les communautés obligées de se disperser. Les monastères sont transformés en prisons, usines, haras, ou détruits et utilisés comme carrières de pierres.
Puisque l'abbaye de Cîteaux est supprimée comme les autres et que le chapitre général ne se réunit plus, l'ordre de Cîteaux disparaît en fait, même si quelques communautés subsistent, surtout en Europe centrale (Autriche).

### XIXesiècle: renaissance de deux ordres cisterciens

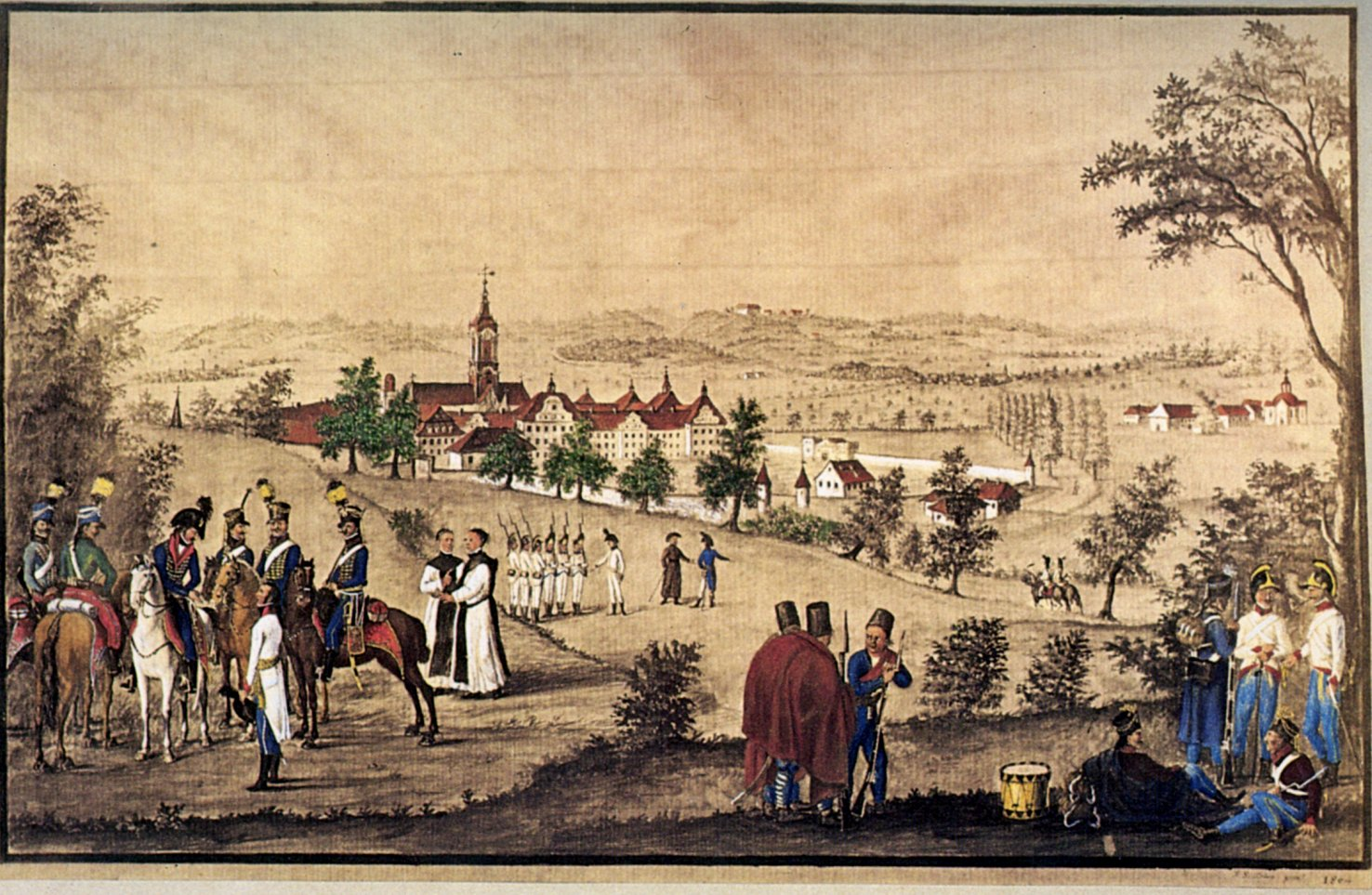
Moines de Salem et régiment autrichien en 1804.

Au lendemain de la Révolution française ne subsiste en Europe qu'une douzaine d'établissements cisterciens. Sous la direction de Dom Augustin de Lestrange, une communauté de la Stricte Observance, provenant de La Trappe, se réfugie en Suisse, à la chartreuse de La Valsainte , puis fuit jusqu'en Russie tout en essaimant en Belgique et ailleurs. Dès le début du XIXe siècle, des abbayes, rescapées des guerres et des expulsions ou reconstituées, commencent alors à recréer des liens, à restaurer les congrégations. La destruction de l'abbaye de Cîteaux a privé l'ordre de son chef naturel et le renforcement des nationalismes en Europe ne facilite pas la recherche d'une solution commune : la commune observance est surtout ancrée en Europe germanique (Suisse, Allemagne, Autriche), la stricte observance en France, en Belgique et aux Pays-Bas.
Une première réunion d'abbés cisterciens de la commune observance se tient à Rome en 1869. En 1891, un abbé général est élu : Dom Wackarz, abbé de Vissy Brod (Bohême, Autriche-Hongrie). Il porte par la suite le titre de président général du "saint ordre de Cîteaux" (O. Cist.).
À la demande du Saint-Siège, de leur côté les trappistes, qui avaient formé plusieurs congrégations, se réunissent en 1892 sous l'appellation « Cisterciens réformés de Notre-Dame de la Trappe » et élisent un abbé général. À partir de 1898, les chapitres généraux se tiennent à Cîteaux, récemment récupéré, dont l'abbé général devient l'abbé en titre (jusqu'en 1962), tout en étant installé à Rome. Depuis 1902, l'ordre des Cisterciens réformés s'appelle désormais ordre cistercien de la Stricte Observance ( OCSO) (constitution apostolique Haud mediocri, 30 juillet 1902).
Il s'agissait donc, d'une séparation juridique des deux observances héritières de l'ancien Ordre de Cîteaux : il y a désormais deux ordres cisterciens.

### Les cisterciens auxXXeetXXIesiècles

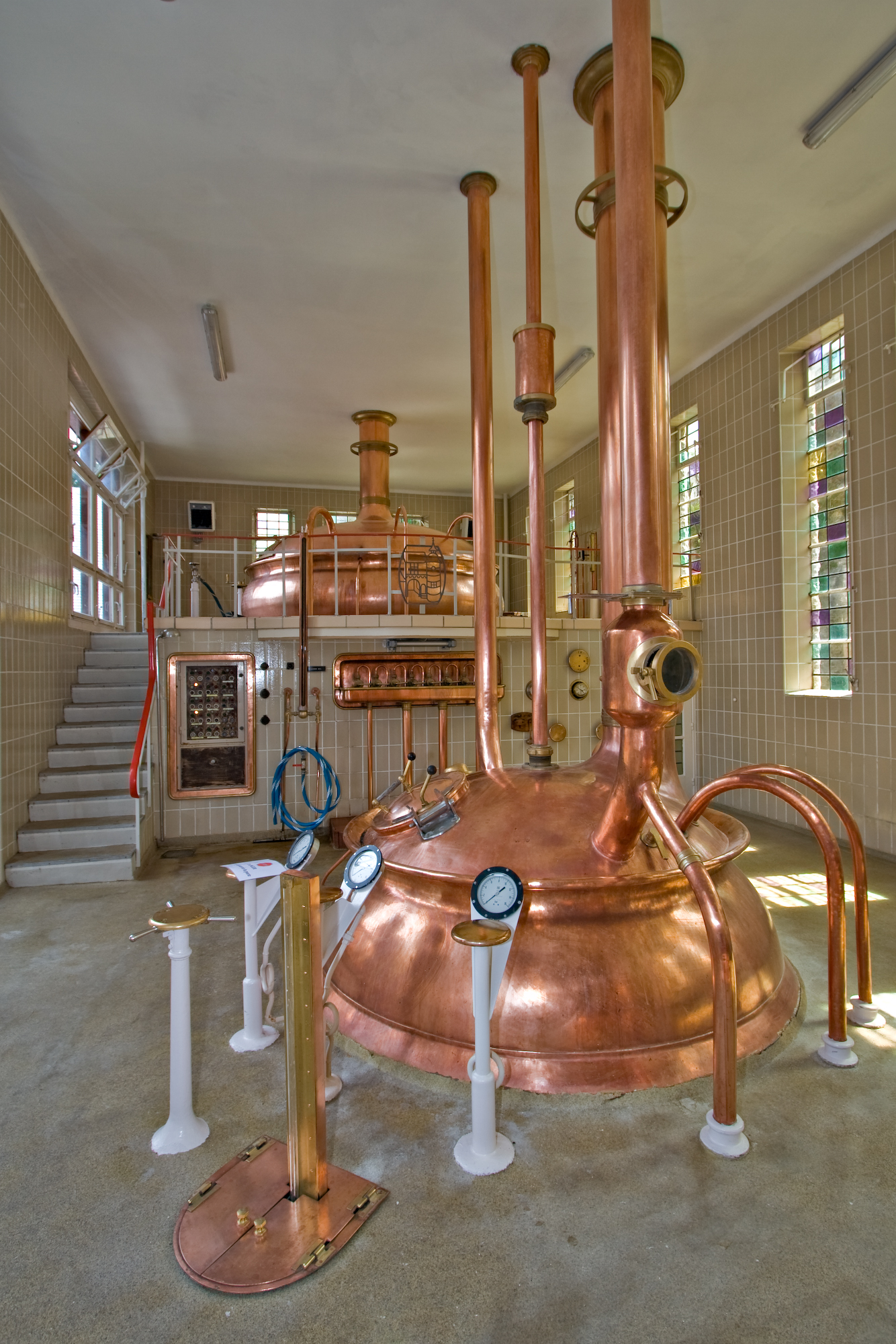
Brasserie de l'abbaye Saint-Rémy de Rochefort où les moines produisent une bière trappiste.

Au XXe siècle, les deux ordres cisterciens ont essaimé largement hors d'Europe. Le nombre de monastères a doublé pendant les soixante dernières années du siècle : dans la stricte observance, de 82 monastères en 1940 à 127 en 1970 et à 180 en 2023. Il n'y a qu'un seul monastère cistercien en Afrique, six en Asie ou au Pacifique et aucun en Amérique latine dans les années quarante: au début du XXIe siècle, il y en a dix-sept en Afrique, treize en Amérique Latine et vingt-trois en Asie. Les cisterciens se sont implantés dans les pays en voie de développement en particulier au Brésil, au Nigeria, en Éthiopie ainsi qu'au Viêt Nam. Parfois, dans des pays instables, de nombreux moines et moniales sont tués pendant la guerre civile espagnole, d'autres pendant la guerre civile et la conquête communiste en Chine ; en 1996, pendant la guerre civile algérienne, sept moines du monastère de Tibhirine en Algérie sont enlevés et séquestrés pendant deux mois avant d'être retrouvés morts le 21 mai.
Dans les deux ordres cisterciens, le concile Vatican II a été à l'origine de changements importants dans la vie quotidienne : passage du latin aux langues ordinaires dans la liturgie, assouplissement de certains règlements (surtout dans la stricte observance) et retour aux sources cisterciennes plutôt qu'à la spiritualité des XVIIIe et XIXe siècles. En France, la petite communauté de Boquen (commune observance), sous la direction du prieur Bernard Besret, a tenté une expérience monastique complètement renouvelée mais qui fut sans lendemain.
À partir du troisième quart du XXe siècle, en Europe et en Amérique du Nord, dans les deux ordres (commune et stricte observance), le nombre total de moines et de moniales cisterciens a fortement diminué. Il y a (au XXIe siècle) dans le monde environ mille cinq cents moines trappistes et mille quatre cents moniales trappistines. Cela fait une moyenne respectivement de quinze moines ou vingt moniales dans chaque communauté, soit trois fois moins qu'auparavant.
Aux côtés des cisterciennes qui appartiennent à l'un ou l'autre des deux ordres, plusieurs communautés de femmes, vivant dans une mouvance spirituelle cistercienne, se regroupent en ordre ou congrégation : bernardines d'Esquermes (France), d'Oudenaarde (Belgique), de Suisse romande , ou réformées, cistercienne de la congrégation de Saint-Bernard (issue du monastère de Las Huelgas et de la Charité (Italie).

#### Liste des abbés généraux OCist (commune observance)

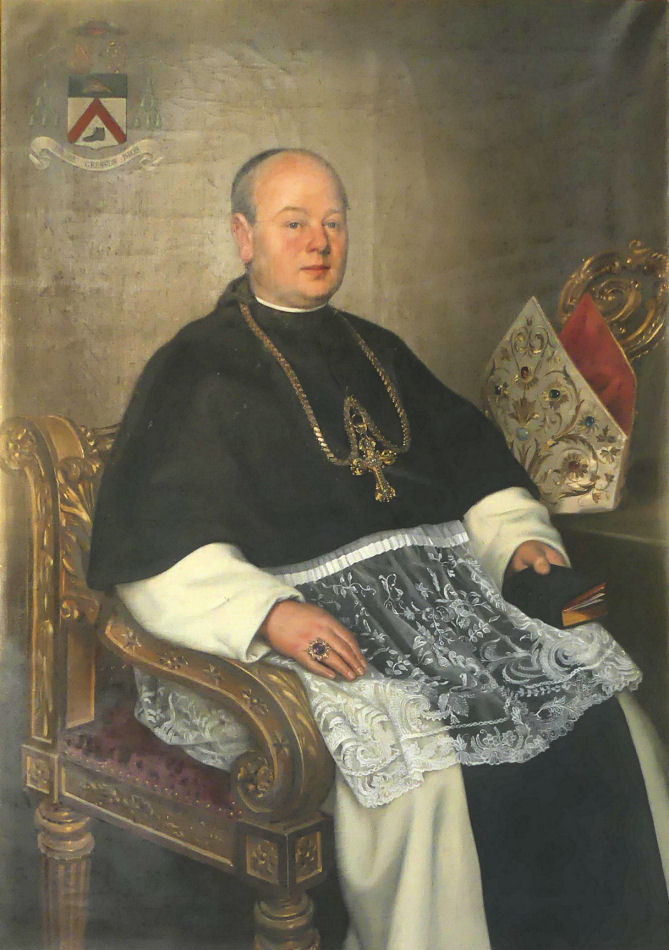
Thomas Schoen 1903, OCist.

- 1850-1853 : Tommaso Mossi, premier prieur général.
- 1853-1856 : Angelo Geniani, deuxième prieur général.
- 1856-1879 : Teobaldo Cesari, premier abbé général.
- 1880-1890 : Gregorio Bartolini, deuxième abbé général.
- 1892-1900 : Anton-Leopold Wackarz, troisième abbé général.
- 1900-1920 : Amédée de Bie, quatrième abbé général.
- 1920-1927 : Cassien-Joseph Haid, cinquième abbé général.
- 1927-1937 : Albert-François Janssens, sixième abbé général.
- 1937-1950 : Edmondo-Augusto Bernardini, septième abbé général.
- 1950-1953 : Matthew-Gregory Ember, huitième abbé général.
- 1953-1985 : Sighard Kleiner, neuvième abbé général.
- 1985-1995 : Polikarp-Ferenc Zakar, dixième abbé général.
- 1995-2010 : Mauro-Daniel Esteva y Alsina, onzième abbé général.
- 2010- : Mauro-Giuseppe Lepori, douzième abbé général (5 septembre 2010), abbé de l'abbaye de Hauterive, Fribourg, Suisse de 1994 à 2010.

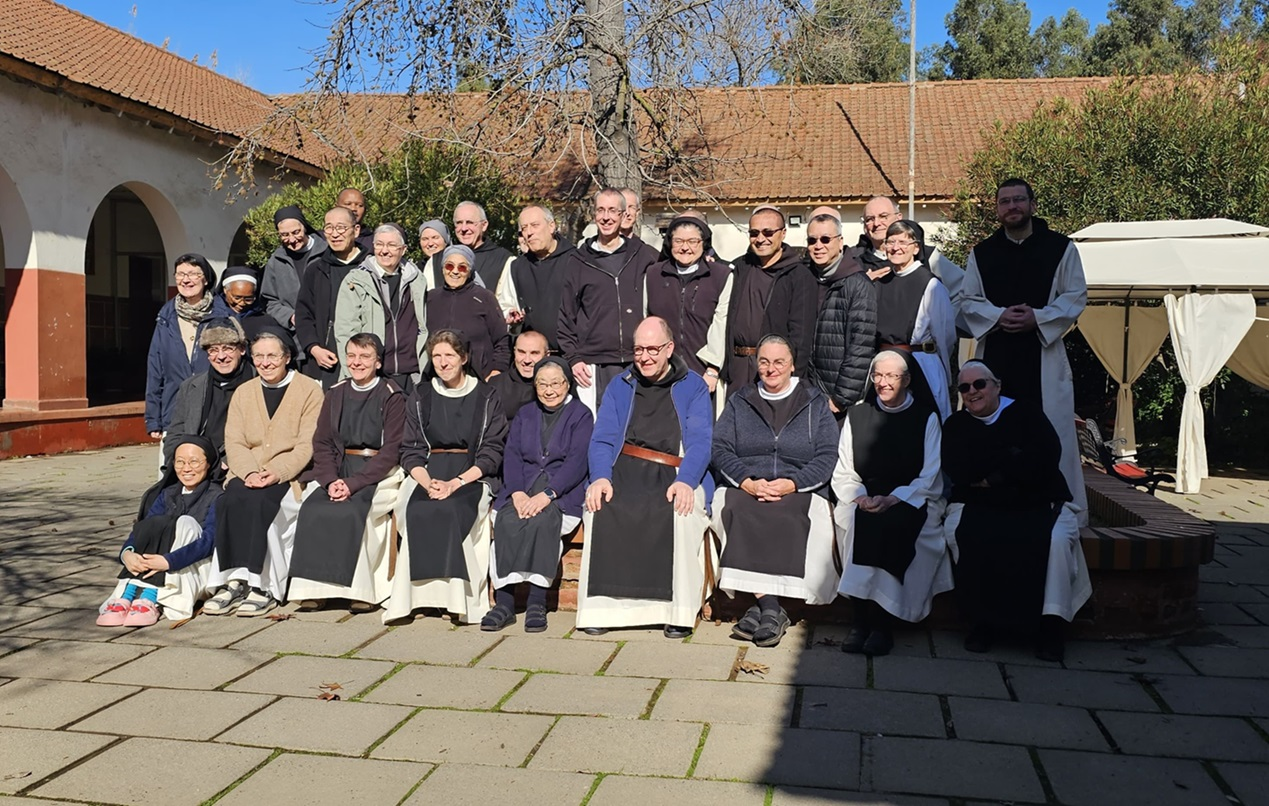
Chili, 2024 : autour de l'abbé général Dom Bernardus Peeters, la "commission centrale" OCSO, qui assure le relais entre les réunions du chapitre général.

#### Liste des abbés généraux OCSO (stricte observance)
- 1892-1904: Sébastien Wyart.
- 1904-1922: Augustin Marre.
- 1922 - 1929: dom Jean-Baptiste Ollitrault de Keryvallan.
- 1829-1943: Herman-Joseph Smets.
- 1946-1951: Dominique Nogues.
- 1951-1963: dom Gabriel Sortais.
- 1964-1974: Ignace Gillet.
- 1974-1990: Ambrose Southey.
- 1990 - 2008: Bernardo Olivera.
- 2008- 2022- : Eamon Fitzgerald.
- 2022 - : Bernardus Peeters[72],[73].

## Théologie et spiritualité cisterciennes, hier et aujourd'hui
La théologie et la spiritualité des premières générations cisterciennes continuent à nourrir aujourd'hui la vie quotidienne des moines et moniales cisterciens. Elle repose sur une théologie de l'expérience vécue, axée sur l'imitation du Christ incarné, sur la charité fraternelle et l'union mystique.
Cette spiritualité n'est donc pas seulement une curiosité historique, ni une spéculation théorique, mais une voie d'expérience. Au Moyen Âge les cisterciens « marquent profondément l'histoire par leur spiritualité […] au point d'irradier tous les secteurs de la société »; elle est une inspiration encore aujourd'hui bien vivante et très concrète. Elle s'est exprimée et réfléchie, aux XIIe et XIIIe siècles, dans la riche production littéraire de ceux qu'on appelle "les pères Cisterciens": (au premier plan, Bernard de Clairvaux, son ami Guillaume de Saint Thierry, Guerric d'Igny, Aelred de Rievaulx, Baudoin de Ford, Isaac de l'étoile...); aux XXe et XXIe siècles, elle s'exprime par exemple chez Jean-Baptiste Chautard, Thomas Merton, André Louf ou Christian de Chergé.

### "Jusqu'à ce que le Christ soit formé en vous"

#### Adopter la forme du Christ
Le XIIe siècle est un moment de grand basculement culturel - on parle de la "renaissance du XIIe siècle", qui jette les bases de la modernité, avec notamment une valorisation de l'expérience personnelle. Cela marque toute la spiritualité cistercienne, développée par des hommes qui envisageaient la vie religieusenon pas comme une fonction sociale, mais comme une aventure personnelle de conversion volontaire. C'est donc une spiritualité de l' "expérience" - un mot central chez Saint Bernard. Et cette expérience est centrée sur le Christ: les fondateurs de Cîteaux veulent "suivre pauvre le Christ pauvre". Ce qui caractérise à leurs yeux la figure du Christ, c'est ce qu'ils appellent, dans l'esprit de la règle de Saint Benoît, l'humilité. La vie cistercienne sera donc, à l'image de celle du Christ dans son incarnation, "humble". C'est le sens du choix cistercien de la vie austère, retirée, sans prestige social, et du travail manuel - vécu comme humble pour des hommes souvent lettrés ou d'origine noble qui le partagent avec les frères convers.

#### L'avènement du Christ aujourd'hui dans la vie concrète
Il ne s'agit pas ainsi d'obéir à des principes extérieurs, mais d'intérioriser, d'adopter ce qu'ils appellent « la forme du Christ » : il s'agit donc, selon la formule de S. Paul, de laisser "le Christ se former en soi" (comme il s'est formé dans les entrailles de Marie). Une autre façon typiquement cistercienne de formuler cette perspective est la différenciation des « trois avènements » du Christ: il y a eu une venue du Christ dans la chair, par l'incarnation; il y aura une venue dans la gloire, à la fin des temps; entre les deux, il y a la venue du Christ "aujourd'hui", dans la vie de celui qui le laisse se former en soi.
Cette spiritualité s'appuie sur un type particulier d'interprétation des Écritures. Au Moyen Âge, on distingue quatre sens de l'Écriture : le sens historique, qui renvoie aux évènements auxquels elle se réfère; le sens "allégorique" renvoie à la doctrine qu'elle implique; le sens "tropologique" ou "moral" renvoie à la pratique qu'elle suggère; le sens "analogique" ou "mystique" renvoie à l'expérience ultime de communion avec Dieu qu'elle annonce. Les cisterciens privilégient d'un côté le sens "mystique" (ainsi, Saint Bernard dans ses ""Homélies sur le Cantique des cantiques"), mais tout autant le sens "tropologique": ce qu'ils découvrent dans la méditation de l'Écriture, c'est une forme de vie vie concrète à pratiquer, ici et maintenant.

#### Le monastère, école de charité
De façon très significative, les cisterciens caractérisent le monastère, non pas comme une école de prière, comme on s'y attendrait pour un ordre "contemplatif", mais comme une "école de charité" - schola caritatis - non pas comme "vertu" à pratiquer, mais comme expérience vécue et transformatrice. Ainsi, dans son célèbre "traité de l'amour de Dieu", Saint Bernard montre que le chemin vers l'amour de Dieu passe d'abord par l'amour des autres. Au centre de l'expérience cistercienne, concrète et actuelle, il y a donc la vie fraternelle : les cisterciens développent de façon tout à fait centrale une spiritualité de l'amour fraternel: notamment Aelred de Rievaulx dans son Miroir de la charité et dans son célèbre traité de l'amitié spirituelle.

### Retrait, prière et silence

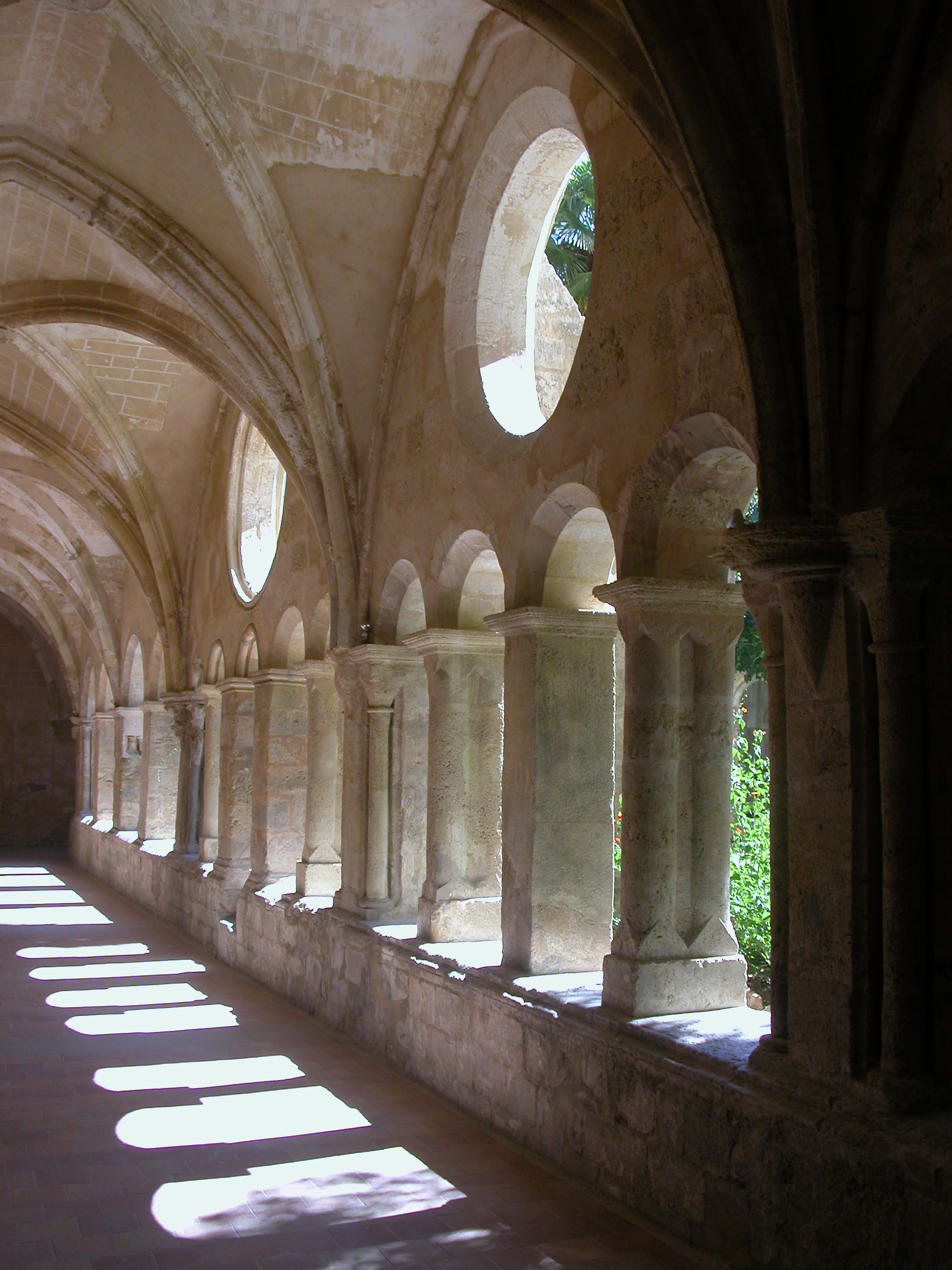
Cloître de l'abbaye de Valmagne.

Pour se livrer entièrement à l'aventure spirituelle, tout comme les premiers moines du désert égyptien, les cisterciens prennent distance d'avec toute fonction sociale, comme celles qu'assignaient aux moines la théorie des trois ordres (à la noblesse le combat, aux religieux le culte, au peuple la production). C'est l'explication du choix du désert : les cisterciens s'installent en des endroits reculés, et vivent à l'intérieur de la clôture qui maintient la distance entre la communauté et la vie sociale.
S'ils annoncent la modernité par bien des aspects, les cisterciens restent pourtant profondément ancrés dans la logique monastique spirituelle: conformément à la règle de Saint Benoît, leur forme de prière n'est pas l'oraison (qui sera développée à l'époque moderne), mais la combinaison de l'office divin chanté collectivement, et de la lectio divina personnelle: la lecture méditative de l'Écriture, avant tout, et des textes spirituels. Ensemble, office divin et lectio divina forment le chemin qui conduit à une présence continue à Dieu.
En entrant au monastère, le moine laisse tout, sa vie est rythmée par la prière, le travail et la vie communautaire. Le monastère a pour fonction de favoriser ce rythme. C'est pourquoi les usages cisterciens sont précisément codifiés ; c'est pour la même raison que l'architecture des couvents doit répondre avant tout à cette fonction, et suit les instructions précises de Bernard de Clairvaux. Avant d'être une mystique, la spiritualité cistercienne est une spiritualité incarnée : que la vie quotidienne aille de soi est la condition sine qua non de la paix intérieure et du silence, propice à la relation avec Dieu. Tout doit y conduire et rien en distraire. Ainsi, l'architecture, l'art ou les manuscrits cisterciens adoptent un style pur et dépouillé.
C'est aussi pour cette raison que les cisterciens, et ensuite particulièrement les trappistes, modèrent largement leur temps de parole. S'ils ne font pas vœu de silence, ils réservent néanmoins l'usage de la parole aux communications utiles au travail, aux dialogues communautaires et aux entretiens personnels avec le supérieur et l'accompagnateur spirituel. La conversation spontanée est réservée à des occasions spéciales. Les trappistes, à la suite des Pères du Désert et de saint Benoît, considèrent que parler peu permet d'approfondir la vie intérieure ; le silence fait donc partie de leur spiritualité. L'important pour eux est d'une part de ne pas se disperser en paroles inutiles qui altèrent la disponibilité de l'homme à parler dans son cœur avec son Dieu ; d'autre part, ils souhaitent que ce que chacun a d'important à dire puisse l'être et être écouté : d'où l'importance de « l'appel des frères en conseil » et de l'accompagnement spirituel personnalisé.

### Cheminement vers Dieu
Les Cisterciens développent une théologie de la vie mystique, théologie à la fois neuve et nourrie de l'Écriture sainte et des apports des Pères de l'Église et du monachisme, en particulier Saint Augustin et Saint Grégoire le Grand. Bernard de Clairvaux — dans son traité De l'Amour de Dieu — ou Guillaume de Saint-Thierry, abbé bénédictin puis simple moine cistercien du XIIe siècle, sont à la source d'une véritable école spirituelle et font franchir un pas décisif à la littérature descriptive des états mystiques. Ils développent un ascétisme extrême de dépouillement, très visible d'un point de vue artistique. La liturgie développe des mélodies épurées totalement au service de la Parole divine pour en révéler toute la richesse et le mystère qui y est contenu. Il est donc crucial que l'écoute ne soit pas perturbée par d'autres signaux, d'où la recherche du silence. Il n'y a pas d'écoute vraie sans l'attitude fondamentale d'obéissance (ob-audire) et d'humilité (attitude déjà définie comme caractéristique du moine par le législateur de la vie monastique en Occident et à ce titre inspirateur des Cisterciens : saint Benoît de Nursie).
Pour Bernard de Clairvaux, « l'humilité est une vertu par laquelle l'homme devient méprisable à ses propres yeux en raison de ce qu'il se connaît mieux ». Cette authentique connaissance de soi ne peut être obtenue que par le retour sur soi. Par la connaissance de sa propension au péché le moine se doit d'exercer, comme Dieu, la miséricorde et la charité envers tout homme. En s'acceptant tel qu'il est grâce à cette démarche d'humilité et de travail intérieur, l'homme connaissant sa propre misère devient capable de compatir à celle d'autrui.
Selon Bernard de Clairvaux, on doit alors parvenir à aimer Dieu par amour de soi et non plus seulement de Lui. La prise de conscience que l'on est un don de Dieu ouvre à l'amour de tout ce qui est à Lui. Cet amour est, pour saint Bernard, le seul chemin qui permette d'aimer comme il le faut son prochain puisqu'il permet de l'aimer en Dieu. Finalement, après ce cheminement intérieur on parvient au dernier stade de l'amour qui est d'aimer Dieu pour Dieu et non plus pour soi. On peut parvenir à l'ultime connaissance de la vérité, c'est-à-dire la connaissance de la vérité connue en elle-même. Il faut être vide de soi pour ne plus s'aimer que pour Dieu. Il n'y a pas d'autre moyen d'y parvenir que la persévérance et la pénitence, soutenues par la grâce divine.

### Chant
Le chant grégorien, composante importante de l'office monastique, n'échappe pas à la recherche cistercienne d'authenticité de la tradition monastique et de dépouillement des formes.
Les pères fondateurs de Cîteaux apportent avec eux les livres liturgiques en usage à l'abbaye de Molesme (chant grégorien de la tradition bénédictine). De même qu'il recherche le texte le plus exact possible de la Bible, Étienne Harding, par souci d'authenticité, de respect de la Règle, mais aussi de postérité et d'unité de l'ordre cistercien naissant, envoie ses copistes à Metz (siège de la tradition du chant carolingien) et à Milan afin de recopier les sources connues les plus anciennes pour les hymnes de saint Ambroise.
Au chapitre III de la Charte de Charité il est précisé : « Tous auront les mêmes livres liturgiques et les mêmes coutumes. Et puisque nous accueillons dans notre cloître tous les moines qui viennent à nous, et qu'eux-mêmes, de la même manière, accueillent les nôtres dans leurs cloîtres, il nous semble opportun, et c'est aussi notre volonté, qu'ils aient le mode de vie, le chant et tous les livres nécessaires aux heures diurnes et nocturnes ainsi qu'aux messes, conformes au mode de vie et aux livres du Nouveau Monastère, de sorte qu'il n'y ait aucune discordance dans nos actes. ».
Cependant, ces directives ne rencontrent que peu d'adhésion de la part des moines et particulièrement des moines de chœur (les chanteurs). En effet, les versions mélodiques de ces sources anciennes (entre saint Ambroise et Charlemagne) paraissent archaïques à ces moines chanteurs, érudits du début du XIIe siècle.
C'est pourquoi, dès la mort d'Étienne Harding en 1134, il est demandé à Bernard de Clairvaux de prendre en main la réforme du chant. Il s'entoure alors de plusieurs moines et chantres pour faire rentrer dans les canons et dans la théorie de la musique de leur temps, tout le répertoire existant.
Les recommandations de Bernard de Clairvaux sur le chant sont pleines d'une exigence d'harmonie et d'équilibre propre à l'art cistercien. « Qu'il soit plein de gravité, ni lascif, ni rude. Qu'il soit doux sans être léger, qu'il charme l'oreille afin d'émouvoir le cœur, qu'il soulage la tristesse, qu'il calme la colère, qu'il ne vide pas le texte de son sens, mais le féconde. » Dans l'esprit de dépouillement, les formules psalmodiques, chantées tout au long des sept offices de la journée et de la nuit, sont ramenées aux formules les plus simples sans intonation ornée.
Mais pour les nouveaux offices et les nouvelles fêtes, les pièces composées sont très ornées et très proches du langage poétique et fleuri de saint Bernard ou d'Hildegarde de Bingen, exacte contemporaine de cette première aventure cistercienne.
Tout ce répertoire repris ou composé au XIIe siècle, du fait même de la Charte de Charité et de la forte structuration de l'ordre, existe dans de nombreux manuscrits disséminés dans l'Europe entière et est d'une lecture qui ne pose aucune difficulté. C'est pourquoi les travaux de réédition de l'abbaye de Westmalle à la fin du XIXe et jusqu'au milieu du XXe siècle, sont très fidèles aux sources manuscrites. C'est donc ce répertoire cistercien que l'on peut aujourd'hui entendre dans les abbayes qui comme celles d'Hauterive (OCist) ou d'Aiguebelle (OCSO) ont conservé la tradition grégorienne du chant.

### Libre arbitre

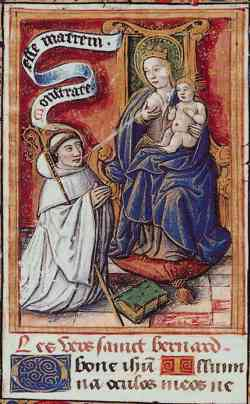
Bernard de Clairvaux s'abreuvant au lait de la Vierge.

Pour Bernard de Clairvaux, du fait de son libre arbitre, l'homme à la possibilité de choisir sans contrainte de pécher ou de suivre le cheminement qui conduit à l'union avec Dieu. Par l'amour de Dieu, il lui est possible de ne pas pécher et d'atteindre au sommet de la vie mystique en ne voulant plus autre chose que Dieu, c'est-à-dire de s'affranchir de toute possibilité de pécher en étant totalement libre.
La pensée de Guillaume de Saint-Thierry est en accord avec celle de saint Bernard considérant que l'amour est la seule façon de dépasser le dégoût que l'on éprouve pour soi-même. Arrivé au bout du cheminement intérieur, l'homme se trouve reformé à l'image de Dieu, c'est-à-dire tel qu'il était voulu avant le clivage induit par le péché originel. Ce qui meut le désir des Cisterciens de quitter le monde en entrant au monastère, c'est la possibilité de l'union dans l'amour de la créature avec le Créateur, union parfaitement vécue par la Vierge Marie qui est le modèle de la vie spirituelle cistercienne. C'est pourquoi les moines cisterciens lui vouent une dévotion particulière.

### Cisterciens et travail manuel
La spiritualité cistercienne est une spiritualité bénédictine avec une observation plus rigoureuse sur certains points. Le travail manuel est remis en valeur par l'exploitation directe (et non par des tenanciers) des terres et des propriétés. Ce choix n'est pas dû à des considérations économiques, mais bien à des raisons spirituelles et théologiques. De façon tout à fait centrale, suivre le Christ signifie pour les cisterciens prendre le chemin d'humilité et de pauvreté qu'est son incarnation; et le travail manuel est un aspect de cette "humilité", et de la pauvreté: les fondateurs de Cîteaux voulaient "suivre pauvre le Christ pauvre". Cette logique est celle de tous les grands fondateurs d'ordres chrétiens: elle sera celle de François et Dominique fondant les "ordres mendiants", et encore celle d'Ignace de Loyola.
Par ailleurs, l'Écriture valorise la subsistance de chacun par son travail, les Pères du désert travaillaient de leurs mains, et saint Benoît insiste : « c'est alors qu'ils seront vraiment moines, lorsqu'ils vivront du travail de leurs mains, à l'exemple de nos pères et des Apôtres ». Pour le législateur de la vie monastique en Occident, « l'oisiveté est ennemie de l'âme et les frères doivent s'occuper à certains moments par du travail manuel ». À ce caractère central de travail manuel dans le monachisme, d'après les Cisterciens, s'ajoute une autre motivation : la grande richesse de plusieurs abbayes de l'époque faisait de leurs moines des nantis (et même parfois d'authentiques seigneurs féodaux) assez éloignés de la pauvreté évangélique qui semblait nécessaire aux premiers moines pour chercher Dieu d'un cœur pur.
Par suite, cette charte des premiers cisterciens qu'est le Petit Exorde de Cîteaux définit le moine, par opposition à celui qui touche des dîmes, comme celui qui possède des terres et en tire sa subsistance par son propre travail et celui de son bétail. Naturellement les Cisterciens s'ingénient à améliorer sans cesse le résultat de leur travail, et comme par ailleurs ils jouissent de facilités que n'ont pas toujours les autres paysans de l'époque (main-d'œuvre et capitaux pour réaliser de grands travaux de drainage et d'irrigation, liberté de circulation, possibilité d'avoir des dépôts de vente dans les grandes villes, de construire routes et fortifications, etc.) ils acquièrent assez vite une grande maîtrise technique et technologique, ce qui est pour beaucoup dans leurs succès économiques du XIIe siècle. Les trappistes ont su perpétuer leur savoir technique en restant vigilants sur les effets néfastes qu'ont eu dans l'histoire les succès économiques des Cisterciens. C'est pourquoi par exemple les bénéfices des bières trappistes sont réinvestis dans des œuvres caritatives.
Le travail manuel a encore l'avantage de laisser le cœur et l'esprit libres pour Dieu : le cistercien essaie d'être un priant en tout temps. De plus, les travaux de plein air sont prédominants et le contact de la nature rapproche du Créateur. Comme dit saint Bernard : « On apprend beaucoup plus de choses dans les bois que dans les livres ; les arbres et les rochers vous enseigneront des choses que vous ne sauriez entendre ailleurs ».

### Amour des lettres et le désir de Dieu
Voir Dom Jean Leclercq, L'Amour des lettres et le désir de Dieu, Éditions du Cerf, coll. « Initiations au Moyen Âge », novembre 2008, 288 p. (ISBN 9782204088473)
La spiritualité cistercienne est en fait aussi vaste que les auteurs qui l'ont bâtie et que ceux qui continuent à la développer. Si saint Bernard est le plus célèbre, (Traité de l'amour de Dieu, les splendides Sermons sur le Cantique, les Sermons pour les différentes fêtes liturgiques, le Précepte et la dispense, où l'on découvre un saint Bernard très éloigné du rigoriste que l'on s'est parfois plu à présenter, De la considération où l'abbé de Clairvaux écrit à un de ses fils spirituels cisterciens, devenu pape sous le nom d'Eugène III, les degrés de l'humilité et de l'orgueil, reprise des degrés de l'humilité décrits par Saint Benoît avec une description psychologique parfois amusante, etc.) on connaît bien aussi Guillaume de Saint-Thierry dont la lettre aux chartreux du Mont-Dieu (la Lettre d'Or) est un monument de la spiritualité médiévale. Ses Oraisons Méditatives présentent aussi sa réflexion et sa prière lorsque, abbé bénédictin de Saint-Thierry, il aspirait à renoncer à sa charge (ce qui ne se faisait guère à l'époque) pour devenir simple cistercien et être ainsi plus disponible pour vaquer à ce qui seul comptait pour lui : la recherche de Dieu (Ce qu'il finira par faire malgré l'avis contraire de son ami Bernard de Clairvaux). À la même époque, Ælred de Rievaulx, abbé de Rievaulx (Angleterre) écrit sa grande œuvre sur l’Amitié spirituelle ; le souci d'un vrai amour fraternel, concret et authentique, transparaît aussi dans son Miroir de la charité. Après Bernard de Clairvaux, Gilbert de Hoyland continue ses sermons sur le Cantique, description de l'itinéraire de l'âme vers Dieu. Baudoin de Forde, Guerric d'Igny, Isaac de l'Étoile marchent sur les mêmes traces. En Saxe, Gertrude de Helfta (monastère qui suivait les coutumes cisterciennes sans être juridiquement affilié à l'Ordre) est l'une des premières moniales à transmettre par écrit son expérience, dans le Héraut de l'amour divin.
Au XXe siècle, l'œuvre de Thomas Merton a donné une expression très contemporaine à l'expression cistercienne ; un peu plus tard, André Louf a particulièrement mis en lumière les richesses de vie intérieure qu'offre ce qu'il appelle "la voie cistercienne". De façon concrète, la vie et la mort des frères de Tibhirine, puis la publication de leurs écrits, ont montré la capacité de la spiritualité cistercienne à s'incarner dans le concret du XXIe siècle mondialisé.

## Vie quotidienne au sein du monastère auXIIesiècleet dans la stricte observance

### Cadre général de l'organisation de la vie monastique
Jusqu'à la première période de déclin qui intervint dans la plupart des monastères environ un siècle après la fondation, et au plus tard avec le début de la guerre de Cent Ans, la vie entière du moine est organisée selon la règle, observée aussi littéralement que possible. Silence, obéissance, frugalité marquent la vie des frères. Des formes de communication non verbales sont mises en place et, en particulier, un langage par signes.

« Il semble opportun […] [que tous les frères] aient le même mode de vie, le chant et tous les livres nécessaires aux heures diurnes et nocturnes […] de sorte qu'il n'y ait aucune différence dans nos actes, mais que nous vivions dans une seule charité, sous une seule règle et selon un mode de vie semblable. »

— Charte de Charité
L’horarium bénédictin est en vigueur à Cîteaux, rythmant la vie des frères du lever au coucher du soleil : c'est l’Opus Dei, auquel « rien ne sera préféré », qui vise à ce que les esprits et les cœurs se tournent vers Dieu. Un frère est chargé de la tâche de réveiller les moines pour l'office de nuit. Aux obligations liturgiques s'ajoutent travail manuel et lectio divina. Cette lecture (à haute voix, comme toute lecture dans l'Antiquité et au Moyen Âge) se présente comme une véritable ascèse qui doit transformer le moine et le nourrir.
La répartition des offices — sept diurnes et un nocturne — obéit aux saisons, mais aussi aux latitudes et s'adapte à la condition des frères convers. Cloches, cymbalum ou maillet appellent les frères à la prière. La vie cistercienne apparaît ainsi comme « une vie ritualisée, rythmée […] où chaque action obéissait à des règles formelles bien précises et était accompagnée par des gestes rituels […] ou, lorsque la parole était autorisée, par des phrases rituelles ».

### Différents groupes de frères

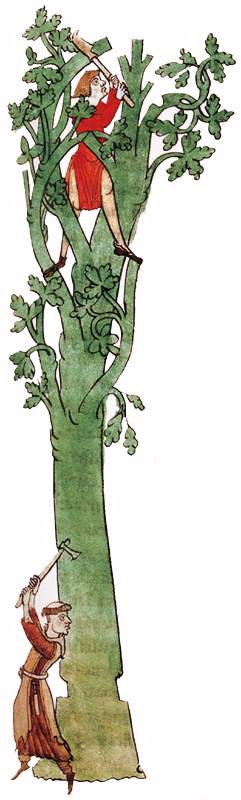
Scène de défrichement représentant deux bûcherons, un laïc (convers ?) monté dans l'arbre qu'il élague avec un émondoir et un moine qui attaque le tronc à la hache (lettrine I, extraite des Morales sur Job de Cîteaux, livre XXII).

Au sein de la communauté cistercienne, on distinguait au Moyen Âge plusieurs groupes de frères suivant leur dignité et leur fonction, mais tous unis par la prière commune et par l'autorité de l'abbé. On distingue ainsi :
- les moines dits « frères clercs », c'est-à-dire sachant lire le latin. Parmi les clercs certains sont ordonnés prêtres, diacres, sous-diacres ou acolytes. Ils sont tous des moines profès ;
- les moines dits « laïcs » ne sachant pas lire (illiterati), également des moines profès ;
- les convers ou frères lais, ne faisant pas de vœux religieux et souvent isolés géographiquement des autres frères, portant la barbe ;
- les novices, l'ordre n'acceptant pas les oblats ;
- les infirmes, appartenant à la base à l'un des quatre groupes ci-dessus, mais ne participant pas entièrement à la vie de la communauté ;
- des familiers attachés au monastère[119].

Après un an de noviciat sous la conduite d'un moine-profès capable et choisi par l'abbé (maître des novices), au cours duquel les novices sont initiés à la vie commune selon la Règle de saint Benoît, s'ils en font explicitement la demande et si la communauté les accepte ils sont admis à la « profession » des vœux monastiques : stabilité dans le monastère, obéissance selon la Règle, conversion de vie.
Un petit nombre de frères clercs détenaient des responsabilités particulières. Le prieur remplaçait l'abbé pendant l'absence de ce dernier, par exemple lors du chapitre général dans l'abbaye-mère, avant qu'il ne lui incombât la direction spirituelle de l'abbaye avec l'instauration du régime de la commende à la suite du concordat de Bologne du 18 août 1516. Le procureur de l'abbaye était chargé de l'administration du temporel de l'abbaye et signait aussi tous les actes et contrats avec les représentants de la société civile, comme des seigneurs vassaux. En plus du maître des novices déjà cité, il y avait aussi le cellérier ou « économe » ainsi que le portier qui vivait dans une cellule à part dans la porterie.

### Prières et offices
Les horaires des prières et offices étaient fonction de la saison, la règle de Saint-Benoît ne se référant pas aux heures sur l'horloge, mais comptait les heures du jour (à partir du lever du soleil) et de la nuit (à partir du coucher du soleil). Toutes les autres activités étaient, quant à elles, fonction des horaires des prières et offices. Des calendes de novembre jusqu'à Pâques, les moines devaient se lever à la huitième heure de la nuit, soit à 2 h 00 ou 2 h 30. Toutefois, les dimanches et jours de fête, le lever était avancé à 1 h 00. À cette heure, le moine chargé du réveil sonnait matines avec la grande cloche, pour la première messe de la journée, appelée aussi vigiles ou nocturnes. Cependant, les convers avaient droit à davantage de sommeil en raison de leur plus lourde charge de travail, et étaient donc dispensés de ce premier office. Sinon, tous les moines se levèrent en même temps et se rendirent directement à l'église et prirent place dans leur stalle autour du chœur. Les vigiles se passaient dans l'obscurité et duraient deux heures environ ; ils étaient chantés comme tous les offices, à l'exception de certaines prières silencieuses au début d'un office.
Après les nocturnes, les moines ne rentraient point se coucher, mais restaient dans l'abbatiale ou se tenaient au cloître pour prier en silence, réciter des prières, lire ou chanter. L'intervalle jusqu'à la première prière du matin, laudes, célébré au lever du soleil, était long en hiver, mais très bref en été. Toutefois, la Règle s'orientant selon une journée longue, avec une avant-dernière prière à la neuvième heure et une dernière prière au coucher du soleil (alors que la journée ne dure que huit heures en hiver), les abbayes avaient coutume de se réunir pour laudes à 5 h 30 au plus tard : sinon, il aurait été difficile de trouver suffisamment de temps pour le travail et les autres éléments de l'ordre du jour. En cas de temps froid, les moines avaient la possibilité de se réchauffer au chauffoir.
Laudes durait moins d'une demi-heure : peu après, dès que le soleil s'était entièrement levé, l'on chantait prime. Ce deuxième office de la journée, qui eut lieu vers 6 h 00 en moyenne, tenait son nom du fait d'avoir eu lieu à la première heure de la journée. Prime fut également la messe communautaire unique les jours ouvrables, avec célébration de l'eucharistie à la fin ; les dimanches et jours de fête, ce fut la messe matutinale à laquelle s'ajouta une messe solennelle à 9 h 30. Bien entendu, tous les moines qui étaient prêtres disaient aussi leur messe privée, à un moment donné de la journée, conformément à l'obligation relevant de leur sacerdoce.
Prime était suivi immédiatement par le chapitre (voir infra « Le chapitre ») vers 7 h 00. La troisième prière de la journée était tierce, commis en début de la matinée après l'accomplissement des premiers travaux de la journée, vers 9 h 00 en général. Les dimanches et jours de fête, la messe solennelle enchaînait sur tierce ; les autres jours, les moines se remettaient au travail. Aux saisons comptant deux repas chauds par jour, le premier repas était fixé pour midi et la quatrième prière sexte devait donc être avancé, jusqu'à 10 h 45 selon les cas ; sinon, sexte était prié à midi. Deux offices étaient prévus pour l'après-midi : none pour 13 h 30 en cas de repas à midi, sinon pour 15 h 00 au plus tard, et vêpres soit à 16 h 00, soit à 18 h 00 au plus tard. Après vêpres, les moines ne se remettaient plus au travail, mais assistèrent à une lecture spirituelle qui combla l'intervalle jusqu'au dernier office de la journée, complies. Cet office débutait à 19 h 00 ou à 20 h 00 selon les cas et se termina par l'examen de conscience. Les moines se couchaient immédiatement après pour passer une courte nuit, de quatre heures seulement avant un dimanche d'été, et de six heures et demie au maximum avant un jour ordinaire d'hiver.
Sous le pape Alexandre VII, qui promulgua un bref à ce sujet, le rituel de la liturgie des Heures est simplifié : matines et laudes ne seront plus chantées et donc raccourcies. De ce fait, le réveil des moines est reporté à 3 h 00, leur laissant une demi-heure à une heure de sommeil en plus. En outre, la loi du silence sera désormais moins rigoureuse. Pour tenir compte de la diminution des moines dans nombre d'abbayes, passant souvent en dessous du minimum officiel de douze religieux, ce qui n'est pas sans poser problème pour l'organisation du travail, ces petites communautés bénéficient d'allégements du rituel supplémentaires. Ils ne chanteront plus prime, sexte, none et complies, et ne garderont donc que deux offices chantés en plus de la messe matutinale : tierce et vêpres.

### Chapitre
Le chapitre enchaînait directement sur prime, et commençait donc environ une heure après le lever du soleil, soit vers 7 h00 sur la moyenne de l'année. Il se tenait quotidiennement à la salle capitulaire ou salle du chapitre. Pour cette raison, la salle capitulaire jouxtait habituellement l'église abbatiale. Après une prière d'ouverture et la lecture d'un extrait du Martyrologe, les participants s'asseyaient en cercle, avec l'abbé au centre et les novices au dernier rang, voire en dehors de la salle ; dans ce cas, une ouverture était pratiquée dans le mur donnant sur le cloître, leur permettant de suivre la cérémonie. Suivaient la commémoration des frères défunts et la lecture d'un extrait de la règle de saint Benoît.
La suite de la réunion s'organisait autour de deux volets : l’instruction, pour laquelle l'abbé prend la parole, remplacée par un sermon les dimanches et jours de fête, et la proclamation, c'est-à-dire l'auto-accusation pour les fautes commises, dans un but d'auto-perfectionnement et comme exercice d'humilité. En effet, chaque fois qu'un moine avait enfreint la règle, il devait immédiatement s'accuser devant l'abbé ou la communauté. À défaut, les confrères étaient tenus d'accuser le moine ayant commis une faute, ce qui entraînait une punition plus sévère. Les frères qui avaient transgressé la règle se levaient tour à tour ; enlevaient la capuche pour que toute l'assistance puisse voir leur identité ; confessaient à haute voix leurs erreurs ; puis se couvraient la face et la tête et se prosternaient sur le lutrin tout en silence. L'abbé questionnait alors « Que dites-vous ? », sur quoi le moine répondait par « Mea culpa », se relevant sur l'ordre de l'abbé et se découvrant de nouveau pour confesser une nouvelle fois sa faute. L'abbé lui donnait une pénitence et dit au moine de se rasseoir ; c'était alors le tour du moine suivant.
Pendant la saison de la moisson, le chapitre était avancé et inséré entre laudes et primes afin d'avoir suffisamment de temps pour accomplir l'œuvre de la journée. Étant donné que le quatrième office de la journée, tierce, se tenait déjà à la troisième heure soit vers 9 h00 sur la moyenne de l'année, les moines devaient se dépêcher pour se rendre au travail à l'issue du chapitre.
Les fautes secrètes n'étaient pas proclamées devant le chapitre, mais individuellement pendant l’auditoire de l'abbé, qui avait lieu soit dans l'intervalle entre matines et laudes, soit après le chapitre. À cette occasion, les moines pouvaient parler à l'abbé ou se confesser de leurs fautes secrètes. Pendant la journée, des communications verbales pouvaient être faites au prieur, dans une salle prévue à cet effet, le parloir. Les moines pouvaient également s'y rendre pour communiquer entre eux, mais jamais à plus de deux personnes à la fois, et seulement après avoir frappé et obtenu le signal pour entrer.

### Repas
Les repas chauds étaient au nombre de deux de Pâques au 13 septembre : un à midi (entre sexte vers 11 h 30 et none vers 13 h 30) et un « au coucher de soleil », c'est-à-dire après vêpres, soit vers 19 h 00 au plus tard. Le reste de l'année, et selon les abbayes, même le mercredis et le vendredi de la Pentecôte jusqu'au 13 septembre, un unique repas chaud était servi. En temps normal, ce repas avait lieu vers 15 h 00 après none, et après vêpres en carême, soit vers 17 h 00 ou 18 h 00 dans ce cas. Les vendredis de carême, les moines devaient même se contenter de pain et d'eau jusqu'à la fin du XIIIe siècle.
Le dîner s'ouvrait par un Miserere aux sons de la cloche du prieur, suivi par un Bénédicité. Les moines commençaient à manger sur un signe de l'abbé et restaient silencieux pendant toute la durée du repas, accompagné par une lecture fait par un religieux. À la fin de la lecture, le repas était clos. Le régime était maigre ; jusqu'au XIVe siècle, l'usage des matières grasses était très limité, et la viande et les laitages réservés aux malades. Seulement en cas de manque de poisson, les laitages pouvaient être autorisés. Les moines se nourrissaient donc de poisson et de légumes, assaisonnés de sel, ainsi que de pain et éventuellement d'œufs ; pour des motifs de salubrité, le vin ou la bière étaient les principales boissons, consommées modérément. Ce n'est qu'en 1493 que les Articles de Paris (Articuli Parisiensis) autorisent officiellement la viande trois fois par semaine (dimanche, mardi et jeudi), ainsi que le beurre, le fromage et les gâteaux. Quant aux quantités, aucune restriction n'était imposée par la Règle. Le souper, deuxième repas chaud, se déroulait de la même manière.
Il n'y avait par ailleurs aucun autre repas avant le premier ou unique repas chaud. Une exception était accordée aux convers, aux novices, aux jeunes moines et à ceux ayant un travail particulièrement dur : ils avaient droit à un déjeuner appelé mixtum, composé de pain et de vin, supprimé cependant en carême. Les jours sans deuxième repas chaud, les moines pouvaient garder le restant du pain du dîner pour un en-cas après vêpres, et manger des fruits crûs, des radis ou de la laitue.

### Travail
Dès les premières décennies du XIIe siècle, la vie communautaire est marquée par l'organisation des tâches manuelles qui découle d'une nouvelle conception de l'unité foncière et du rôle de l'entreprise agricole. Aux réserves et aux tenures - caractéristiques des exploitations bénédictines - sont substitués des biens fonciers légués par les seigneurs locaux, directement mis en valeur par les frères. Les terres sont parfois éloignées du monastère, et subdivisées en parcelles autonomes, les granges (voir infra « La grange cistercienne ») qui incluent l'ensemble des édifices agricoles, mais aussi les terres et points d'eau attenants. L'exploitation en est confiée à des frères convers secondés par des ouvriers agricoles, plus éventuellement quelques moines de chœur, grangiers et chapelains pour que ces frères éloignés de l'abbaye ne soient pas privés des sacrements.
Le travail agricole était d'honneur dans l'ordre de Citeaux. Conformément à la Règle, l'ensemble des moines de chœur participe aux travaux des champs dans la mesure où cela n'entrave pas la célébration de l'office divin ; à moins qu'ils ne soient employés à d'autres travaux : les moines devant trouver à l'abbaye tout dont ils avaient besoin, de différents métiers manuels sont exercés au sein de l'abbaye, liés notamment à la conservation et la préparation de la nourriture, à l'entretien des lieux et à l'habillement. L'on peut citer des pêcheurs, des boulangers, le cellérier, des maçons, des forgerons, des tanneurs, des foulons, des tisserands, des cordonniers. Tant qu'il y avait un nombre suffisant de frères convers pour exercer ces métiers, les moines profès occupaient les postes à responsabilités et assuraient l'organisation. Sinon, au moins le service de cuisine était assuré tour à tour par de différents moines. Par ailleurs, certaines tâches, comme le graissage des chaussures, étaient assumées individuellement par chacun des moines. En hiver, cette tâche et certains autres travaux pouvaient être effectués au chauffoir, unique salle chauffée du monastère.
Au total, les religieux devaient travailler sept heures par jour suivant la Règle ; en réalité, le rapprochement des différents offices au nombre de huit et les autres éléments de l'ordre du jour, à savoir le chapitre, le(s) repas et la lecture spirituelle avant le dernier office (complies) entrecoupaient la journée d'une telle façon que les sept heures ne pouvaient être atteintes. Le travail manuel s'exerçait donc après le chapitre jusqu'à tierce, soit une heure ; après tierce jusqu'à sexte, soit deux heures ; et après none jusqu'à vêpres ou l'unique repas chaud à 15 h 00, soit encore deux à trois heures, ce qui fait cinq à six heures au total en période normale. Les autres coupures étaient remplies par la prière, la lecture, des menus tâches ou bien des travaux d'écriture. En période de moissons, il peut arriver que toute la communauté soit tellement occupée à rentrer l'indispensable récolte, que pendant quelques jours on ne célèbre même plus ni les offices ni même la messe à l'église - comme le révèle saint Bernard en personne dans une de ses homélies.

### Vêtements

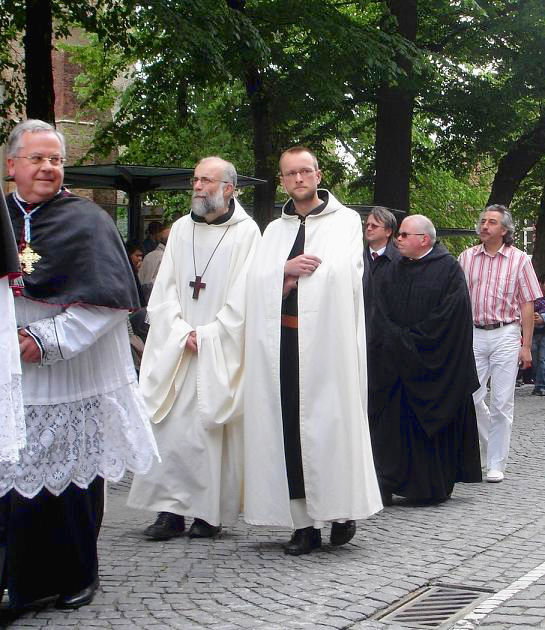
Deux moines cisterciens-trappistes côte à côte en blanc : le moine de gauche porte la coule, la croix indique que c'est l'abbé, celui de droite porte une chape, car il n'est engagé que par des vœux temporaires.

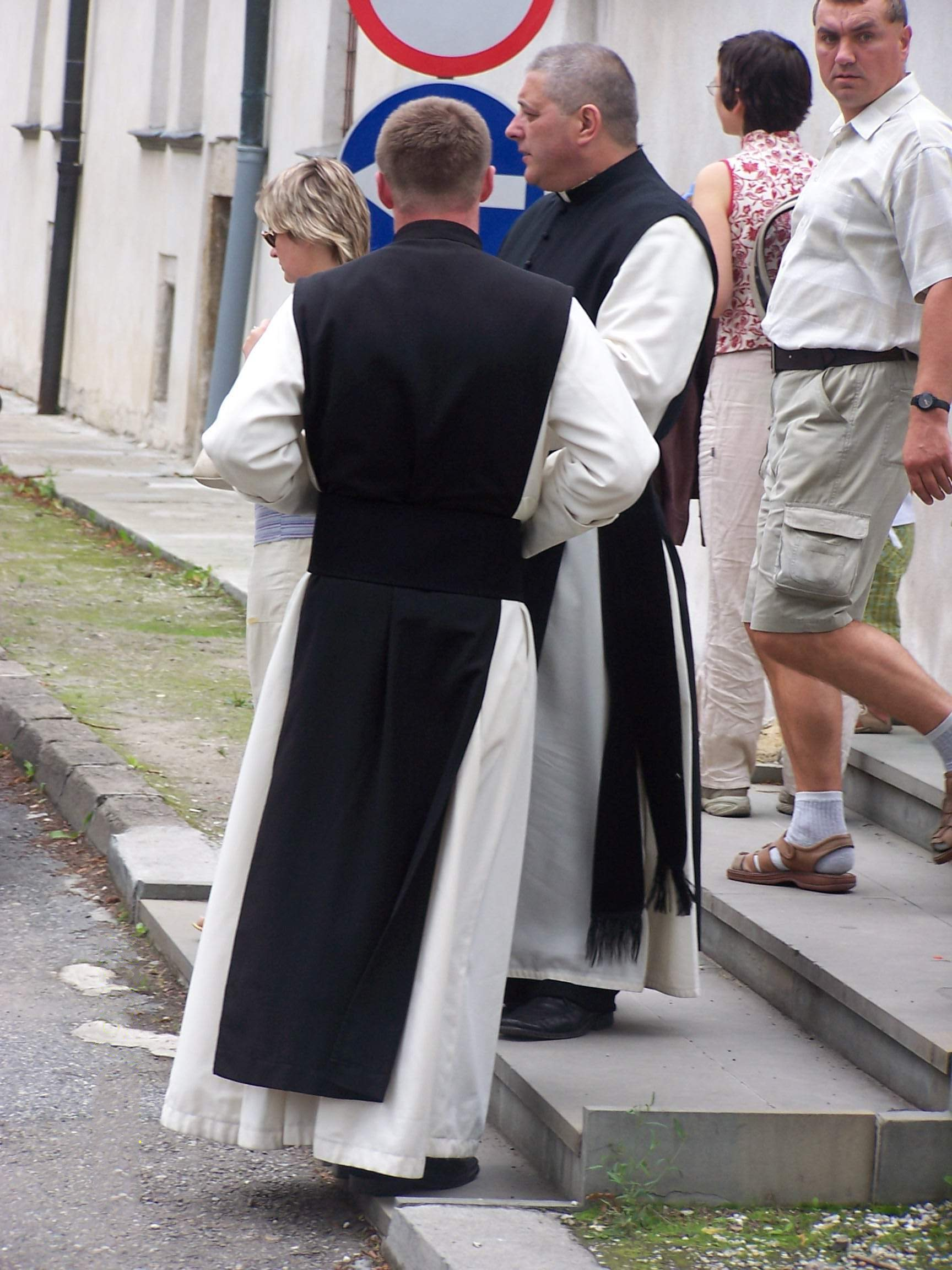
Moines cisterciens de la commune observance, avec une tunique blanche, un scapulaire noir sans capuchon et une ceinture ecclésiastique de tissu noir.

Les moines ayant accompli leurs vœux portaient des coules blanches à longues manches et capuche, des tuniques, des vêtements de dessous et des bas. Des matières confortables ou luxueuses n'étaient pas autorisées. Les Cisterciens avaient droit à des bas et à des chaussures de cuir. Avant de se rendre au travail manuel, les religieux changeaient leur habit de moine contre des vêtements de travail ; les abbayes étaient souvent pourvues d'un vestiaire à cet effet.
Les moines couchaient tout habillés afin d'être prêts tout de suite pour les nocturnes ; tout au plus, ils ôtaient leur scapulaire. Contre le froid, les moines ramenaient le capuchon sur la tête pendant leur sommeil. Après la deuxième prière de la journée, laudes, les moines disposaient d'un peu de temps libre leur permettant de changer de vêtements, ce qu'ils ne faisaient d'habitude que pour le blanchissage. Les matelas tout comme les lits de plumes étaient interdits. Les moines dormaient sur des paillasses, couverts par un gros drap de laine, et disposaient d'une couverture de laine grosse et velue.

### Hygiène
Les samedis, avant l'office des complies (et donc à la place de la lecture spirituelle des autres jours), avait lieu au cloître la cérémonie du mandatum ou mandé, le lavement des pieds. Des vases, de l'eau avec des herbes odoriférantes et les linges étaient préparés par les serviteurs, fonction assumée chaque semaine par d'autres moines, et à ne pas confondre avec les servants. L'ensemble de l'effectif du monastère participait ensuite à la cérémonie, attendant son tour dans deux longues files de gauche et de droite de la chaire de l'abbé, rangées selon l'ancienneté et le grade : en début de file, les moines profès ayant le plus d'ancienneté, et les novices et puis les servants en dernier lieu. Ce fut d'abord le tour de l'abbé et du prieur, et puis de tous les autres ; un serviteur leur lavait les pieds et les essuyait ; celui auquel on avait lavé les pieds au préalable aidait le serviteur à se relever, et le serviteur saluait le frère auquel il venait de laver les pieds. Les serviteurs dont c'était le tour pour la semaine à venir tenaient l'eau et le linge à la disposition. Toute la cérémonie était accompagnée par le chant de cantiques.
Sur le plan de l'hygiène, le lavabo et les latrines jouaient un rôle essentiel. Le lavabo était une fontaine où l'eau de source coulait en permanence, abrité le plus souvent dans un pavillon à l'intérieur du cloître, face à l'entrée du réfectoire. Avant chaque repas et après le travail, les frères s'y lavaient les mains. La toilette ordinaire se faisait une fois par mois, et seulement tous les deux mois jusqu'au milieu du XIIIe siècle. Ce fut l'occasion de se faire raser et couper la tensure : les moines ne se rasaient pas eux-mêmes mais mutuellement.

### Aumône et hospitalité
L'aumône se pratiquait soit certains jours de la semaine, soit quotidiennement, si les moyens de l'abbaye le permettaient ; elle consistait en la distribution de nourriture aux pauvres. Les indigents n'étaient toutefois pas accueillis au monastère, mais recevaient les vivres à la porte, des mains du portier. Chaque fois qu'un passant vint et réclama du pain, le portier leur en donnait un ; il était tenu d'avoir toujours une provision de pain dans sa cellule située dans la porterie. Outre le pain, les pauvres avaient droit aux restes des repas et aux parts des moines décédés au cours du mois précédent (pulmenta defunctorum). Selon les cas, des distributions supplémentaires d'aliments étaient fondées par des donateurs, bienfaiteurs de l'abbaye.
L'hospitalité se traduisait par l'accueil de passants ou voyageurs pendant la nuit, à titre gracieux ; bien entendu, l'hospitalité ne pouvait être offerte qu'aux hommes. Là aussi, le portier tenait un rôle de choix, car c'est lui qui accueillit les personnes frappant à la porte, répondant par Deo gratias. Il demandait ce qu'ils voulaient et les priait ensuite de lui donner leur bénédiction. Ensuite, le portier devait chercher l'abbé, ou, à défaut, le prieur, pour annoncer la visite ; l'abbé ou le prieur demandait à un moine d'accompagner le portier pour accueillir les hôtes. Une fois de retour à la porterie, les deux religieux se mettaient à genoux devant les visiteurs ; les conduisaient à l'église ; priaient avec eux, faisaient une lecture et l'expliquaient selon les cas ; et enfin les conduisaient à l'hôtellerie du monastère.

### Mortification
Destinée à diminuer le corps pour élever l'âme, la mortification prend forme à travers l'ascèse, imposée par le rythme de vie du monastère où la prière occupe la place centrale, laissant complètement de côté le confort et les plaisirs terrestres. Mais concernant ces deux derniers points, la vie monastique des Cisterciens ne différait guère de la vie des communs des mortels au Moyen Âge. La Règle imposait donc des privations supplémentaires aux religieux : restriction des rapports sociaux par la coupure d'avec la famille dès la formulation des vœux et par la loi de silence ; repas frugaux et jeûne ; vêtements et lit inconfortables ; limitation du sommeil nocturne à moins de six heures en moyenne avec réveil au milieu de la nuit. Il y avait toutefois une pratique spécifique visant directement la mortification, programmée tous les trois mois, en février, avril, septembre et vers la Saint-Jean : la saignée ou minutio, pratiquée uniquement sur le sujet sain. C'est l'abbé qui désignait les frères à saigner par le minutor ; l'on prenait garde à ne pas saigner l'ensemble de l'effectif en même temps pour ne pas interrompre les exercices et travaux dans l'abbaye. En effet, la saignée réduisait le corps à un état de faiblesse, mais en être privé était considéré par les moines comme une punition. Le minutio était pratiqué dans un but purement moral et expiatoire, et non thérapeutique ou prophylactique. C’était pour le moine une occasion d'entrer en méditation, et un temps de pénitence, appelé jubilé du sang par Nicolas de Clairvaux.

### Fin de la vie du moine
Quand un frère malade entrait en agonie, d'autres frères répandaient des cendres par terre en forme de croix, la couvraient d'un linceul et déposaient le moribond dessus. L'on frappait alors la crécelle et sonnait les cloches pour appeler l'ensemble des religieux au chevet de leur confrère. Ils se prosternaient tout autour de lui et entamaient les sept psaumes pénitentiels. Quand le frère avait passé trépas, les moines chantaient le Subvenite, lavaient le corps et le transportaient à l'église, revêtu de l'habit monastique et le visage découvert. Jusqu'au moment de l'inhumation, plusieurs religieux se relayaient pour prier aux côtés du défunt. Avant l'enterrement, l'on chantait l'office des morts. On couvrait la figure du cadavre par sa capuche, et quatre frères le portaient au cimetière, où il était enterré directement dans la terre, sans cercueil.

## Les Cisterciens et la culture

### Manuscrits

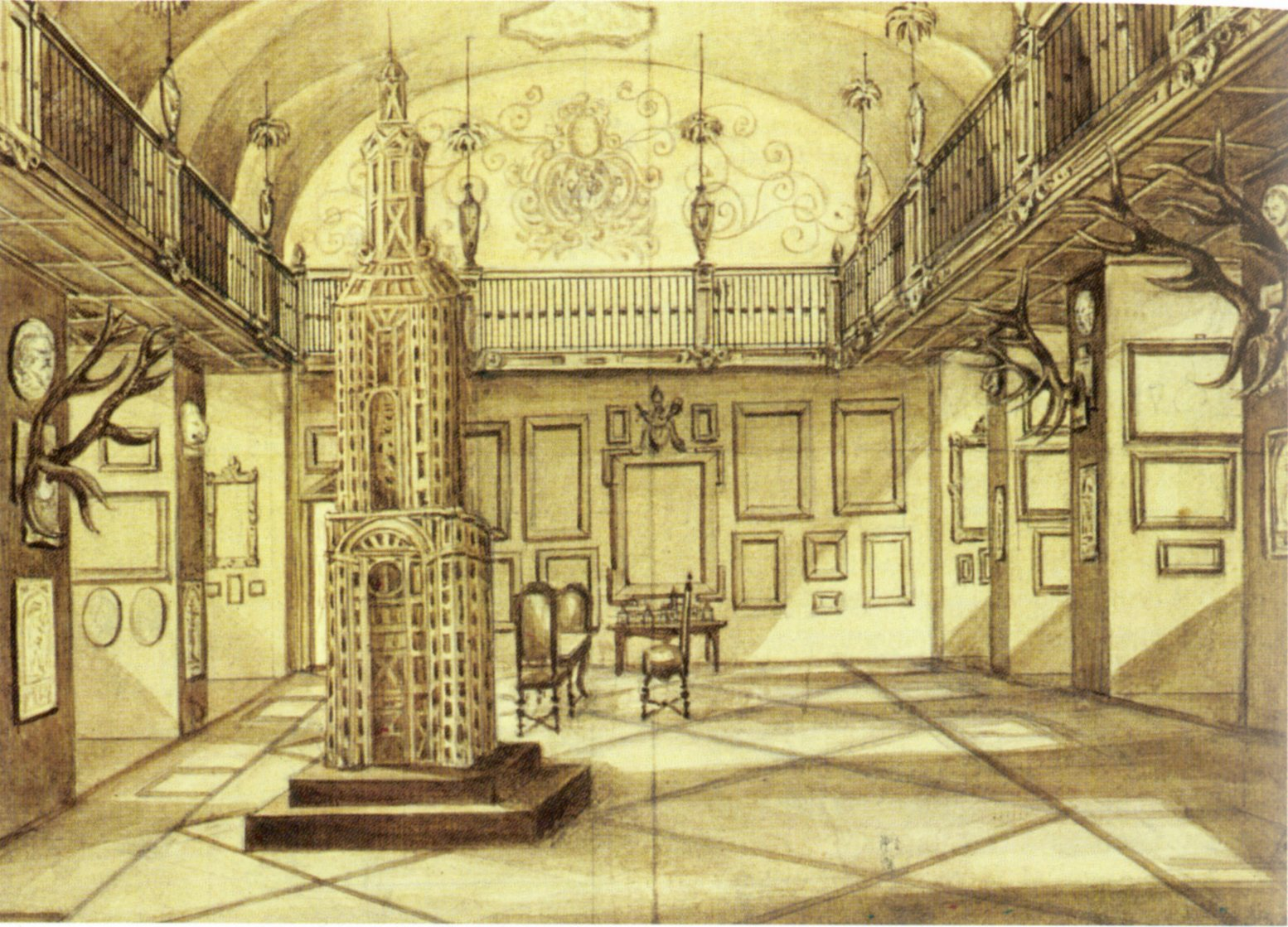
Bibliothèque de l'abbaye de Salem, v. 1880.

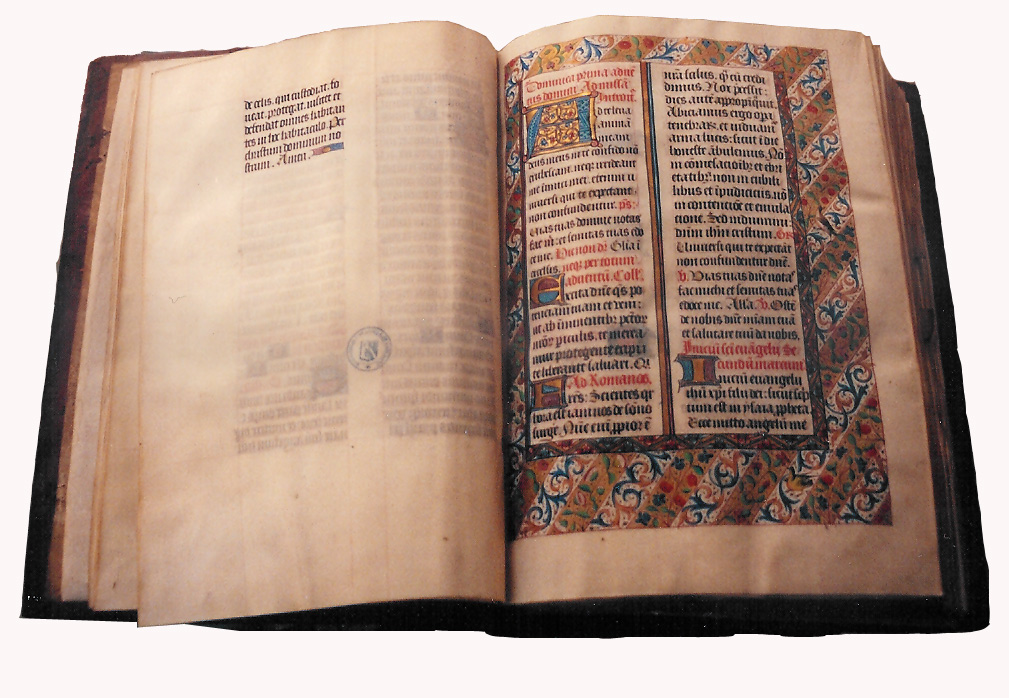
Manuscrit de l'abbaye de Morimond

L'une des principales activités des abbayes est la copie de manuscrits. Les moines blancs ne sont pas en reste. Il existe un véritable réseau d'échange qui permet aux abbayes de se procurer les textes dont elles ont besoin pour les copier. On trouve dans les grandes bibliothèques cisterciennes de Cîteaux, Clairvaux ou Pontigny, des Bibles, des textes des pères fondateurs de l'Église, des écrivains de la fin de l'Antiquité ou du début du Moyen Âge comme Boèce, Isidore de Séville ou Alcuin et certains historiens comme Flavius Josèphe. Plus rarement des textes d'auteurs classiques.
Ces grandes bibliothèques permettent aussi un travail plus critique sur ceux-ci. Ainsi, alors qu'au XIIIe siècle les grands correctoires bibliques (en) sont le fait surtout des dominicains et des franciscains, au XIIe siècle les deux plus grands travaux de critique textuelle sur la Bible sont le fait d'Étienne Harding (Bible de Cîteaux), abbé de Cîteaux, et de Nicolas Maniacoria (Suffraganeus Bibliothece).
Les moines de Cîteaux développent une calligraphie ronde, régulière et très lisible. Au début, les manuscrits sont décorés de motifs végétaux, de scènes de la vie quotidienne ou des travaux des champs, d'allégories sur le combat de la foi ou sur le mystère divin. La Vierge est particulièrement représentée. Mais sous l'impulsion de Bernard de Clairvaux, mû par un idéal d'austérité, un style plus épuré apparaît vers 1140. Il se caractérise par de grandes initiales peintes en camaïeu d'une seule couleur, sans représentation humaine ou animale ni utilisation d'or. Les Cisterciens développent donc un style dépouillé même si le souci esthétique demeure. Ils sont souvent d'ailleurs particulièrement exigeants en ce qui concerne la qualité des supports utilisés (vélin) ou les couleurs souvent obtenues à partir de pierres précieuses (lapis lazzuli).
Avec le développement de l'imprimerie à caractères mobiles, les livres deviennent omniprésents au sein des abbayes ; des bibliothèques autonomes sont élevées dans certaines abbayes et les collections d'ouvrages enflent considérablement entre les XIVe et XVe siècles. Au XVIe siècle, la bibliothèque de Clairvaux compte 18 000 manuscrits et 15 000 imprimés.

### Une culture tournée vers Dieu

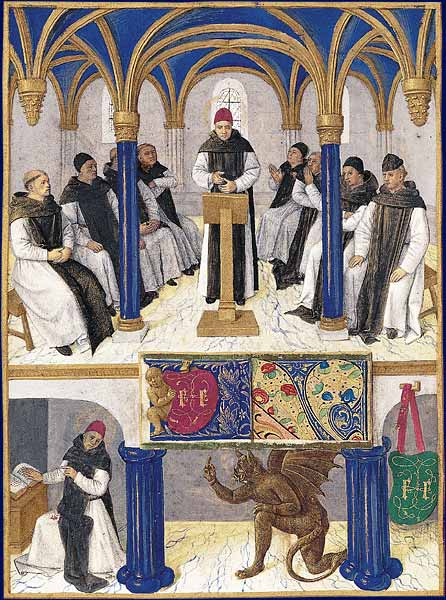
Saint Bernard enseignant dans la salle capitulaire.

L'ordre primitif ne tourne jamais le dos aux études, mais il s'inscrit au départ dans un courant d'opposition aux villes, principaux lieux de savoir. En effet, les échanges intellectuels au sein des villes permettent un foisonnement d'idées dont certaines sont autant de provocations pour l'austère Bernard de Clairvaux. Par exemple les Goliards critiquent ouvertement la société tripartite et particulièrement les religieux ; ils n'hésitent pas à remettre en cause le mariage. Saint Bernard tout comme Pierre de Celles — autre penseur cistercien — s'oppose fermement aux universités naissantes : la vie intellectuelle citadine peut détourner de la glorification de Dieu. Saint Bernard et Saint Norbert sont d'ailleurs les principaux persécuteurs d'Abélard.
« Fuyez du milieu de Babylone, fuyez et sauvez vos âmes. Volez tous ensemble vers les villes du refuge (les monastères), où vous pourrez vous repentir du passé, vivre dans la grâce pour le présent et attendre avec confiance l'avenir. Tu trouveras bien plus dans les forêts que dans les livres. Les bois et les pierres t'apprendront plus que n'importe quel maître. » Bernard de Clairvaux.
À compter de la fin du XIIe siècle, du fait de l'engagement pastoral et de l'engagement prédicant, certains établissements se tournent vers l'étude des questions du temps. Les Cisterciens restent cependant, aux yeux des autres ordres et notamment des dominicains, des « simples » peu versés dans les études spéculatives. Face à ces attaques, certaines abbayes s'aventurent davantage dans les sciences théologiques et des bibliothèques cisterciennes respectables voient le jour, ainsi celles des abbayes de Signy et de Clairvaux. Des contacts fructueux se nouent avec les milieux universitaires parisiens et des frères sont installés à Paris pour suivre les cours de théologie. Il y a là une rupture avec l'idéal de renoncement au monde, manquement souvent dénoncé par les contemporains. Des chroniqueurs et des exégèses de renom se forment à l'école cistercienne. Cependant, la réflexion intellectuelle des Cisterciens tend vers l'édification d'une spiritualité mystique et non vers la coquetterie et l'érudition. Guillaume de Saint-Thierry, fin théologien, abbé bénédictin de Saint-Thierry ayant renoncé à sa charge pour devenir simple moine cistercien à Signy, est un des représentants les plus éminents de cette école dite mystique spéculative.

### Universités

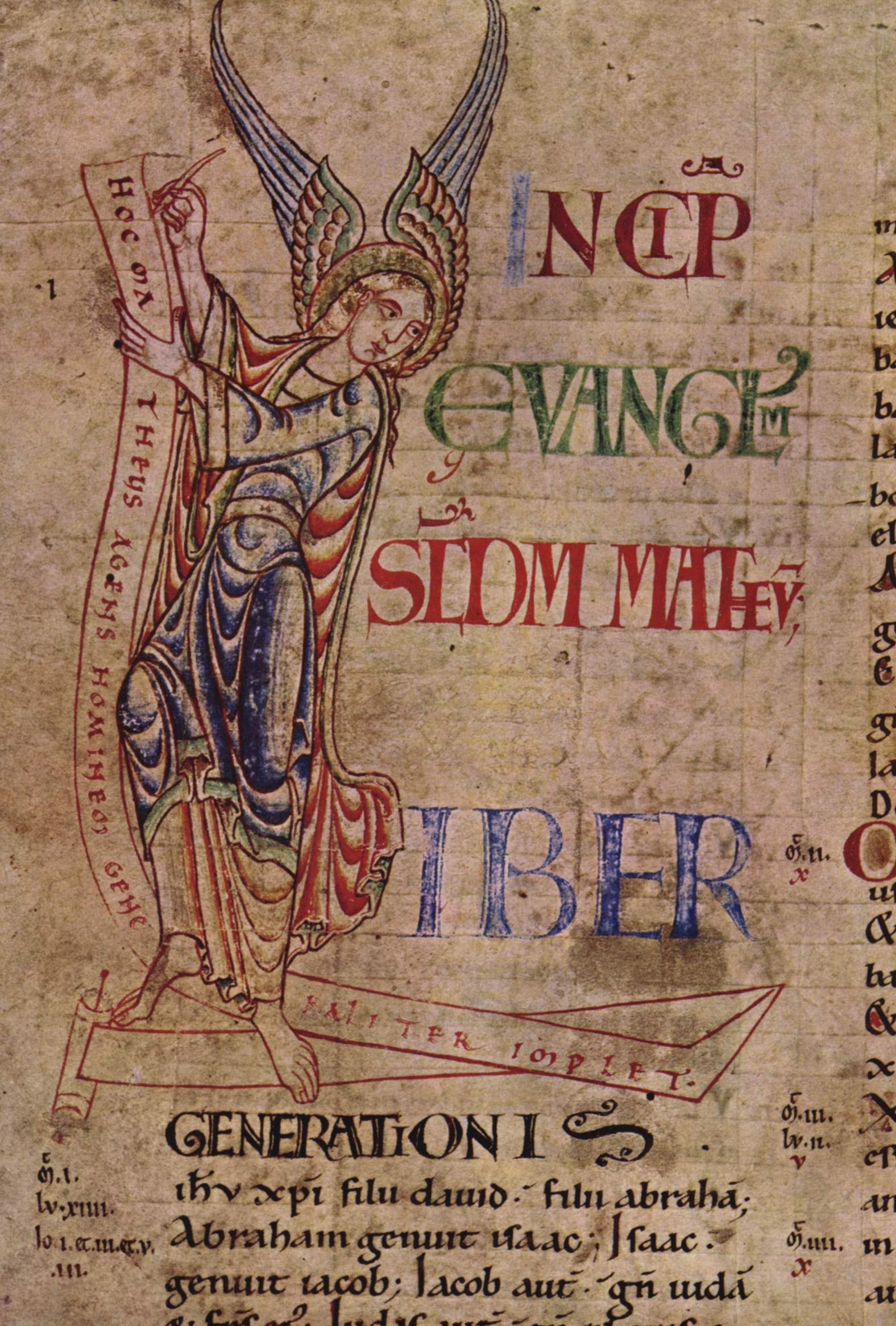
Bible dite d'Étienne Harding.

Avec le développement des universités, le niveau culturel s'accroît et les Cisterciens doivent s'impliquer dans la formation de leurs jeunes moines. Il faut aussi les loger dans les villes universitaires. Les moines Blancs fondent alors des collèges à Paris, Toulouse, Metz et Montpellier.
En 1237, l'abbaye de Clairvaux est la première à envoyer de jeunes frères étudier à Paris. Ils sont tout d'abord logés dans une maison du Bourg Saint-Landry. Mais leur nombre s'accroissant, en 1247, ils s'établissent dans le quartier du Chardonnet et deux ans plus tard entreprennent la construction d'un collège. Grâce à l'appui papal, les terres insalubres à proximité de la Bièvre sont rachetées et il y est érigé un collège. Il est racheté en 1320 par le Chapitre général de l'ordre. Ce Collège des Bernardins est ouvert aux étudiants de l'ensemble de l'ordre. Prévu à l'origine pour accueillir une vingtaine d'étudiants, le Collège des Bernardins, forme entre le XIIIe et le XVe siècle, plusieurs milliers de jeunes moines cisterciens, l'élite de leur ordre, venus du nord de la France, de Flandre, d'Allemagne et d'Europe centrale pour étudier la théologie et la philosophie.
En 1334, Jacques Fournier, ancien étudiant du Collège Saint-Bernard, reçu docteur en théologie vers 1314, devient pape à Avignon, sous le nom de Benoît XII. Cet ancien abbé de Fontfroide promulgue en 1355 la Constitution Fulgens sicut stella matutina, ou Benedictina qui règle les rapports qu'entretient l'ordre avec les études intellectuelles. Les monastères de plus de quarante frères doivent adresser deux de leurs membres aux Collèges de Paris, d'Oxford, de Toulouse, Montpellier, de Bologne ou de Metz. Les Cisterciens s'intègrent parfaitement aux exigences du règne de la scolastique.
À l'époque moderne, la culture humaniste gagne les monastères ce qui provoque l'opposition des principaux tenants de la réforme au XVIIe siècle. Ainsi au XVIIIe siècle, « de nombreux novices et moines vont étudier dans les universités et, d'une façon générale, les religieux s'adonnent beaucoup à la lecture, peut-être parce qu'ils sont désœuvrés ». Les Cisterciens se dirigent plus particulièrement vers les œuvres regardant la liturgie, la musique sacrée ou l'érudition à l'exemple de Ferdinando Ughelli, abbé de Tre Fontane à Rome et de Pierre Le Nain, sous-prieur de la Trappe, auteur d'un Essai sur l'histoire de l'Ordre de Cîteaux.

## Art cistercien
L'art cistercien est en accord avec leur spiritualité : il doit être une aide pour le cheminement intérieur des moines. En 1134, lors d'une réunion du Chapitre général de l'ordre, Bernard de Clairvaux qui est au sommet de son influence, recommande la simplicité dans toutes les expressions de l'art. Dès lors, les Cisterciens vont développer un art dépouillé et souvent monochrome.

### Architecture

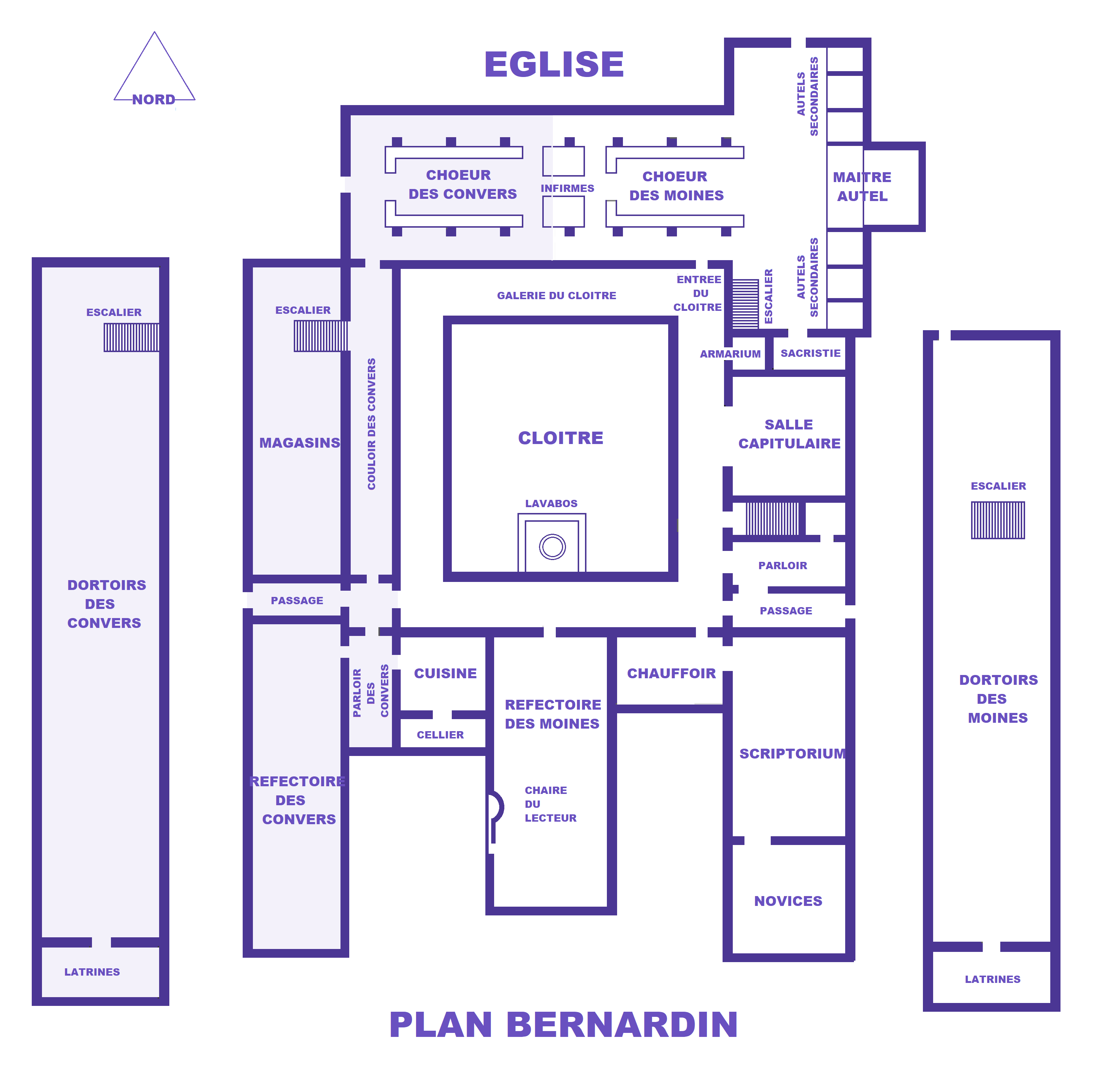
Plan Bernardin

Les abbayes cisterciennes se distinguent initialement par la simplicité et la sobriété de l'architecture et des ornements. En 1134, le Chapitre général prescrit une série de mesures concernant l'art sacré, les lieux saints ne devant recevoir aucun décor sculpté ou orné. La couleur doit être réservée aux enluminures.
Les abbayes cisterciennes connaissent l'évolution de l'architecture romane vers le gothique (arc brisé) et se caractérisent par un grand dépouillement des lignes et de la décoration. Les oculi des abbatiales reçoivent des vitres blanches sans croix et sans couleurs. Aux tympans des portails et aux chapiteaux des églises, pas de sculptures, car rien ne doit détourner la pensée de l'idée de Dieu.
Le Chapitre général de 1135, sous l'influence de Bernard de Clairvaux, est très directif sur les contraintes architecturales : il s'agit de traduire la Règle bénédictine dans l'espace. On doit respecter le carré monastique (le cloître issu de la Villa romaine). Les architectes cisterciens bâtissent leur plan sur des considérations fonctionnelles liées aux aménagements hydrauliques, la lumière ou les matériaux disponibles dans la région, mais en respectant les recommandations de Bernard de Clairvaux qui a défini les bâtiments nécessaires pour servir Dieu selon la Règle : l'oratoire, le réfectoire, le dortoir, l'hôtellerie et la porterie.
Au XIIe siècle, le roman a atteint sa maturité, mais, à partir de la seconde moitié du siècle, les Cisterciens vont commencer la transition vers le gothique. Les maîtres d'œuvre cisterciens doivent concilier les exigences de construction en pierre pour limiter les risques d'incendie, de constructions élevées et lumineuses (en accord avec leur spiritualité), sans augmenter démesurément le coût des chantiers. La croisée d'ogives permet de répondre à ce triple défi : moins consommatrice en pierre que la voûte romane, elle en augmente la hauteur.
Le succès financier de l'ordre entraîne une multiplication des chantiers et les bâtiments conventuels commencent à recevoir des ornements de plus en plus nombreux. Dès les années 1170, les principaux couvents reçoivent des parures et parfois s'agrandissent d'un déambulatoire. Les vitraux et les pavements se font plus luxueux. Les bâtiments gagnent en verticalité. L'art cistercien trouve un prolongement au XIIe siècle dans l'art des cathédrales, comme en témoigne le chantier de la cathédrale de Laon.

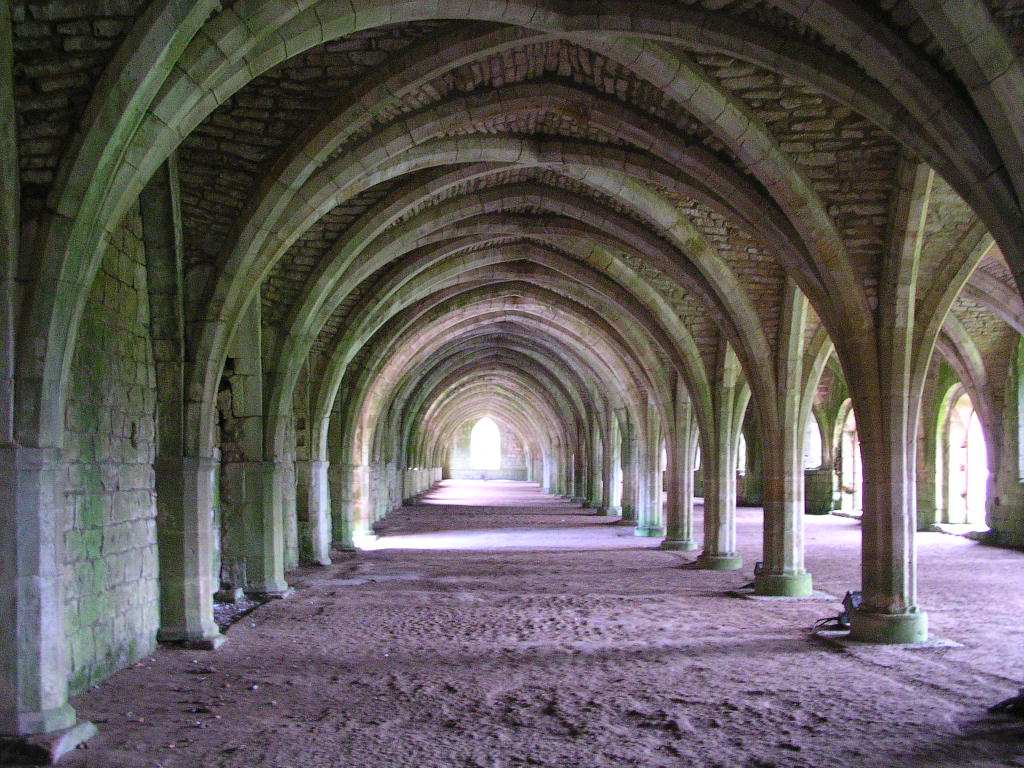
Réfectoire de l'abbaye de Fountains (Yorkshire)
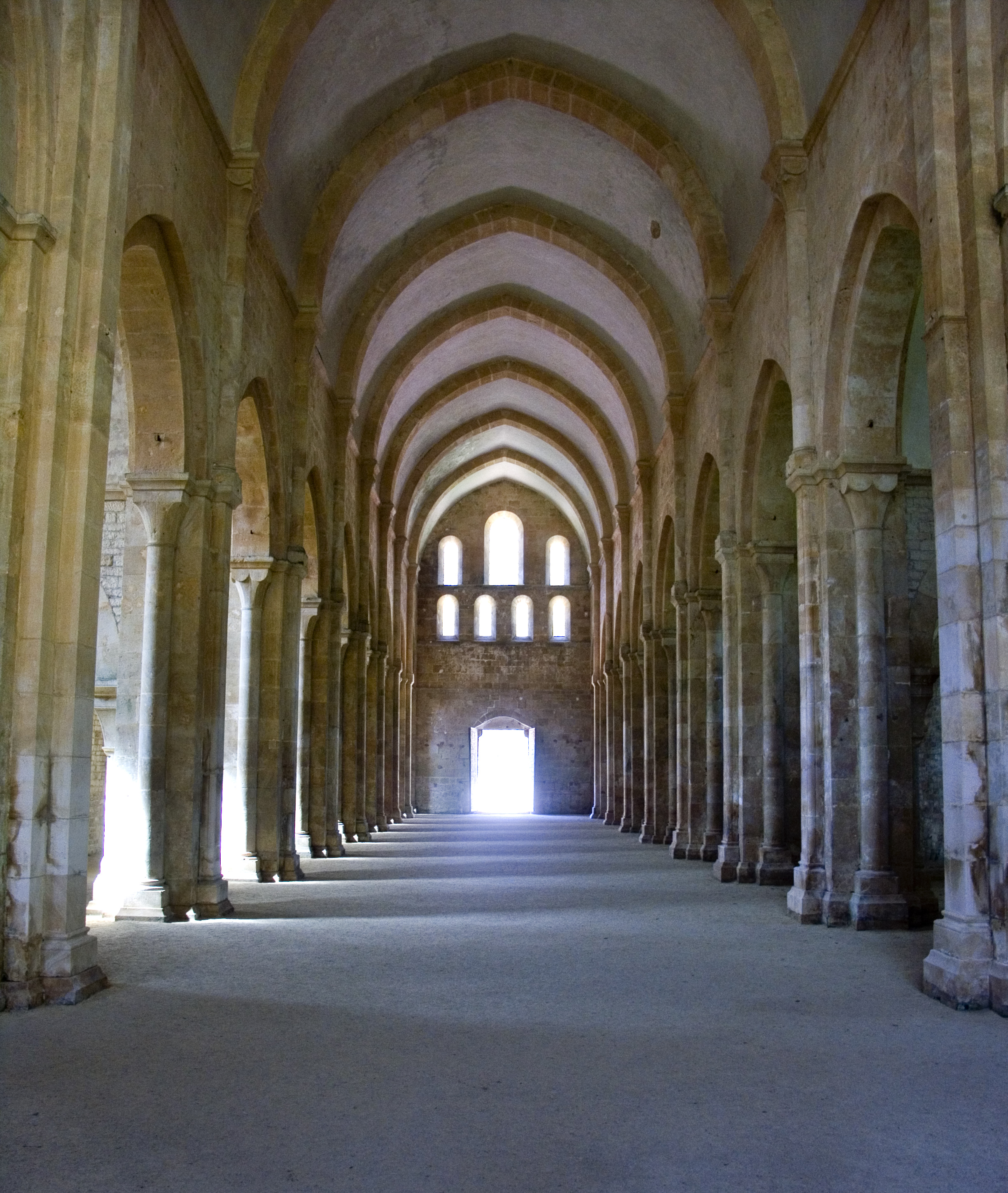
Arcs brisés de l'église abbatiale de Fontenay
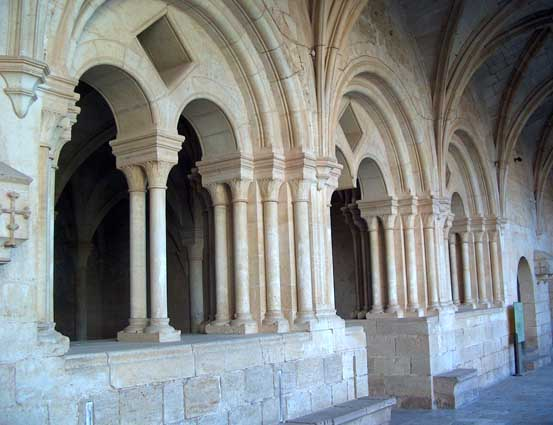
Salle capitulaire de l'abbaye de Santes Creus (Catalogne)

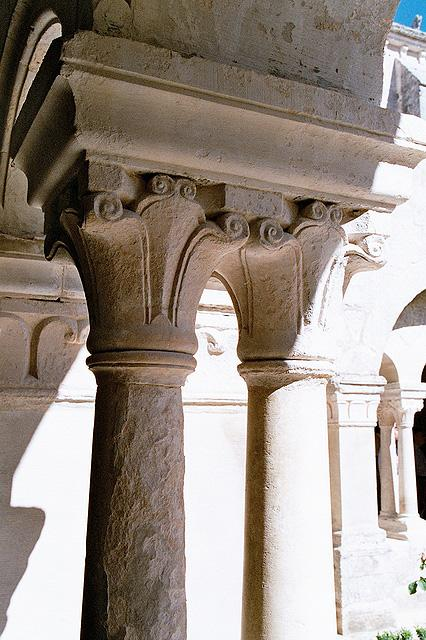
Cloître de l'abbaye de Sénanque (Vaucluse), chapiteau orné
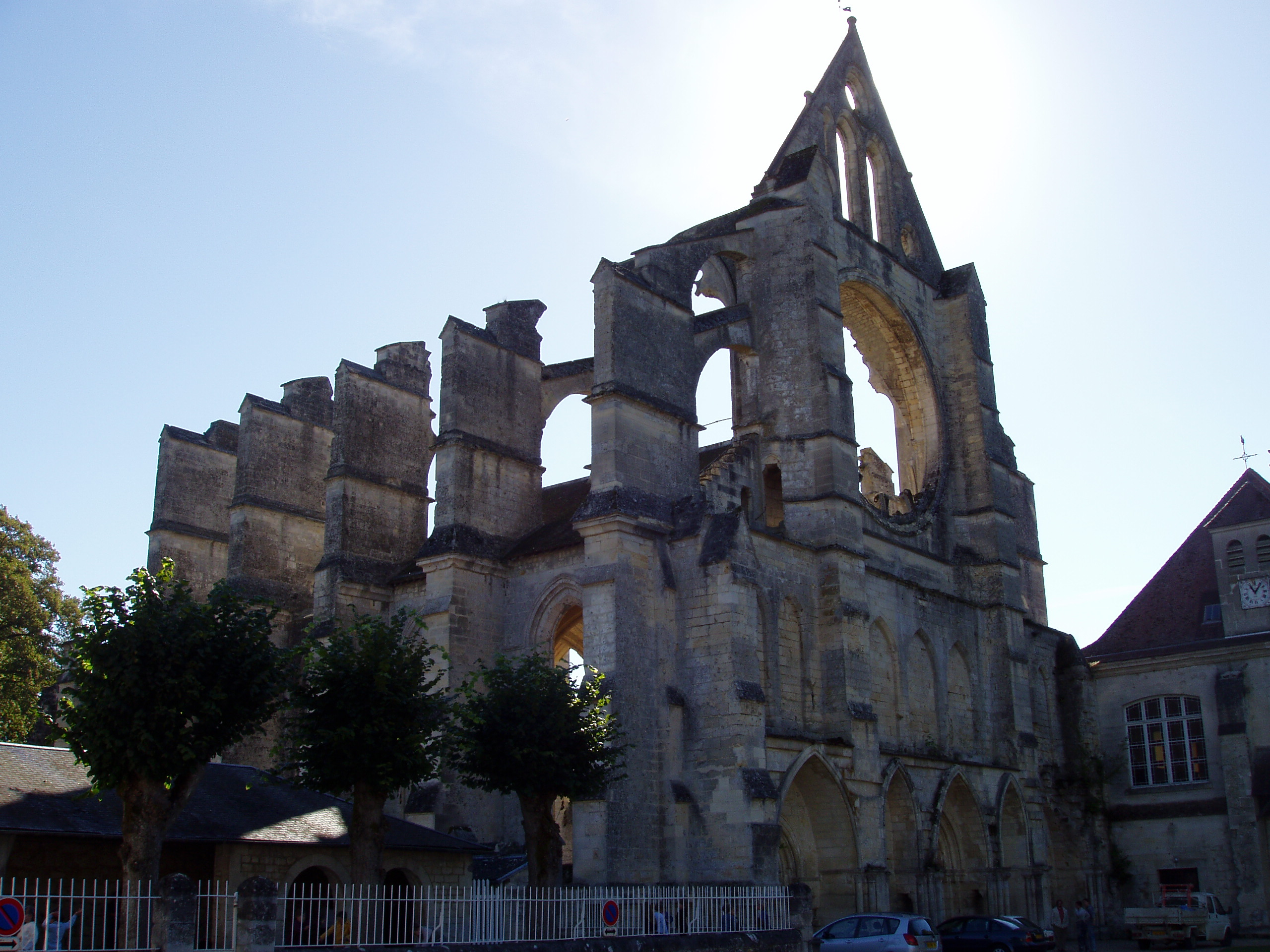
Abbaye Notre-Dame de Longpont (Aisne)
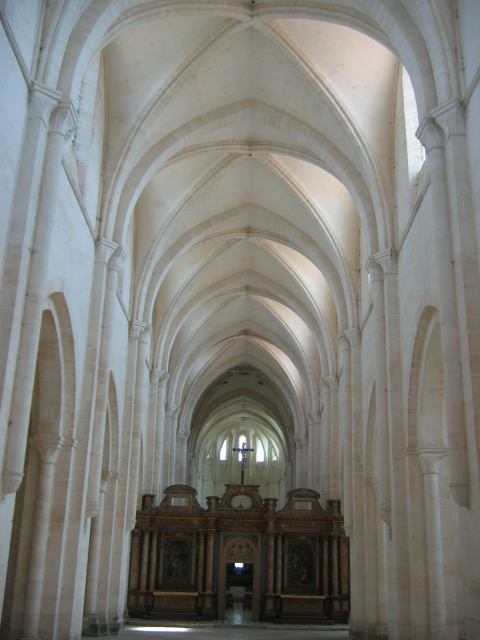
Nef de l'église abbatiale de Pontigny (Yonne), croisée d'ogives

### Vitraux

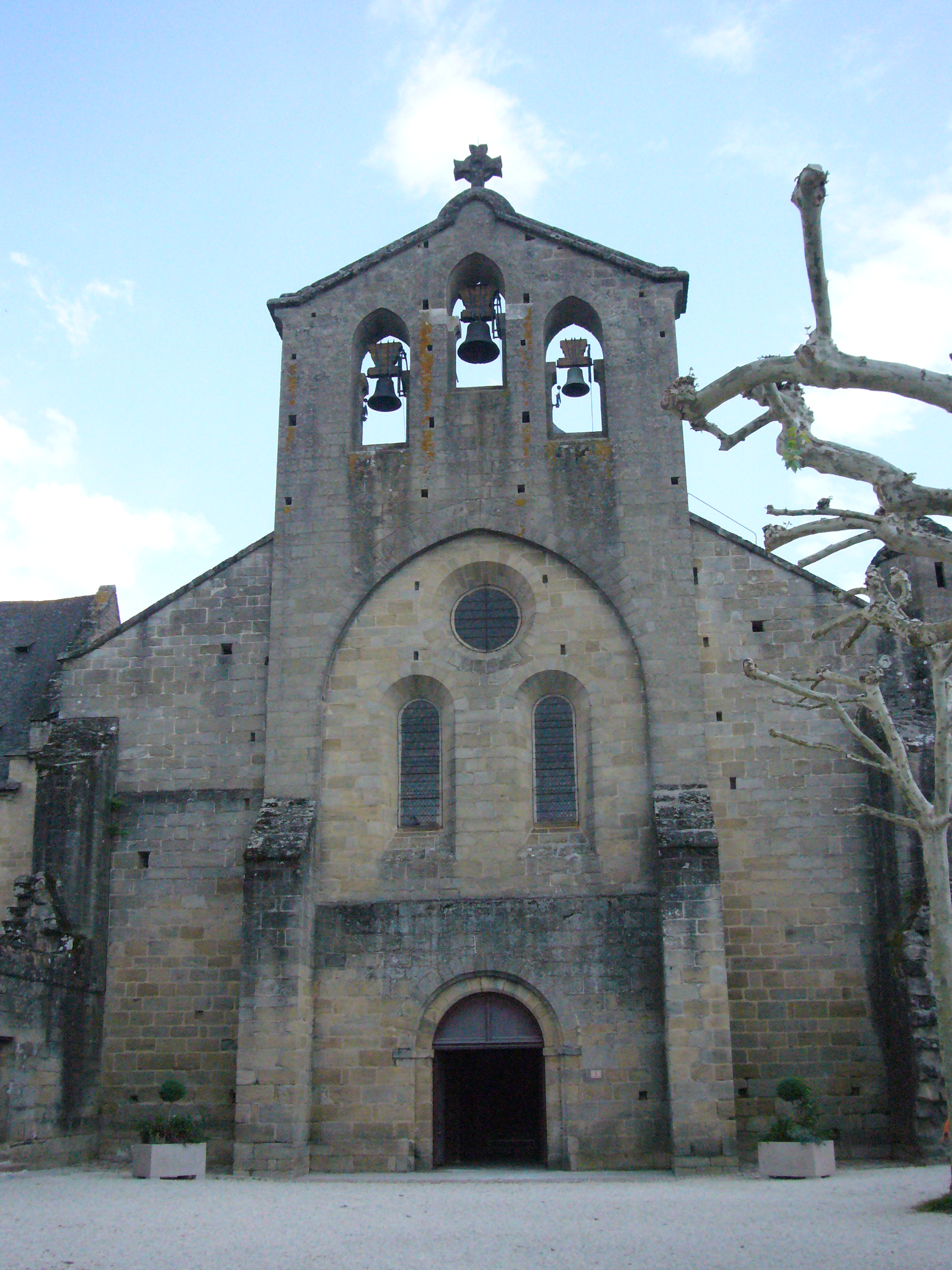
Église abbatiale d'Obazine

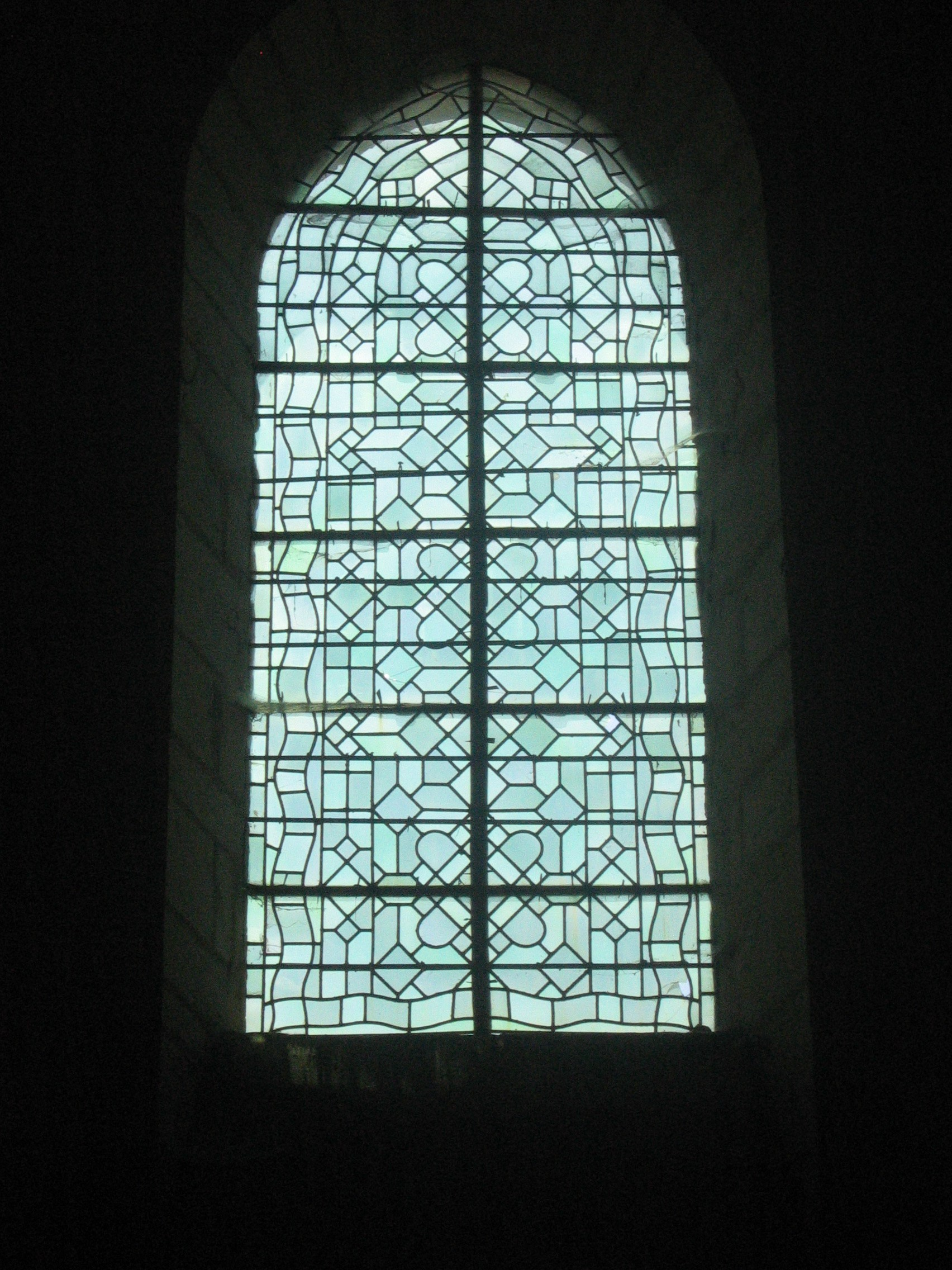
Vitraux de l'abbaye de Pontigny

En 1150, une ordonnance stipule que les vitraux doivent être « albae fiant, et sine crucibus et pricturis », blancs, sans croix ni représentations. Motifs géométriques et végétaux sont les seules représentations : palmettes, résilles, entrelacements qui peuvent rappeler l'exigence de régularité prônée par saint Bernard. Ainsi jusqu'au milieu du XIIIe siècle, les vitraux cisterciens sont exclusivement des verrières dites « en grisaille » dont les motifs s'inspirent de pavements romans. Les vitraux blancs dominent ; moins coûteux, ils correspondent aussi à un usage métaphorique comme certains ornements végétaux. Les abbayes de La Bénisson-Dieu (La Bénisson-Dieu, Loire), d'Obazine (Aubazine, Corrèze), de Santes Creus (Catalogne), de Pontigny et de Bonlieu sont représentatives de ce style et de ces techniques. Des fours à verres sont présents dans le temporel des cisterciens dès le XIIIe siècle.
L'apparition du verre figuré décoratif dans les églises cisterciennes coïncide avec le développement du mécénat et des donations aristocratiques. Au XVe siècle, le vitrail cistercien perd sa spécificité et rejoint par son aspect les créations de la plupart des édifices religieux contemporains.

### Carreaux

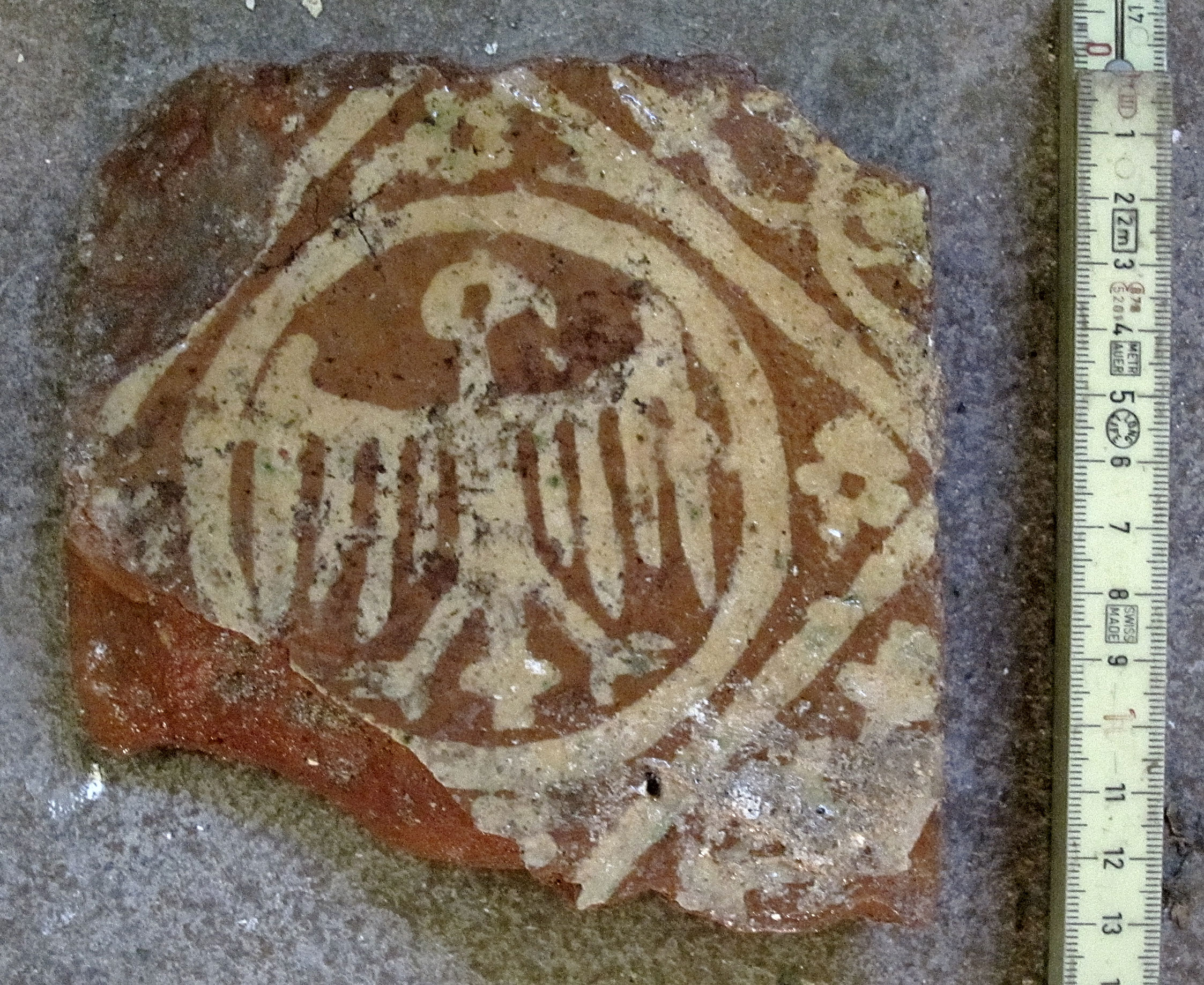
Carreau provenant de l'ancienne abbaye de Bellevaux, Haute-Saône.

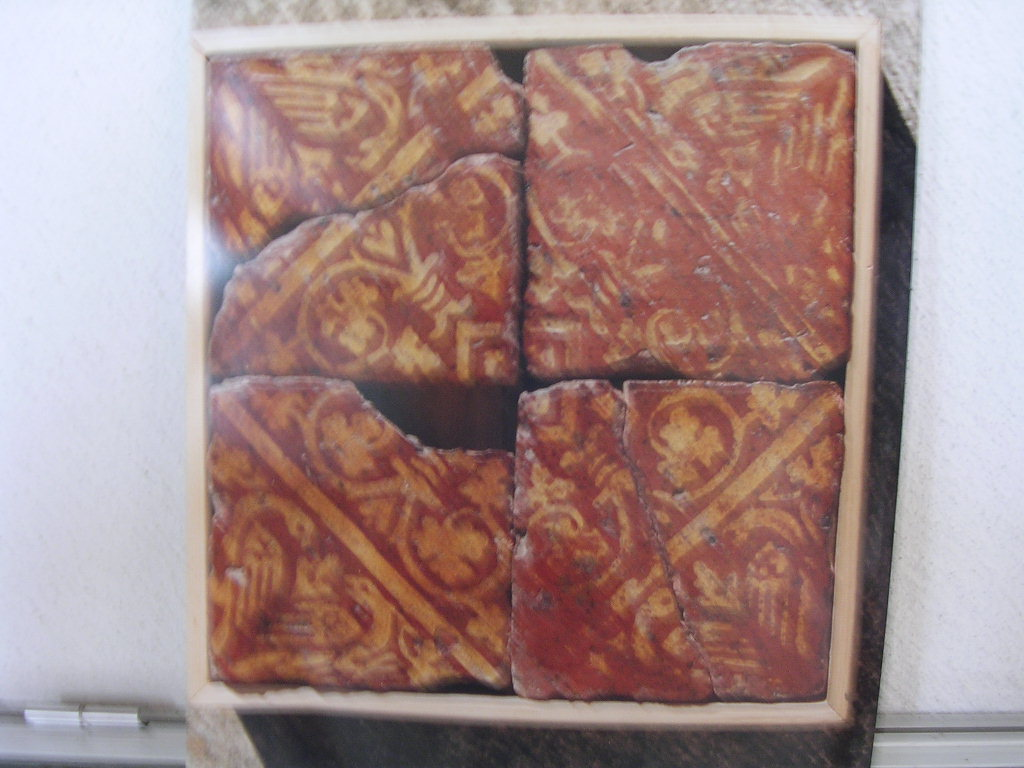
Carreau décoré provenant des vestiges de l'Abbaye de Tart, Côte-d'Or

Pour les monastères cisterciens qui vivent en relative autarcie, l'usage des carreaux d'argile plutôt que de dallages en pierre ou en marbre s'impose. Les moines blancs développent une grande maîtrise de ce procédé, d'autant qu'ils sont capables de les fabriquer en masse grâce à leurs fours. Des carreaux à motifs géométriques apparaissent à la fin du XIIe siècle. Les décorations sont obtenues par estampage : sur l'argile encore malléable, on appose un tampon de bois qui imprime en creux le motif. Sur le relief en creux on appose une barbotine d'argile blanche et le carreau est soumis à une première cuisson. Un revêtement vitrifiable est ensuite apposé. Il protège le carreau et rehausse les couleurs. L'assemblage des carreaux permet d'obtenir des combinaisons complexes de motifs géométriques. Celles-ci sont parfois jugées trop esthétiques vis-à-vis des préceptes de simplicité et de dépouillement de l'ordre. En 1205, l'abbé de Pontigny est condamné par le Chapitre général pour avoir réalisé des parements trop somptueux. En 1210, l'abbé de Beauclerc se voit reprocher d'avoir laissé ses moines perdre leur temps à réaliser un pavement « trahissant un degré non convenable d'insouciance et d'intérêt curieux ».

## Ordre cistercien, moteur des évolutions techniques

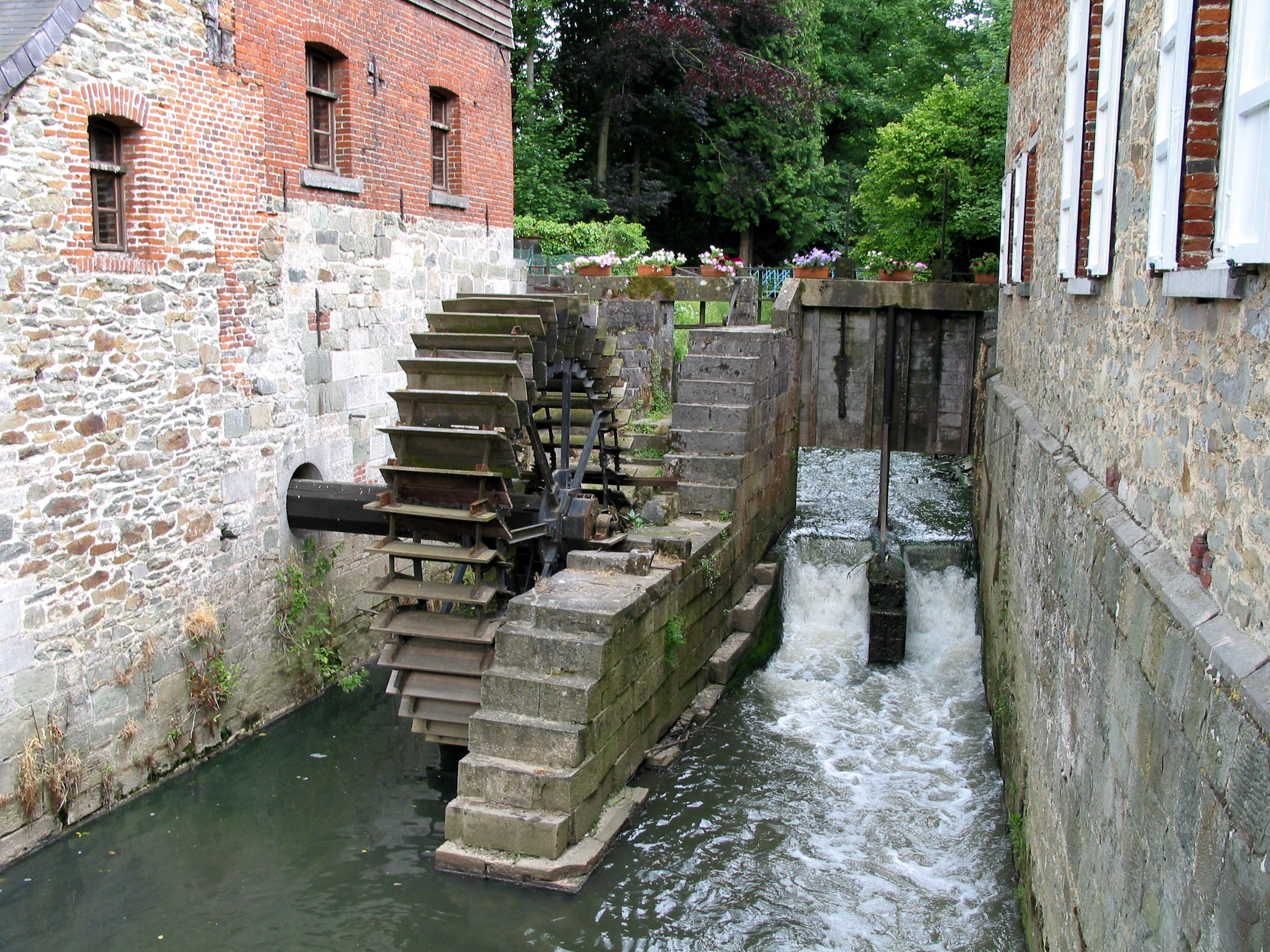
Moulin hydraulique de Braine-le-Château XIIe siècle.

Du XIe au XIIIe siècle une véritable révolution industrielle s'opère dans l'Occident médiéval. Elle est portée par la monétarisation croissante de l'économie depuis l'introduction du denier d'argent par les Carolingiens au VIIIe siècle, qui permet l'introduction de millions de producteurs et de consommateurs dans le circuit commercial. Les paysans commencent à pouvoir revendre leur surplus ; ils sont donc, désormais, intéressés à produire au-delà de ce qui est nécessaire à leur subsistance et au paiement des droits seigneuriaux. Il devient dès lors plus rentable pour les propriétaires, ecclésiastiques ou laïcs, de prélever une redevance à des paysans auxquels ils ont confié des terres, que de faire cultiver leurs terres par des esclaves ou des serfs (qui disparaissent en Occident). Pour augmenter encore cette productivité ils investissent dans des équipements qui l'améliorent, fournissant des charrues, construisant des moulins à eau en remplacement des meules à bras, des pressoirs à huile ou à vin en remplacement du foulage. Ce phénomène est attesté par la multiplication des moulins, des routes, des marchés et des ateliers de frappe de monnaie dans tout l'Occident dès le IXe siècle.
Les abbayes sont souvent le fer de lance de cette révolution économique, mais pour les Clunisiens, le travail manuel est avilissant et ils se consacrent le plus possible à des activités spirituelles. Dans l'esprit des Cisterciens, qui refusent de devenir des rentiers du sol, le travail manuel est au contraire valorisé. Plutôt que confier leur domaine foncier à des tenanciers, ils participent eux-mêmes au travail de la terre. Bien entendu, leurs obligations liturgiques occupent une grande partie de leur temps, mais ils sont suppléés par les frères convers qui sont plus spécifiquement chargés des tâches matérielles (en 1200, une abbaye comme Pontigny compte deux cents moines et cinq cents convers ; à Clairvaux, les moines disposaient de 162 stalles, 328 étaient réservées au convers). Dès lors qu'ils sont eux-mêmes impliqués dans le travail manuel et qu'ils ont pour idéal de rendre la terre la plus féconde possible, les Cisterciens vont s'ingénier à améliorer les techniques dans toute la mesure du possible.
Les progrès se transmettent entre abbayes par le biais de manuscrits ou par le déplacement de moines. Les frères convers, dont une partie vit en dehors de l'abbaye dans les "granges", participent à la diffusion des améliorations techniques auprès des populations locales : les Cisterciens sont des vecteurs de première importance dans la révolution industrielle du Moyen Âge. L'ordre apparaît comme une véritable puissance économique. La véritable envolée se produit entre 1129 et 1139 et un tel dynamisme suscite bien des problèmes : incorporation de monastères qui gardent un coutumier non conforme à l'esprit de la Charte de Charité, choix d'implantations difficiles, difficultés pour les abbayes-mères de pouvoir effectuer les visites annuelles, danger des prélèvements trop fréquents d'effectifs qui épuisent les abbayes-mères.
Si les Cisterciens savent innover, ils utilisent aussi parfois des techniques très anciennes. De nombreuses églises cisterciennes bénéficient d'une excellente acoustique qui n'est pas due au hasard : plusieurs (comme Melleray, Loc-Dieu, Orval…) utilisent la technique des vases acoustiques décrite par Vitruve, ingénieur romain du Ier siècle av. J.-C.; des études contemporaines ont démontré que ces vases, répartis dans les murs et les voûtes, amplifient le son dans la gamme de fréquences de la voix des moines ; et d'autres procédés réduisent l'écho.

### Progrès agricoles

#### Amélioration des ressources agricoles

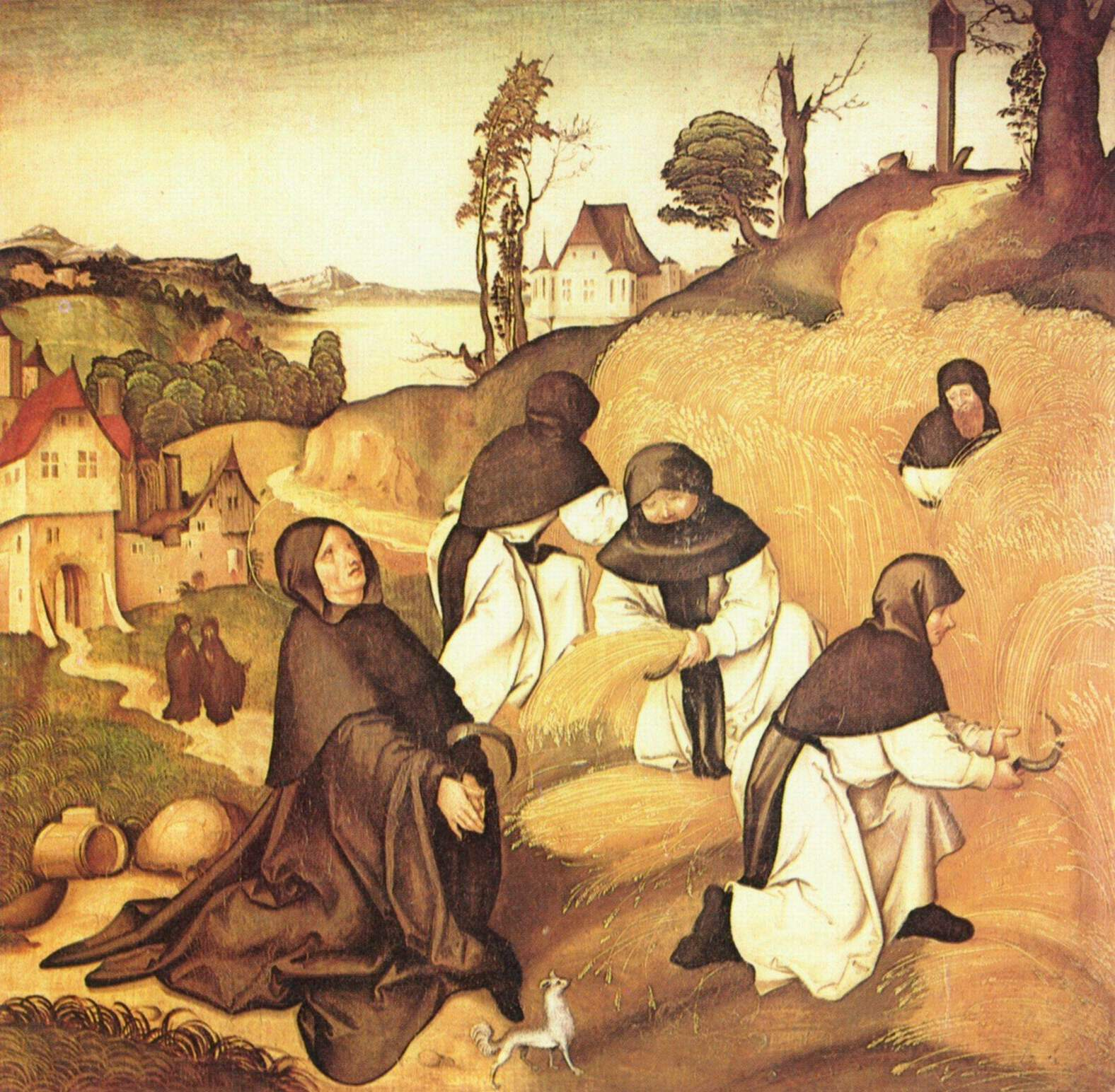
Cisterciens travaillant aux champs.

Les Cisterciens n'occupent qu'une part modérée dans les défrichages qui marquent la croissance économique et démographique médiévale. Ils s'attachent plus à valoriser des terres à l'écart des grandes agglomérations naissantes, en reprenant souvent un capital foncier ancien tombé en déshérence. Ils n'hésitent pas à racheter des villages préexistants quitte à en chasser les occupants pour les réorganiser différemment suivant leurs propres règles d'exploitation.
En général, ils exploitent au mieux les ressources locales en valorisant les forêts plutôt qu'en les détruisant. Cependant, il existe des abbayes dont les moines participent au grand élan de défrichage médiéval. Sur les territoires actuels de l'Autriche et de l'Allemagne, ils font reculer le front forestier vers l'est ; sur la côte flamande, l'abbaye des Dunes parvient à conquérir 10 000 hectares sur l'eau et le sable ; en région parisienne ils transforment des marécages en terres de paissance ou sur la côte atlantique en marais salant. Mais défricher n'est pas leur objectif premier, il est un moyen parmi d'autres de s'établir là où il y a encore de la place pour y mener une politique d'autarcie économique. Ils sont ainsi pionniers dans l'élaboration au XIIIe siècle de règlements d'exploitation forestière. En effet, la forêt permet de s'approvisionner en bois de chauffage et de construction, en fruits et racines de toutes sortes. Les Cisterciens débroussaillent et rationalisent la coupe et la pousse des espèces. Par exemple, les chênes produisent des glands et permettent de faire paître les cochons.

#### Grange cistercienne

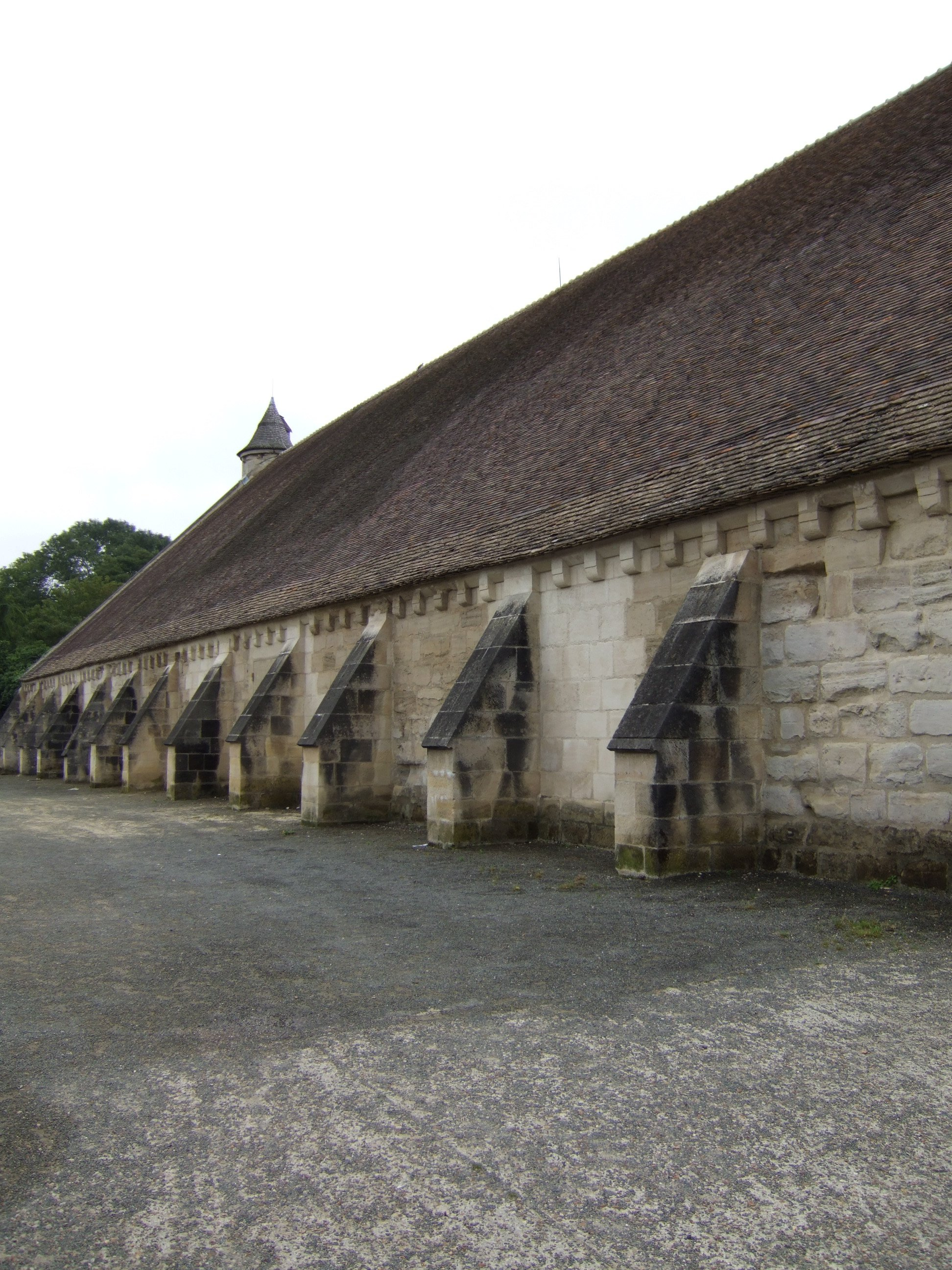
Grange de l'abbaye de Maubuisson.

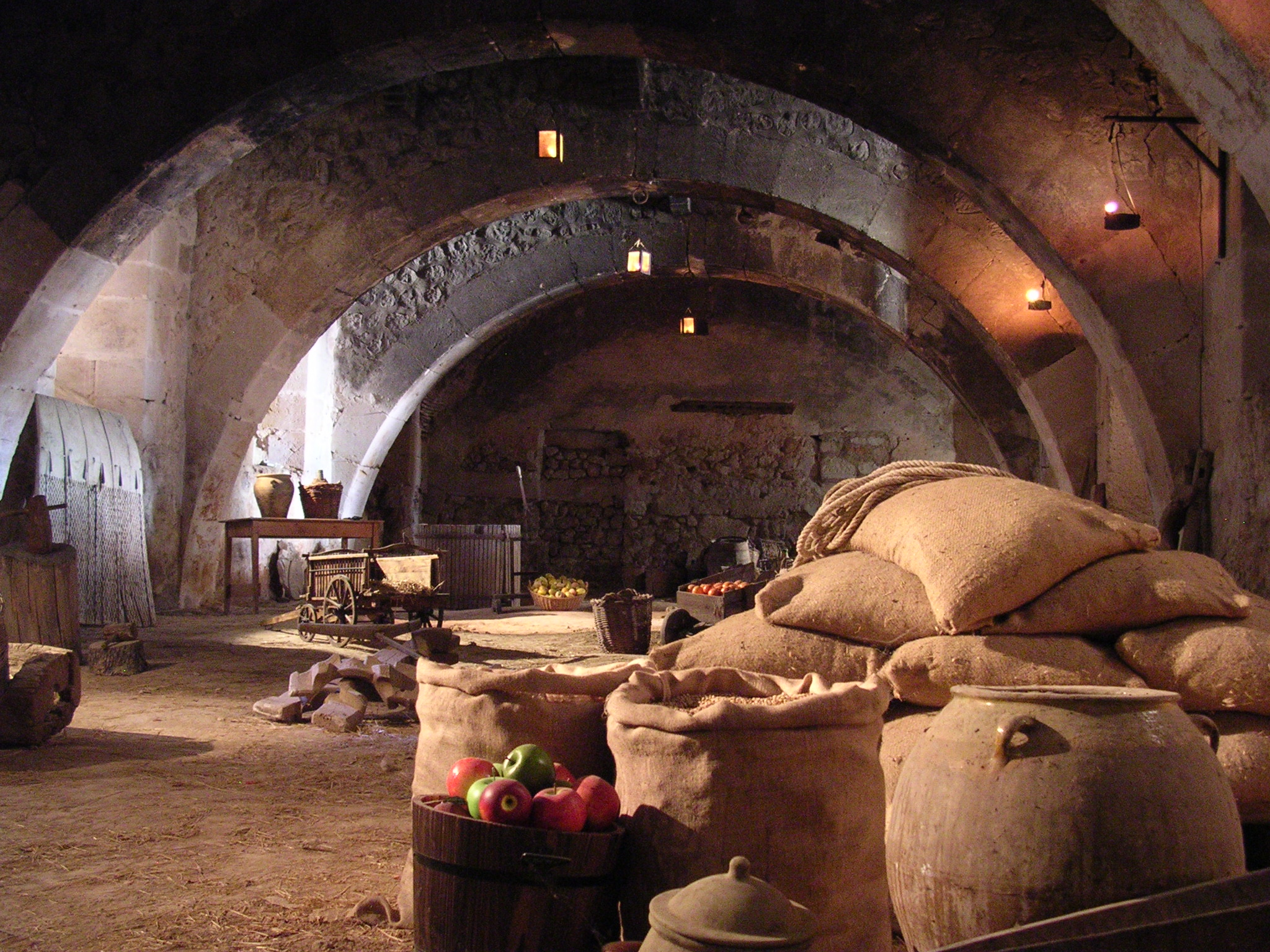
Réserve du monastère cistercien de Santa María de Huerta dans la province de Soria en Espagne.

Les Cisterciens n'inventent pas la rotation biennale, l'assolement triennal ou l'outillage agricole, mais savent, en observant les pratiques paysannes, créer de véritables fermes modèles : les granges cisterciennes. Il s'agit de domaines ruraux cohérents avec bâtiments d'exploitation et d'habitation regroupant des équipes de convers spécialisés dans une tâche et dépendants d'une abbaye mère. Les granges ne doivent pas être situées à plus d'une journée de marche de l'abbaye et la distance qui les sépare les unes des autres est d'au moins deux lieues (une dizaine de kilomètres).
Les granges cisterciennes développent les capacités de production agricole en introduisant une spécialisation de la main-d'œuvre. Chaque grange est exploitée par cinq à vingt frères convers (ce qui est un nombre idéal du point de vue de la gestion car au-delà d'une trentaine de personnes le simple sentiment de faire partie d'un groupe ne suffit plus à motiver toute la main-d'œuvre à la tâche), au besoin aidés d'ouvriers agricoles salariés et saisonniers. La production des granges est très largement supérieure aux besoins des abbayes qui revendent alors leurs surplus. Ces granges, parfois très importantes (des centaines d'hectares de terres, prés, bois), rassemblent près d'un million d'hectares. Ce système d'exploitation connaît aussitôt un succès énorme. Un siècle après la fondation de Cîteaux, l'ordre compte plus de mille abbayes, plus de six mille granges réparties dans toute l'Europe et jusqu'en Palestine.

#### Viticulture
Au Moyen Âge le vin, par sa teneur en alcool, est souvent plus salubre que l'eau et présente donc une importance vitale. Les moines blancs l'utilisent pour leur usage propre et surtout pour la liturgie. De par son usage sacré, ils manifestent une exigence qualitative. Les Cisterciens se font céder une vigne pour chaque abbaye afin qu'elle puisse couvrir ses besoins propres. Ils choisissent des sols propices sur des pentes ayant une orientation garantissant un bon ensoleillement, utilisent pour faire mûrir leurs vins en isothermie, les carrières de pierres creusées pour l'édification de leurs abbayes.
Ils développent une production de qualité qui n'est vouée au commerce qu'à partir de 1160 dans les régions favorables à une production massive comme en Bourgogne. Leur très performante organisation commerciale leur permet d'exporter leur vin jusqu'en Scandinavie et en Frise.
On sait que les moines de Cîteaux furent propriétaires de vignes à Meursault après donation par Eudes Ier de Bourgogne en 1098 (l'année même de leur installation) à leur abbé Robert de Molesme. Actuellement leur importance dans la création des grands crus bourguignons est modérée, car les techniques employées ne diffèrent pas de celles des autres producteurs. D'autre part, les critères recherchés étaient à l'époque très différents des normes actuelles en œnologie et on ne sait pas s'ils produisaient du vin blanc, du vin rouge ou du clairet.

#### Sélection des espèces

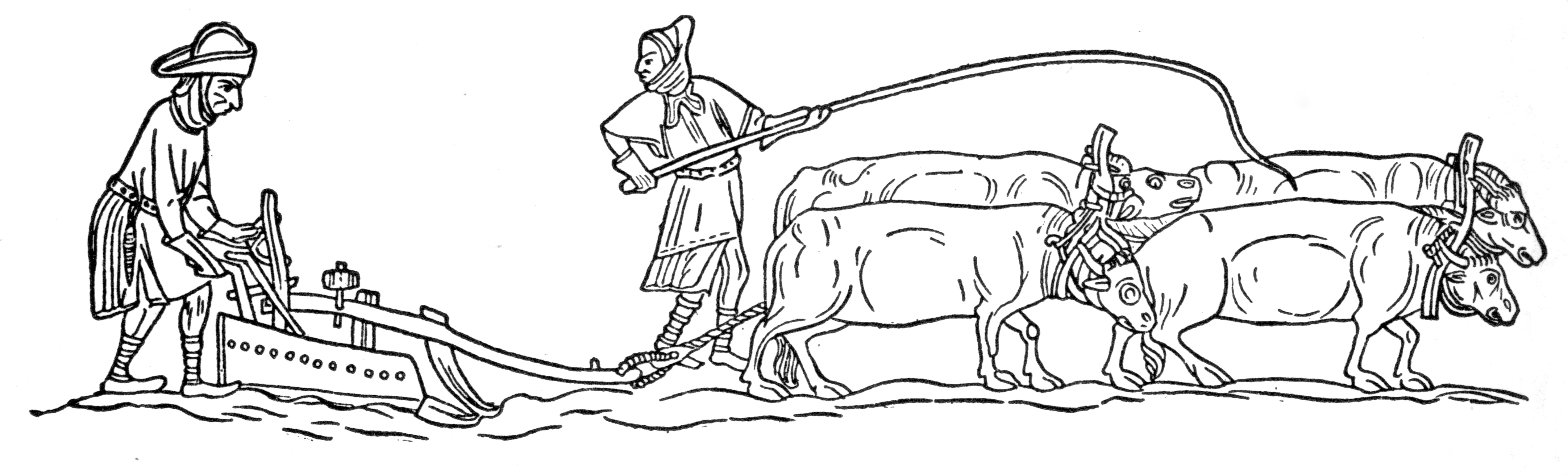
Labours à la charrue. Gravure d'après enluminure.

L'élevage est une source de produits alimentaires (viandes, laitages fromages), mais aussi de fumure et de matières premières pour l'industrie du vêtement (laine, cuir) et des produits manufacturés (parchemins, corne). Bernard de Clairvaux charge des moines de son abbaye de ramener des buffles mâles du royaume d'Italie, pour pratiquer des croisements. La même pratique est utilisée pour la sélection de chevaux qui, plus légers, permettent de travailler des sols bruns dans lesquels le bœuf s'embourbe. Les Cisterciens permettent ainsi avant tout le monde de mettre en culture des terres considérées jusqu'alors comme inexploitables.
De la même manière, les Cisterciens jouent un rôle majeur dans la réputation de la laine anglaise qui est la matière première la plus importante de l'industrie médiévale. Elle est indispensable aux drapiers Flamands et aux commerçants italiens dont l'une des activités principales est la coloration des draps (en 1273, les éleveurs anglais tondent 8 millions de bêtes, ce qui correspond à 3 500 tonnes de laine exportées !). La taxe sur la laine est la première ressource fiscale pour le roi d'Angleterre. Les acheteurs italiens et flamands cherchent à signer des contrats avec des moines cisterciens spécialisés dans l'élevage ovin, car leurs animaux soigneusement sélectionnés offrent tous les gages de qualité. De plus, l'organisation extrêmement centralisée des monastères cisterciens leur permet de n'avoir qu'un interlocuteur même pour des volumes de transactions extrêmement importants (l'abbaye de Fountains dans le comté d'York élève jusqu'à 18 000, Rievaulx 14 000, Jervaulx 12 000).
Leur règle limitant la quantité de viande dans l'alimentation, les Cisterciens développent la pisciculture dans les milliers d'étangs créés par les retenues d'eau des nombreux barrages et digues qu'ils construisent pour irriguer leurs terres et leurs monastères. L'introduction de la carpe en Occident est parallèle à l'expansion de l'ordre. Les moines blancs maîtrisent le cycle de reproduction de la carpe : ils construisent des étangs peu profonds et ombragés destinés à faire croître les jeunes carpeaux (alevinières), ces derniers étant transférés dans des étangs plus profonds où ils sont pêchés en fin de croissance. La production est très largement supérieure aux besoins des abbayes, aussi une grande partie est revendue.

### Progrès techniques

#### Génie hydraulique

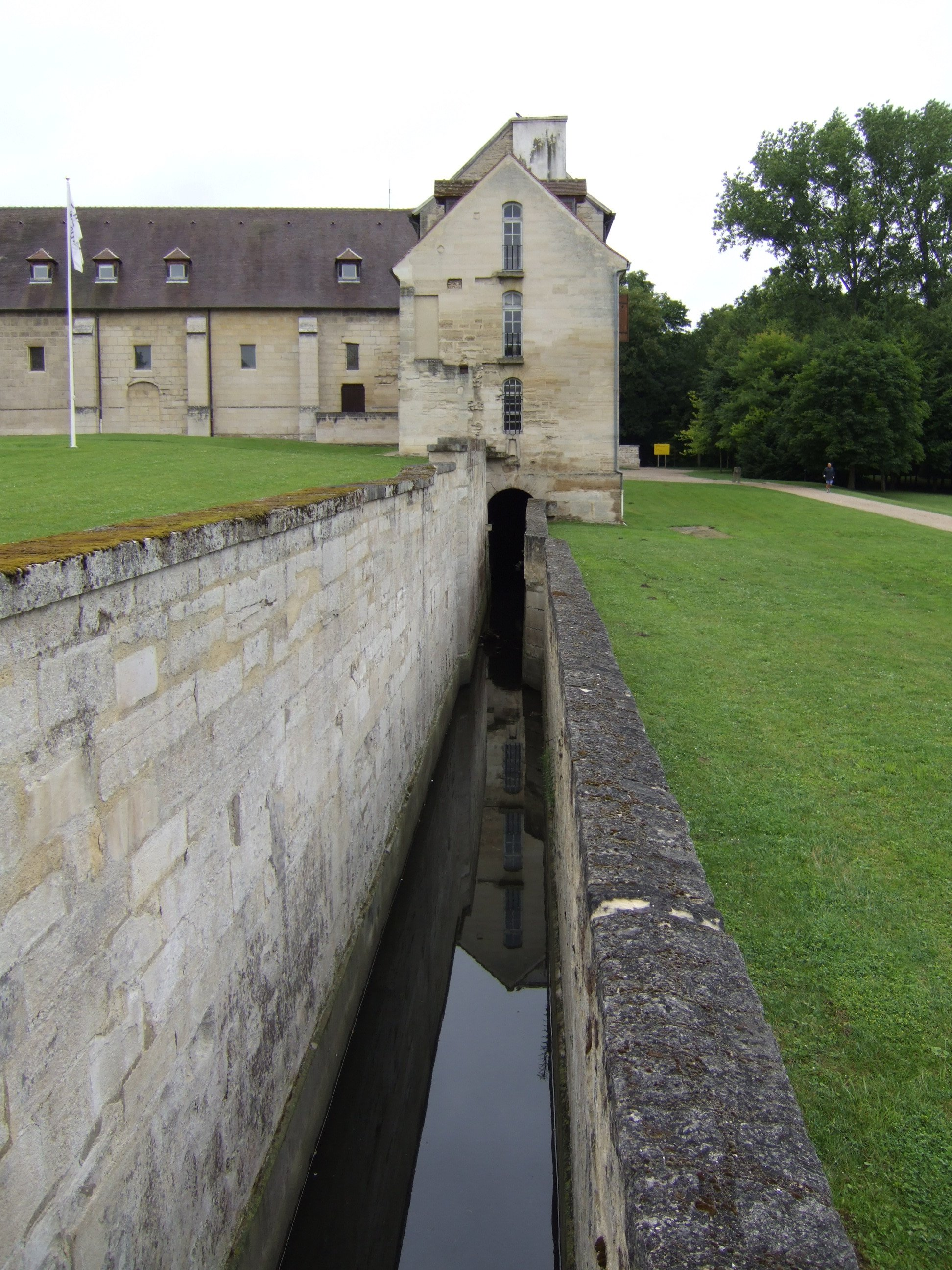
Le bâtiment des latrines et le fossé d'assainissement de l'abbaye de Maubuisson

La règle bénédictine veut que chaque monastère dispose d'eau et d'un moulin. L'eau permet de boire, se laver, évacuer ses déchets et abreuver les troupeaux. Au-delà, les besoins en eau répondent à des nécessités liturgiques et industrielles. Cependant, il faut éviter les risques d'inondations, et le lieu choisi est souvent en légère surélévation : il faut donc amener le précieux liquide. Les Cisterciens s'établissent dans des lieux reculés où il faut faire transiter l'eau sur une grande distance, ou au contraire dans des zones marécageuses qu'ils assèchent en réalisant des barrages en amont. Ils se spécialisent dans le génie hydraulique, construisant barrages et chenaux. Dès 1108, la croissance de la population monastique de Cîteaux oblige les frères à déplacer l'abbaye de 2,5 kilomètres pour s'établir au confluent de la Vouge et du Coindon. En 1206, il faut encore augmenter le débit hydraulique et un bief de quatre kilomètres est creusé.
Mais les capacités de la Vouge - qui n'est qu'un petit cours d'eau -, sont vite dépassées. Les moines s'attaquent à un chantier encore plus important : détourner la Cent-Fonts, qui assurerait un débit minimal de 320 litres par seconde. Les moines doivent négocier le passage au duc de Bourgogne et au chapitre de Langres. Le chantier est énorme, car, en plus du canal de dix kilomètres à creuser, il faut réaliser un aqueduc, le pont des Arvaux, de cinq mètres de haut afin de permettre le passage du canal au-dessus de la rivière Varaude. Mais le résultat est à la hauteur des efforts engagés : le potentiel énergétique de l'abbaye augmente considérablement avec une chute d'eau de 9 mètres. Au moins un moulin et une forge sont installés sur le nouveau bief.

La Cent-Fonts et le pont des Arvaux
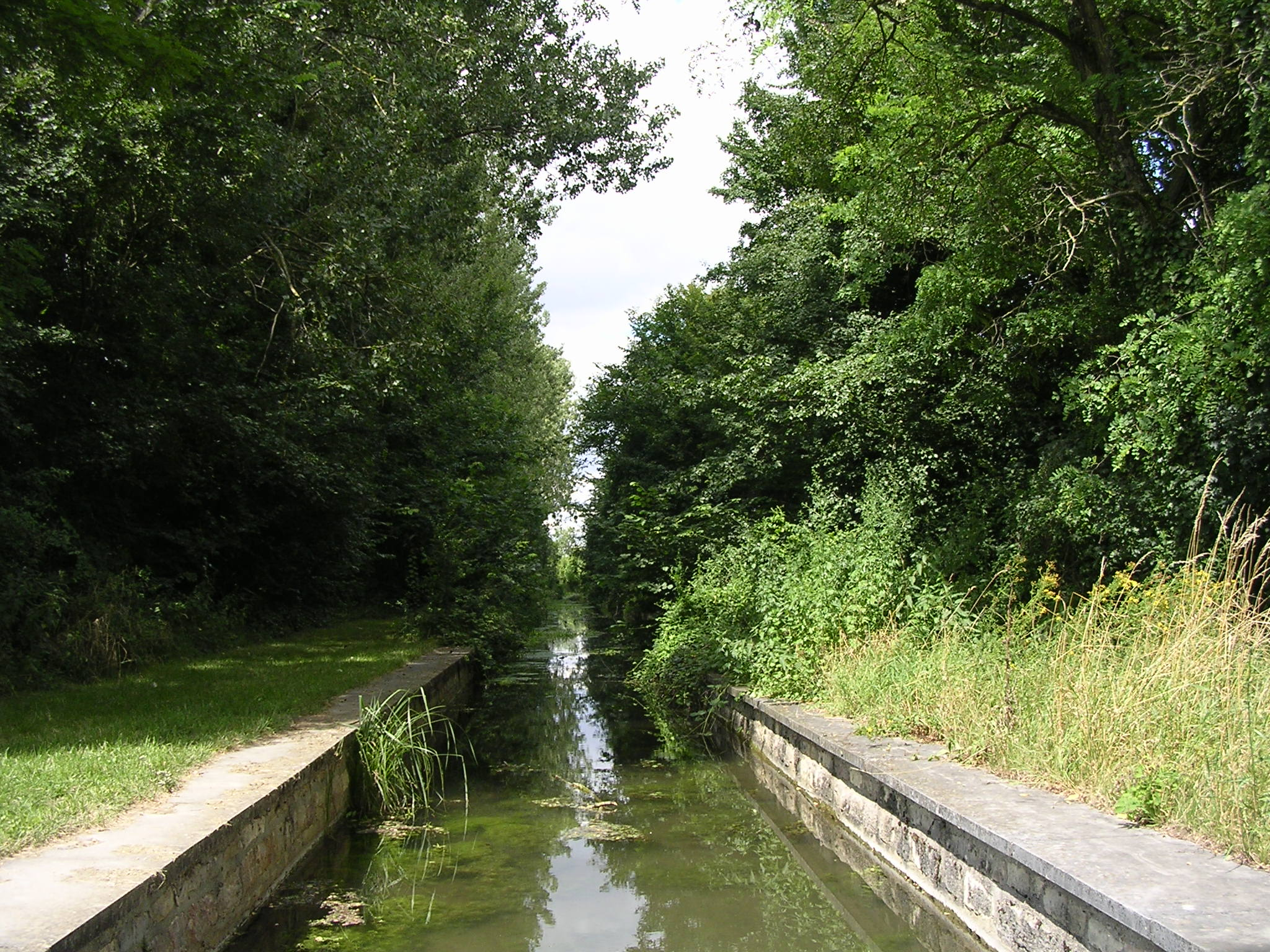
La Cent-Fonts canalisée au-dessus du pont des Arvaux
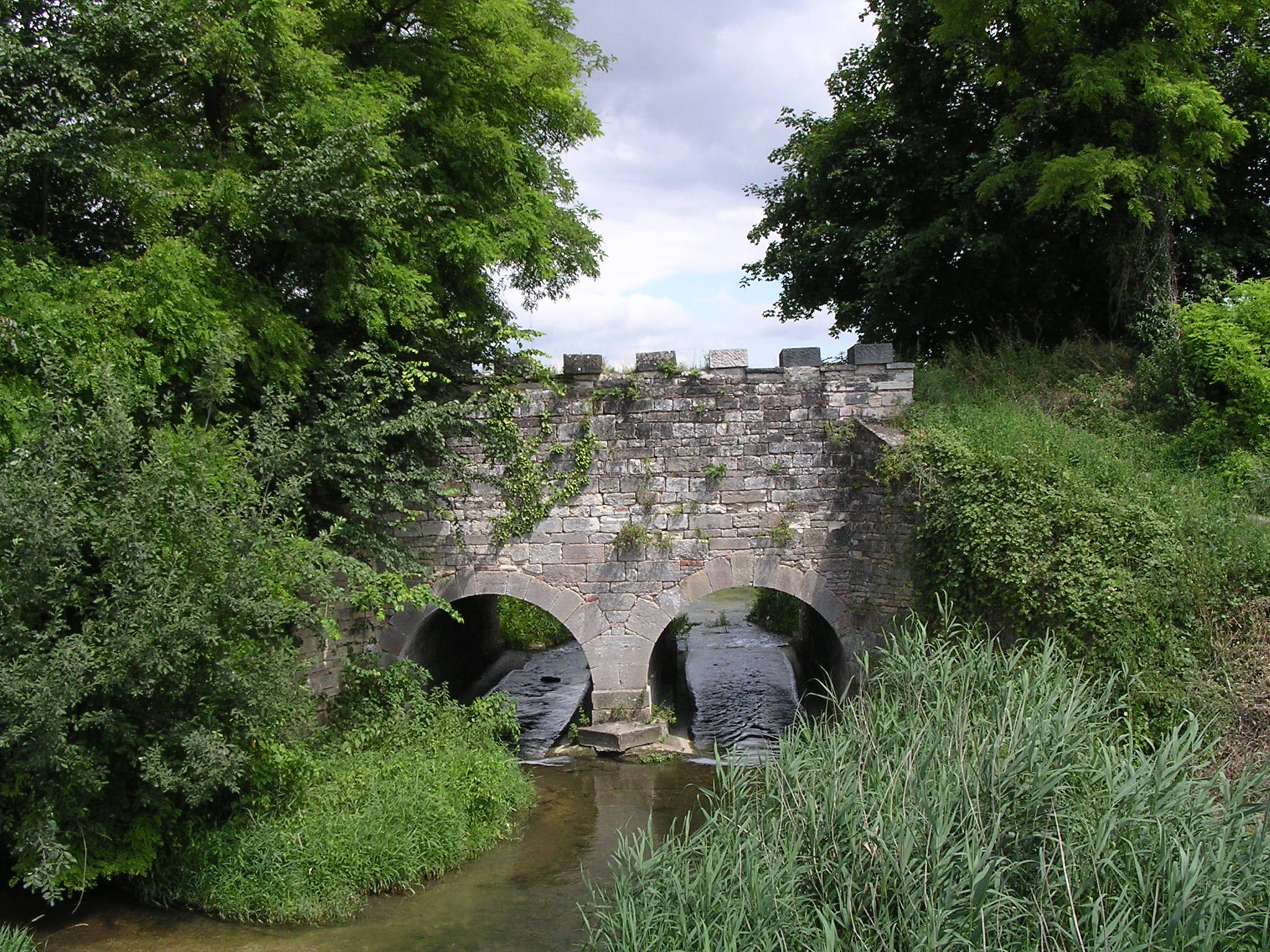
Le pont aqueduc des Arvaux côté amont à la Varaude
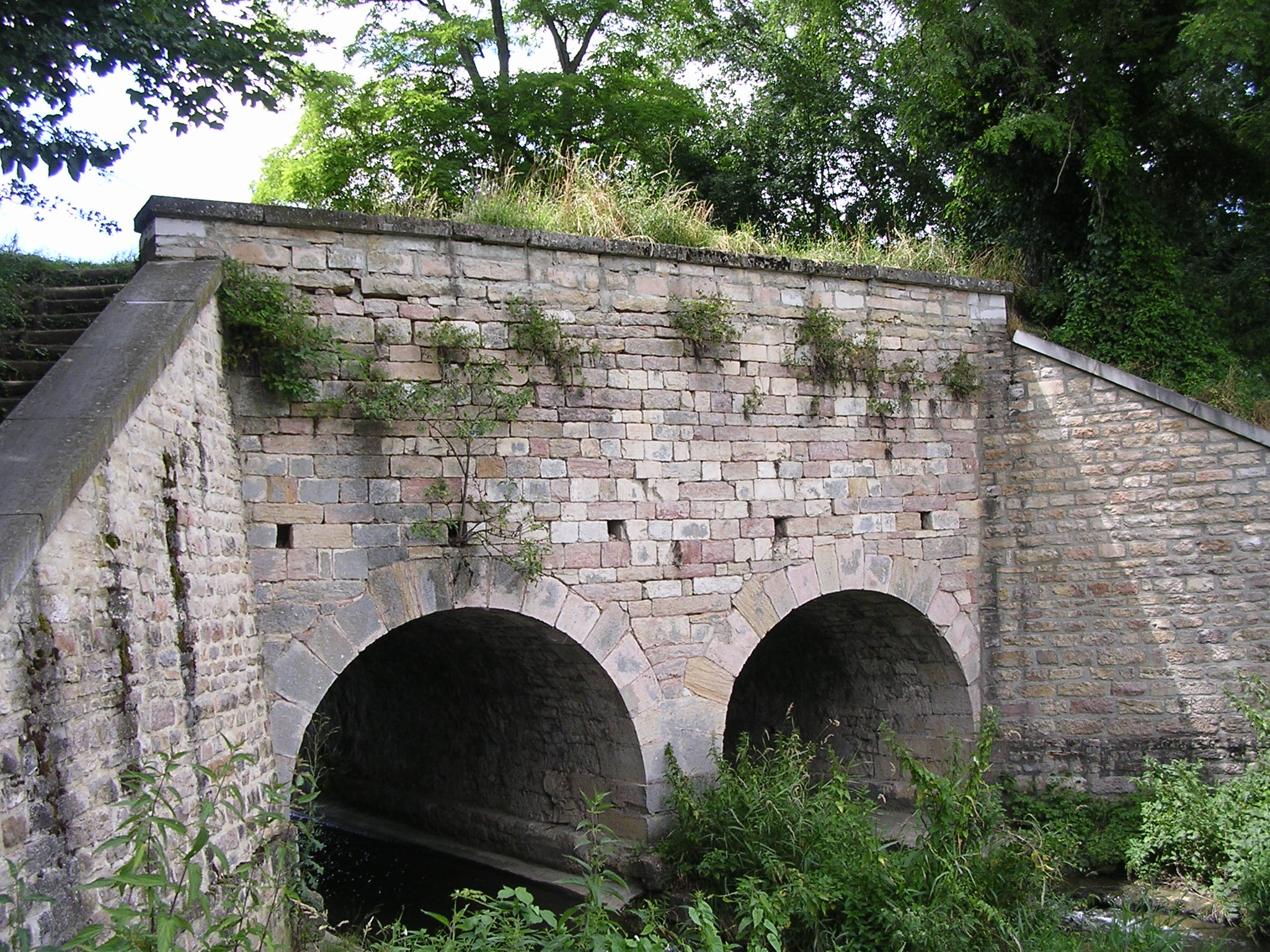
Le pont aqueduc des Arvaux côté aval à la Varaude
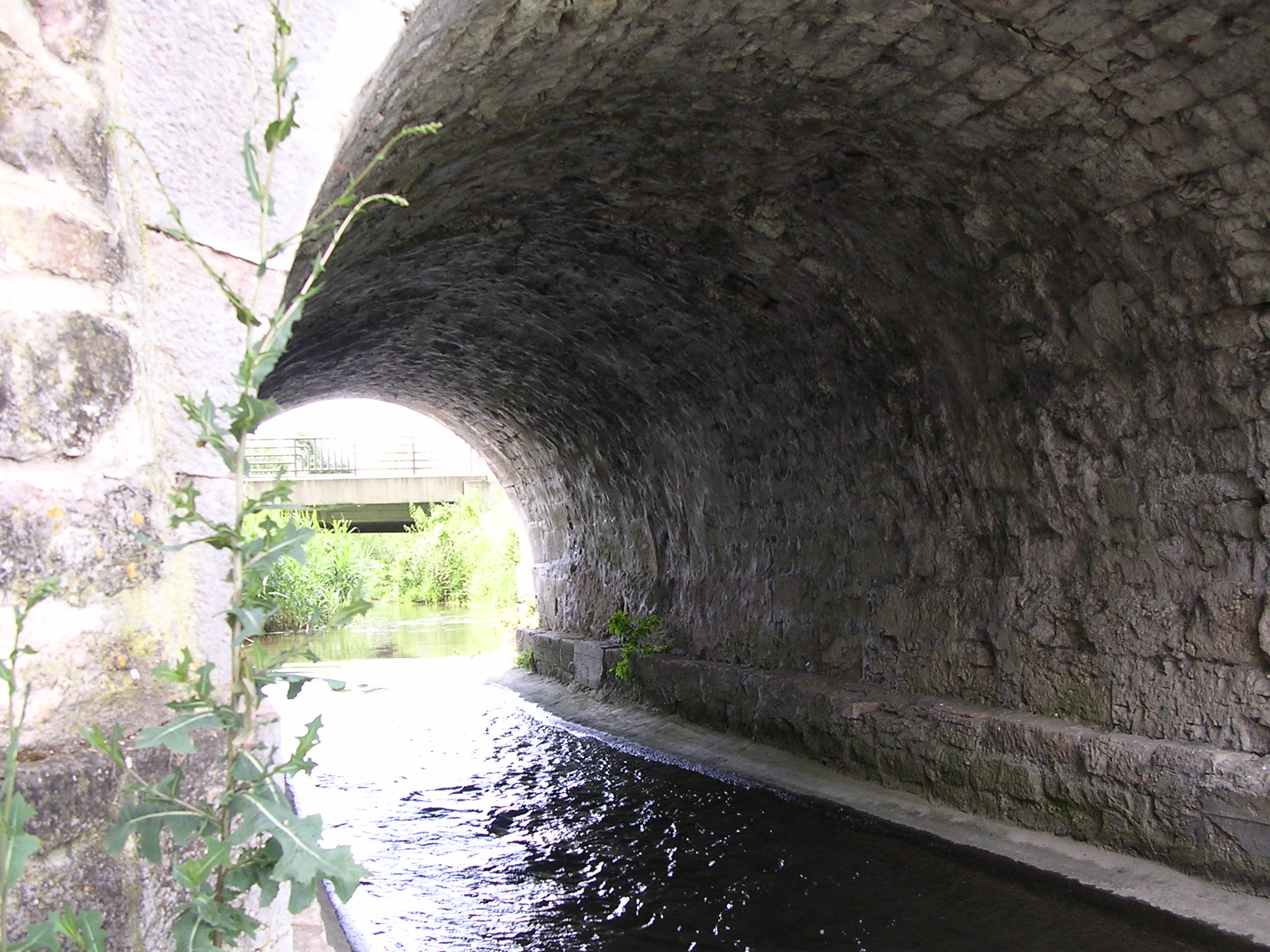
Une arche du pont aqueduc des Arvaux où coule la Varaude

L'irrigation des monastères permet d'installer l'eau courante, amenée si besoin est par des canaux souterrains, voire sous pression. Les moines utilisent pour cela des canalisations en plomb, en terre cuite ou en bois. Par endroits, le débit peut être coupé par un robinet en bronze ou en étain. Certaines abbayes comme Fontenay sont équipées du tout-à-l'égout. Beaucoup d'abbayes se trouvant au fond de vallées, il faut évacuer efficacement les eaux de pluie : un collecteur, nettoyé en permanence par l'eau d'une digue barrant la vallée, passe sous la cuisine et les latrines, et reçoit toutes les eaux usées provenant de canalisations secondaires issues des différents bâtiments. À Cleeve ou Tintern les égouts très larges contiennent des vannes qui permettent de lâcher un grand volume d'un coup et de les purger à la manière d'une chasse d'eau.

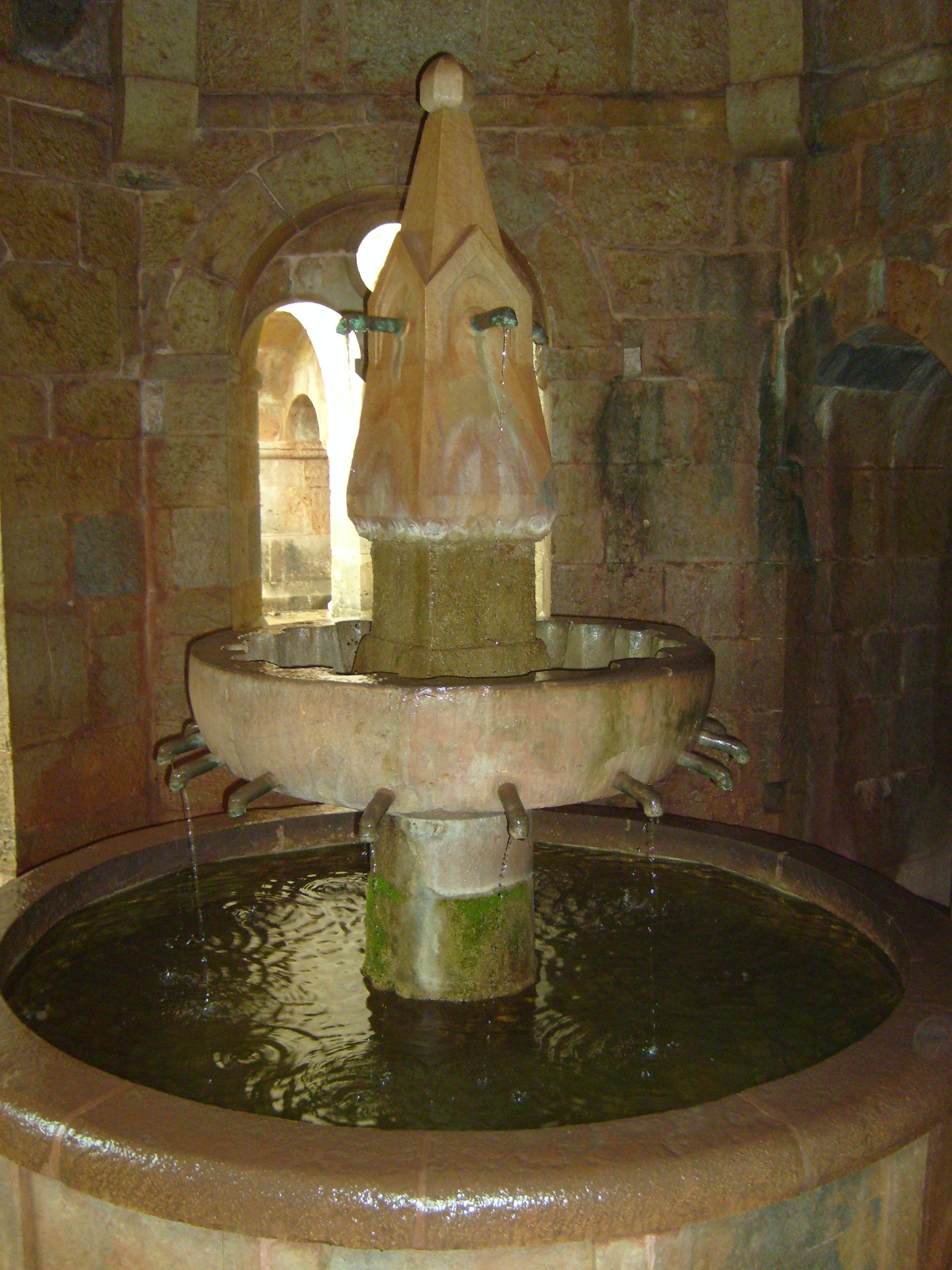
Lavabo collectif de l'abbaye du Thoronet.

La grande connaissance de l'hydraulique par les Cisterciens leur permet de transformer des rivières capricieuses, qui changeaient souvent de cours et étaient sujettes à de nombreuses crues, en cours d'eau régulés pour les besoins domestiques, énergétiques et agricoles des moines. Cela permet de rendre exploitables de grandes étendues de terres auparavant délaissées pour leur insécurité hydrique.
Avec la croissance économique et démographique, les besoins importants de l'industrie textile, il faut plus de bovins et d'ovins. Dès le XIIe siècle les propriétaires fonciers commencent à assécher les marais pour étendre la surface de pâturages disponibles. À la fin du XIIe siècle, les défrichages atteignent un point culminant. Le bois se raréfiant, se renchérit. Aussi, une plus grande attention est portée à l'exploitation forestière dont le rôle nourricier reste indispensable. En particulier en Flandre, où on atteint une limite en densité de population, les abbayes cisterciennes réalisent des travaux d'endiguement dans le prolongement de leurs travaux commencés dès le XIe siècle. Aux XIIe et XIIIe siècles, la poldérisation à grande échelle du marais poitevin est réalisée par des associations d'abbayes avec la mise sur pied de plans cohérents de drainage. Ils maîtrisent aussi la végétation au bord des cours d'eau. Par exemple ils plantent des saules dont les racines soutiennent la terre des digues ou des canaux.

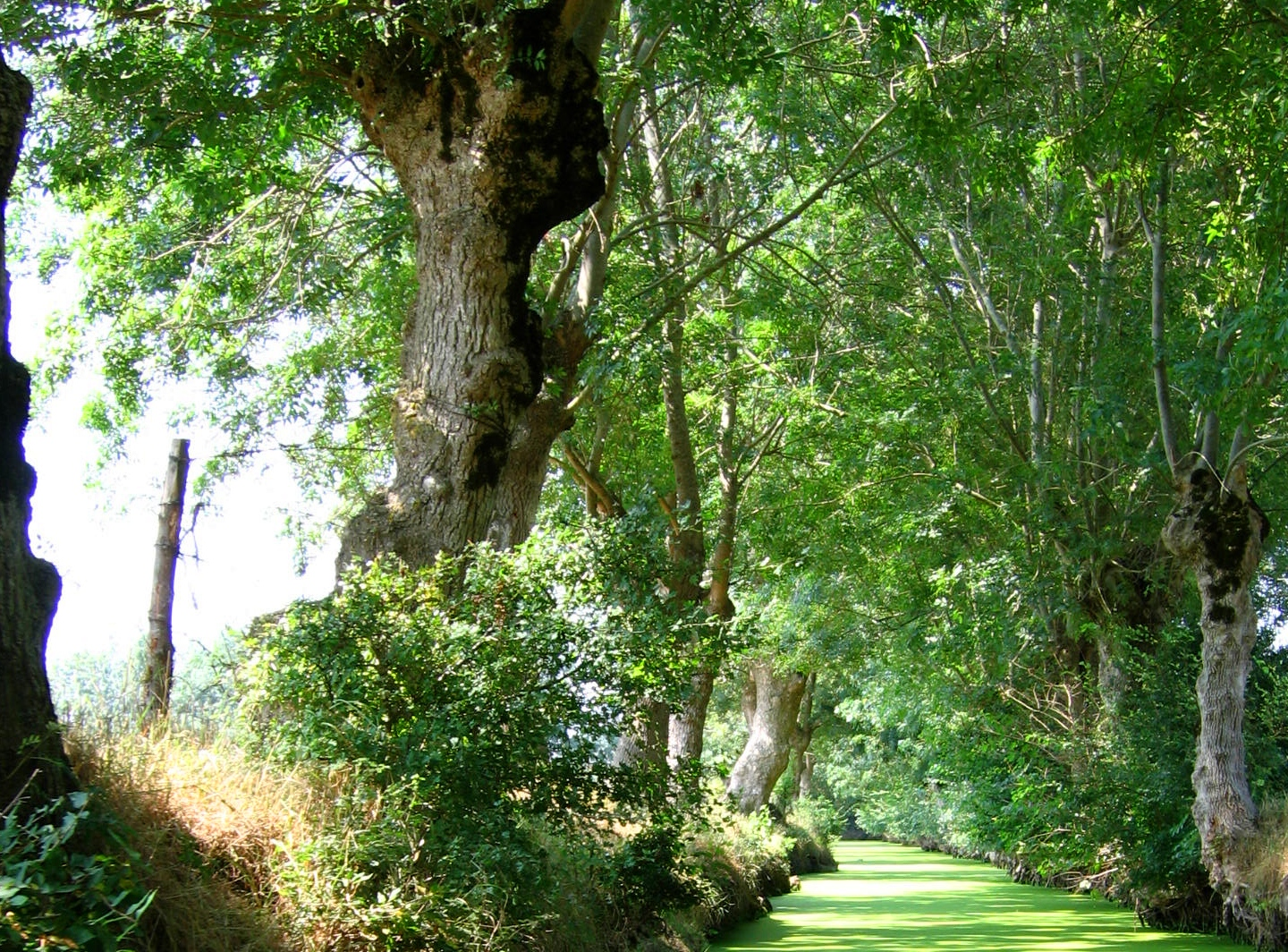
Canaux du marais Poitevin.

Les Cisterciens valorisent au maximum les terrains qu'ils exploitent. Dans le sud de la France, ils créent de classiques réseaux d'irrigation qu'ils généralisent dans les régions septentrionales. Par exemple dans la vallée de l'Aube où les hivers sont rigoureux, l'eau est dérivée par de petits canaux de 50 centimètres. Ce système permet en plus de la simple irrigation, de drainer les eaux stagnantes des anciens marais, d'apporter des éléments azotés indispensables pour la croissance des herbes et d'accélérer le réchauffement des terres (l'eau conduit 1 000 fois plus la chaleur que l'air). Ce système se diffuse dans toute l'Europe du Nord.
Si les Cisterciens sont particulièrement performants dans la gestion de l'eau, ils s'inscrivent dans une évolution globale. Les techniques d'irrigation sont passées en Occident via l'Espagne musulmane et la Catalogne où Cluny est très implantée. L'abbaye de Cluny n'aurait pu se développer sans aménager la vallée de la Grosne. De même les comtes de Champagne dérivent la Seine pour assécher les environs de Troyes, lui fournir l'énergie hydraulique dont elle a besoin et un système d'évacuation des eaux.

#### Industrie

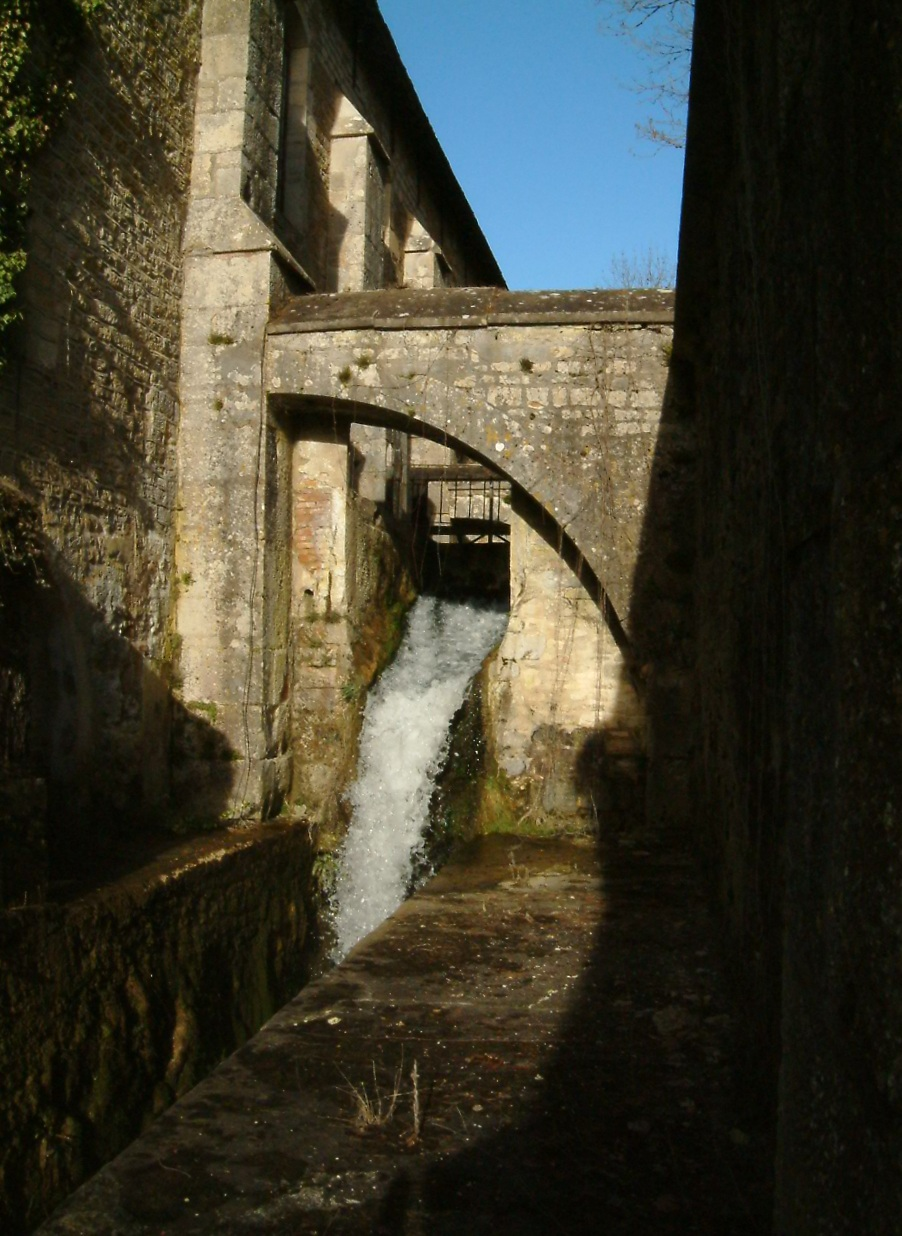
Vanne alimentant la roue à aubes (aujourd'hui disparue) de la forge de l'abbaye de Fontenay.

Le moulin hydraulique se diffuse pendant toute la période médiévale (il est une source de rentrées financières importantes pour la noblesse et les monastères qui investissent donc dans ce type d'équipements). L'utilisation de l'énergie hydraulique plutôt qu'animale ou humaine permet une productivité sans comparaison avec celle disponible dans l'Antiquité : chaque meule d'un moulin à eau peut moudre 150 kilos de blé à l'heure ce qui correspond au travail de 40 serfs. Les monastères sont dès l'époque carolingienne en pointe dans ce domaine, car la règle de saint Benoît veut qu'il y ait un moulin dans chaque abbaye.
Les moines blancs utilisent les techniques en vogue dans leurs régions : moulins à roue verticale au nord et à roue horizontale au sud. Au XIIe siècle, les ingénieurs médiévaux mettent aussi au point des moulins à vent à pivot vertical (qui permet de suivre les changements de direction du vent) ou à marée qui sont inconnus dans l'Antiquité ou dans le monde arabe. Avec la mise au point de l'arbre à cames au Xe siècle, cette énergie peut être utilisée pour de multiples usages industriels. Ainsi apparaissent des moulins à foulon qui sont utilisés pour écraser le chanvre, moudre de la moutarde, aiguiser les lames, fouler du lin, du coton ou des draps (dans cette opération importante dans la fabrication des étoffes, le moulin remplace 40 ouvriers foulons). Des scies hydrauliques sont attestées au XIIIe siècle.

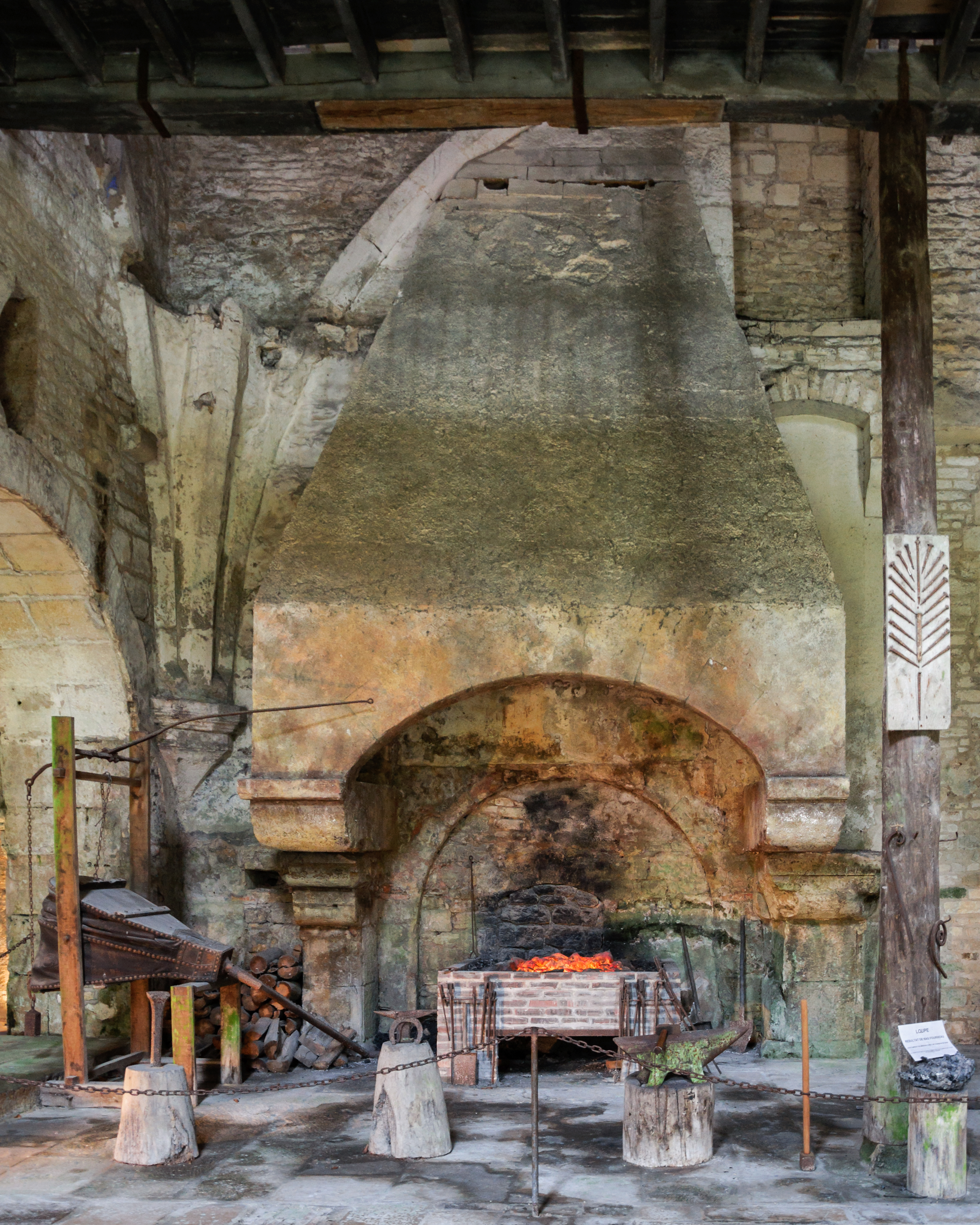
Forge de l'Abbaye de Fontenay

De ces innovations techniques, qu'ils utilisent avec une grande acuité (ils sont parmi les premiers à utiliser les foulons hydrauliques), seul le marteau hydraulique, ou martinet, peut véritablement être imputé aux moines cisterciens qui en généralisent l'emploi dans toute l'Europe. Les Cisterciens ont en effet besoin d'outillage agricole, mais aussi de terrassement, de construction, de clous pour les charpentes, de ferrures pour leurs vitraux ou de serrures, et quand les techniques architecturales évoluent, d'armatures en fer pour leurs bâtiments. Ils modifient les techniques traditionnelles en mécanisant certaines étapes du travail du fer.
Dès le XIIe siècle, des forges actionnées à l'énergie hydraulique multiplient la capacité de production des forgerons : l'utilisation des martinets permet de travailler des pièces plus imposantes (les marteaux de l'époque pouvaient peser 300 kilogrammes et frapper 120 coups à la minute) et plus rapidement (des marteaux de 80 kilogrammes frappant 200 coups à la minute). L'insufflation d'air sous pression permet d'élever la température à l'intérieur des bas fourneaux à plus de 1 200 °C : à cette température, le four peut produire de la fonte en fusion. Cette transition du bas fourneau vers le haut fourneau s'ébauche notamment à l'abbaye de Rievaulx, où des analyses de laitier ont révélé une teneur en fer exceptionnellement faible pour l'époque, proche de celle obtenue avec un haut fourneau,. Dès 1168, les moines de Clairvaux vendent du fer ; les Cisterciens sont les premiers sidérurgistes de Champagne, du milieu du XIIIe au XVIIe siècle, utilisant aussi le laitier riche en phosphates de leurs fours comme engrais agricole. Cette industrie sidérurgique est très gourmande en bois : pour obtenir 50 kilos de fer, il faut 200 kilos de minerai et 25 stères de bois ; en 40 jours une seule charbonnière déboise une forêt sur un rayon d'un kilomètre.
Les Cisterciens maîtrisent aussi les arts verriers. Ils disposent de fours permettant de couler du verre plat. Malgré les instructions de Bernard de Clairvaux, qui prônait une sobriété rigoureuse, ils développent un type de vitrail original : la grisaille.
Pour les besoins de leurs constructions, les Cisterciens doivent fabriquer des centaines de millions de tuiles. Le four de Commelle en est la parfaite illustration : il permet de cuire entre 10 000 et 15 000 tuiles à la fois. Elles sont enfermées dans le four, rangées en quinconce, le four étant obturé par des briques réfractaires enduites d'argile pour parfaire l'isolation. Le foyer est alimenté pendant trois semaines et il faut autant de temps pour que le four et les tuiles refroidissent. Ces fours sont également utilisés pour fabriquer les carreaux de sol des abbayes.

## Les Cisterciens, agents économiques du Moyen Âge

### Patrimoine foncier
Une active politique d'acquisitions facilitée à ses débuts par la popularité du mouvement qui recueille un grand nombre de legs et donations permet à l'ordre de devenir un très important propriétaire foncier. Ses terres sont mises en valeur par quelque 200 granges et celliers dont certains sont parfois très éloignés de l'abbaye.

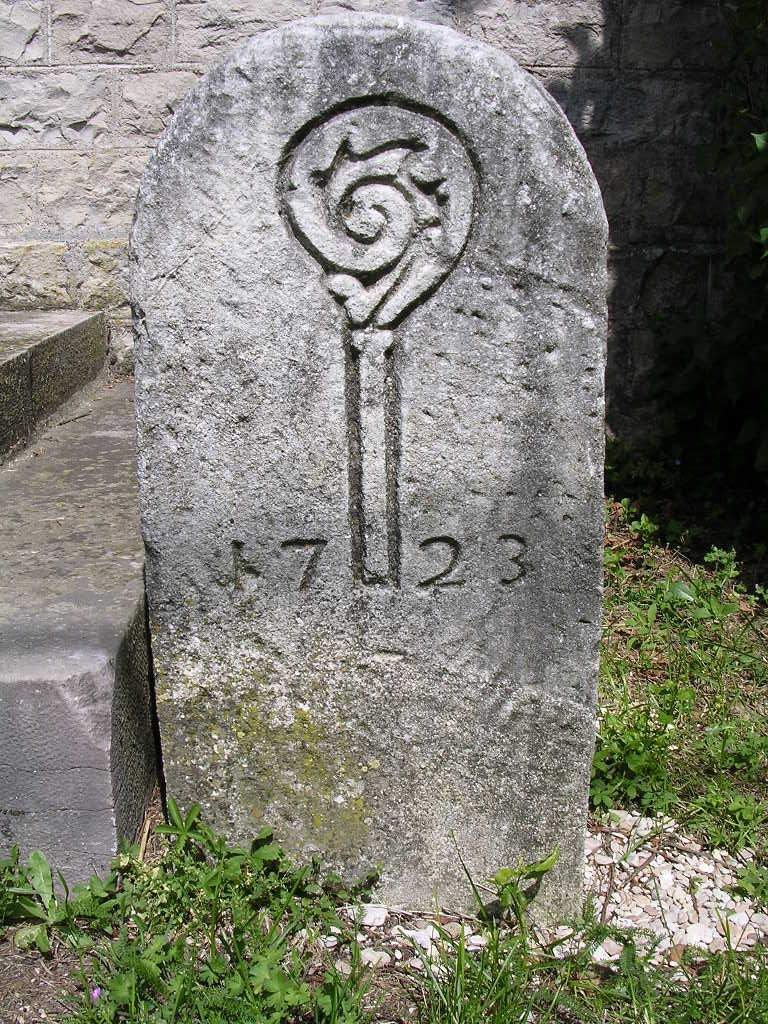
Borne domaniale cistercienne de l'abbaye de moniales de Tart (Côte-d'Or)

Leur stratégie visant à rendre exploitables les terres acquises, souvent incultes auparavant, ne doit rien au hasard : ils réservent une attention toute particulière à l'acquisition de cours d'eau et des moulins indispensables à leur développement. Ils peuvent aller jusqu'à payer au prix fort le droit d'accès au cours d'eau convoité. Ainsi, l'abbaye de Cîteaux doit payer 200 livres dijonnaises au chapitre de Langres pour obtenir le droit de faire passer une dérivation de la Cent-Fonts. Cette même abbaye se retrouve face à des soucis financiers quelques années plus tard. Dès lors le contrôle des eaux devient une priorité pour l'ordre. Usant d'une habile politique d'acquisitions, les moines blancs se rendent maîtres de nombreux cours d'eau. Ceci leur procure un pouvoir économique et politique très important : ils peuvent assécher les terres en aval et priver tel ou tel seigneur d'énergie hydraulique. Les nombreux procès qui opposent les Cisterciens à ces seigneurs attestent la fréquence des conflits portant sur la question de l'accès à l'eau. Ces démêlés judiciaires contribuent à rendre l'ordre impopulaire, d'autant que cette politique d'acquisition foncière se fait souvent au détriment des habitants qui sont parfois purement et simplement expulsés.
Dans la deuxième moitié du XIIe siècle, l'ordre essaye de tirer des profits financiers de son patrimoine foncier et investit massivement dans les vignobles et les salines. Ainsi Cîteaux agrandit son domaine par l'acquisition de vignobles dans le secteur de Corton, de Meursault et de Dijon et devient propriétaire d'une chaudière à sel sur le gisement de Salins. Il est à noter que les Cisterciens n'exploitent pas eux-mêmes leurs salines et n'y apportent donc aucun savoir-faire technique. En effet, leur exploitation est confiée à des paysans sauniers (et non à des convers) qui conservent les deux tiers de la récolte. Les investissements nécessaires pour l'entretien des salines (digues, pieux) sont confiés à un bourgeois investisseur qui reçoit en échange le tiers restant du sel produit. Les Cisterciens prélèvent un cens sur les revenus des paysans sauniers. Leur investissement dans les salines est donc purement financier ; il n'en est pas moins massif : les monastères de Saint-Jean d'Anjely, Redon, Vendôme et ceux de la région bourguignonne investissent massivement dans les salines des côtes atlantique et méditerranéenne ou dans les salines de Franche-Comté, de Lorraine, d'Allemagne, d'Autriche (leur exploitation est minière).

### Puissance commerciale
Au-delà de leur immense patrimoine foncier, c'est l'instauration d'un excellent réseau commercial qui donne aux Cisterciens une puissance économique de premier ordre.

Implantation des Cisterciens en Bourgogne au XIIe siècle.

Dès le départ, les abbayes implantées le long de rivières, elles-mêmes affluents de grands fleuves, sont idéalement placées pour écouler leurs produits vers la ville. Cîteaux et ses premières filiales sont implantées en Bourgogne, c'est-à-dire dans la zone de jonction entre les trois principaux bassins fluviaux français : le Rhône, la Loire et la Seine. En effet, Cîteaux est implantée sur la Vouge, elle-même affluent de la Saône qui permet la jonction entre le couloir rhodanien (un des principaux axes commerciaux entre la Méditerranée et l'Europe du Nord), le bassin de la Seine (Paris est le principal centre de consommation d'Occident avec 200 000 habitants à la fin du XIIIe siècle) et la Loire accessible par l'Arnoux. L'expansion de l'ordre en Franche-Comté lui permet de contrôler des salines, mais aussi de faciliter son accès au Rhin via le Doubs. De simples barques à fond plat suffisent pour transporter les denrées sur ces rivières calmes.
Grâce à leurs implantations, les Cisterciens sont partout sur ces axes commerciaux fluviaux : sur la Garonne et la Loire qui conduisent à l'Atlantique et donc à l'Angleterre et l'Europe du Nord, la Seine et ses affluents qui mènent à Paris puis Rouen et donc à la Manche, le Rhin (et la Moselle ou le Main) vers les régions peuplées et commerçante contrôlées par la Hanse, sur le Pô, le Danube. Les Cisterciens sont donc maîtres d'un réseau commercial couvrant toute l'Europe.
Les Cisterciens usent de leur pouvoir politique et économique pour obtenir des exemptions de péages. Contrôlant les débits des rivières grâce aux digues et chenaux qu'ils ont construits, ils peuvent peser sur les seigneuries situées en aval de leurs possessions (qui ont besoin d'eau pour faire tourner leurs moulins et irriguer leurs terres) et y négocier des droits de passage ou un soutien politique. On sait ainsi que Pontigny peut faire entrer 500 hectolitres hors taxes dans la ville de Troyes, Vaucelle peut en transporter 3 000 en franchise sur l'Oise, Grandselve 2 500 sur la Garonne. Patiemment, ils obtiennent des exemptions fiscales sur les axes commerciaux qu'ils utilisent et peuvent augmenter leur marge sur les produits qu'ils commercialisent.
Les volumes écoulés par les moines blancs se comptent en milliers d'hectolitres de vin : Ederbach en expédie 2 000 par le Rhin aux marchands de Cologne, l'abbaye peut en stocker 7 000 au XVIe siècle.
Bien qu'initialement situés en des lieux reculés, les moines blancs acquièrent peu à peu des possessions en ville. Celles-ci sont en effet utiles pour accueillir les moines qui voyagent entre les abbayes ou sur les chemins de pèlerinages. Quand viennent les réunions générales de l'ordre, il faut pouvoir loger des centaines d'abbés. Mais, les Cisterciens les transforment en comptoirs dès que le besoin s'en fait sentir à la fin du XIIe siècle. Il s'agit de véritables granges urbaines, mais aussi de relais pour les moines qui sillonnent l'Europe. On y vend les produits de l'ordre : vins, sel, verre, produits manufacturés en métal. Les maisons de Cîteaux à Beaune et de Clairvaux à Dijon, par exemple, jouent le rôle de cellier avec pressoirs, cuveries et caves.
Les moines blancs ouvrent bientôt des relais sur les cours d'eau vers les zones d'échanges commerciaux (Paris, Provins, Sens). Il existe par exemple un relais à Auxerre où les marchandises venues de la Saône peuvent être emmenées via l'Yonne jusqu'à la Seine (l'ordre possède un relais à Montereau au confluent) et donc Paris, Rouen, voire l'Angleterre. Les Cisterciens ouvrent des comptoirs pour écouler leurs marchandises dans toutes les villes où se concentrent les consommateurs (comme Paris ville la plus peuplée d'Occident) et les nœuds commerciaux comme Provins (ou ont lieu les foires de Champagne), Coblence. Les Cisterciens sont particulièrement bien implantés dans les villes accueillant les foires de Champagne qui drainent une grande partie du commerce européen aux XIIe et XIIIe siècles.
Ces immenses succès économiques vont progressivement contribuer à une transformation radicale de l'ordre qui s'écarte de plus en plus de l'austérité de Bernard de Clairvaux. La transformation des Cisterciens en décimateurs ordinaires s'opère dès les années 1200. Dès lors, ce qui fait la popularité de l'ordre à ses débuts disparaît et il décline au profit des ordres mendiants. Le recrutement s'en ressent. Au-delà, « le peuple des campagnes se détourn[e] le premier de l'ordre, qui lui prend la terre, l'expuls[e] des hameaux ». D'où certaines manifestations de rancœur violente au XIIIe siècle en Germanie où des granges de l'ordre sont parfois incendiées.